# SAIC-GM
SAIC General Motors Corporation Limited  — спільне підприємство General Motors та SAIC Motor. Компанія була створена в 1997 як Shanghai GM. Компанія збирає та продає Chevrolet, Buick та Cadillac в Материковому Китаї та експортує.

## Історія
SAIC-GM була заснована 12 червня 1997 року з 50% інвестицій кожного партнера. У квітні 1999 року компанія SAIC-GM почала складати перший автомобіль підприємства, Buick Regal, у Шанхаї, Китай     Пізніше це послідувало з китайським мікроавтобусом Buick GL8, який був ексклюзивним автомобілем для Китаю і не пропонувався в Сполучених Штатах і Канаді.
До 2003 року Китай став другим за величиною окремим ринком для General Motors, продавши 201 188 автомобілів, що на 81,6% більше, ніж у попередньому році. У тому році SAIC-GM досягла 13% частки ринку в материковому Китаї, поступаючись лише Volkswagen Group China серед іноземних автовиробників. Продажі впали в 2004 році, коли компанія зняла з виробництва Buick Sail, а випуск його заміни, Chevrolet Sail, було відкладено на лютий 2005 року, що вивело General Motors Shanghai на сьоме місце за часткою ринку материкового Китаю. Ринкова частка SAIC-GM знову піднялася майже до 9,8 відсотка, помістивши SAIC-GM у трійку провідних виробників легкових автомобілів у Китаї.
У червні 2004 року бренд Cadillac був представлений Китаю, а потім Chevrolet у січні 2005 року.
У травні 2005 року SAIC-GM завершила будівництво нового складального заводу, South Plant, на своєму заводі в районі Пудун на сході Шанхая, більш ніж подвоївши свою річну виробничу потужність до 320 000 автомобілів. 
У 2006 році компанія SAIC-GM була провідним виробником легкових автомобілів у Китаї, продавши 413 400 автомобілів. У 2011 році SAIC-GM продала на китайському ринку 1 200 355 автомобілів.  SAIC-GM є найбільшим спільним підприємством GM у Китаї. 
У лютому 2010 року SAIC придбала додатковий 1 відсоток акцій спільного підприємства за 85 мільйонів доларів США та допомогу в забезпеченні кредитної лінії на 400 мільйонів доларів США, щоб збільшити загальну частку SAIC у SAIC-GM до 51%. У квітні 2012 року GM повернула 50% контролю над спільним підприємством. 

## Експорт
У вересні 2006 року General Motors випустила в Чилі Chevrolet Corsa Plus, виготовлену SAIC-GM, експортну версію Chevrolet Sail першого покоління, яка, у свою чергу, є версією 4-дверного Opel Corsa з 1,6-літровим двигуном. Це перший експортний ринок, на який потрапить автомобіль виробництва SAIC-GM. 
У 2010 році SAIC-GM розпочала експорт Chevrolet Sail другого покоління на ринки Латинської Америки, починаючи з Чилі.  Sail або Aveo третього покоління, також побудований SAIC-GM, експортувався до Мексики та Карибського басейну з 2017 по 2023 роки, коли SAIC-GM-Wuling взяла на себе розробку та виробництво Sail/Aveo.   
У 2016 році компанія General Motors почала імпорт Buick Envision в США з Китаю. Envision виготовляється компанією SAIC-GM на заводі Dongyue Motors. Buick планує продавати від 40 000 до 50 000 одиниць Envision щорічно в Північній Америці.  
З 2020 року SAIC-GM також експортує Chevrolet Equinox до Узбекистану. SAIC-GM також допоміг UzAuto Motors, найбільшому узбецькому автовиробнику, раніше відомому як GM Uzbekistan, у виробництві автомобілів Chevrolet, таких як Onix. 

## Пов'язані підприємства
SAIC і GM також керують іншими спільними підприємствами, зокрема: 
- Pan Asia Technical Automotive Center Co., Ltd. (PATAC), компанія з інженерних послуг і досліджень і розробок (R&D), зосереджена в Китаї
- Shanghai OnStar Telematics Co., Ltd., оператор послуг OnStar у Китаї
- SAIC General Motors Sales Co., Ltd., національна торгова компанія. GM China має 49 відсотків акцій, а SAIC – 51 відсоток акцій.
- SAIC-GMAC Automotive Finance Co., Ltd. (SAIC-GMAC), фінансовий підрозділ
- Shanghai Chengxin Used Car Operation and Management Co., Ltd., спільне підприємство, засноване GM China, SAIC-GM і дочірньою компанією SAIC Shanghai Automotive Industry Sales Co. Ltd.
- SAIC-GM-Wuling, окреме спільне підприємство з виробництва та продажу, що використовує бренди Wuling і Baojun

## Актуальні моделі

### Buick

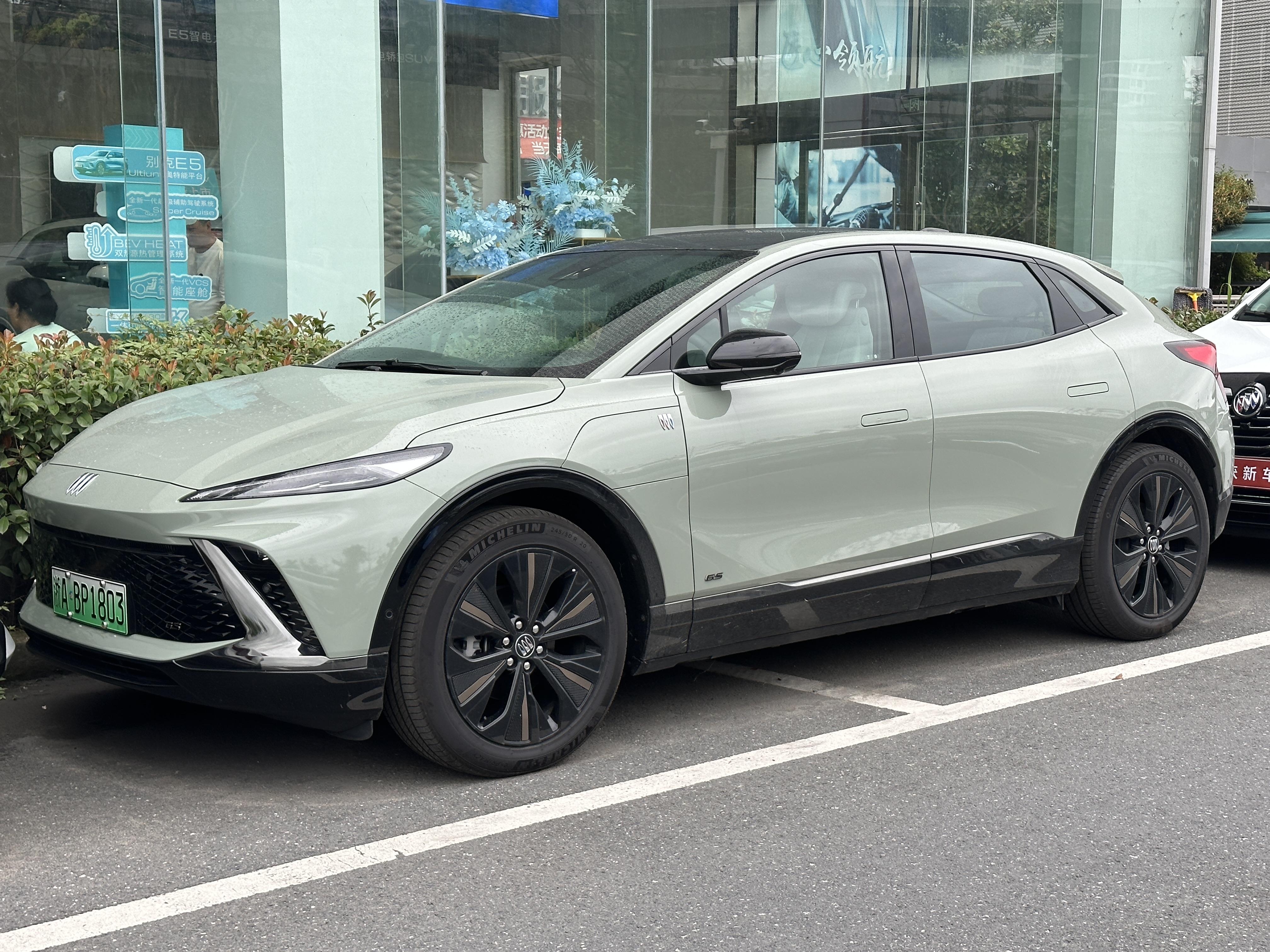
Buick Electra E4
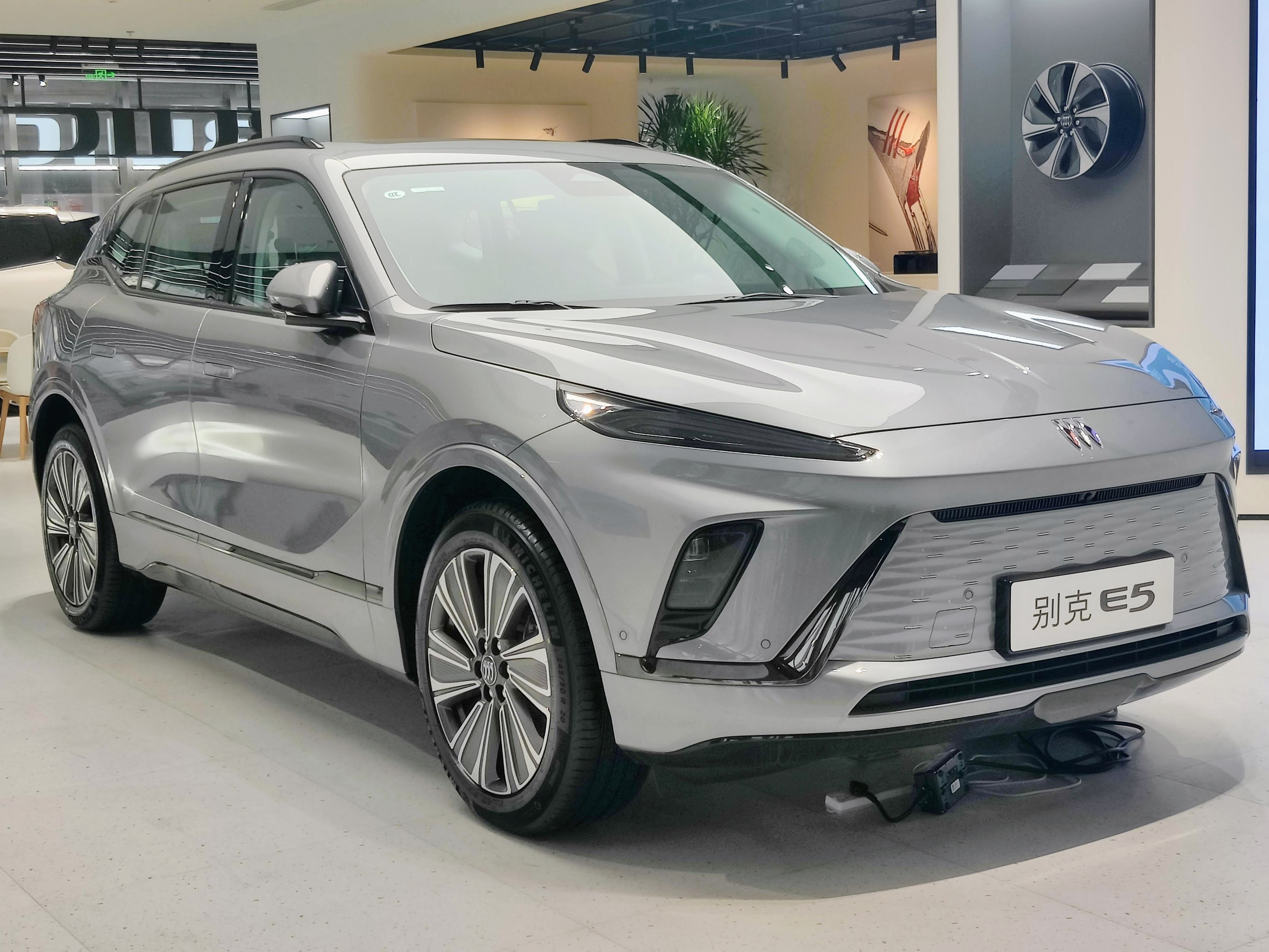
Buick Electra E5
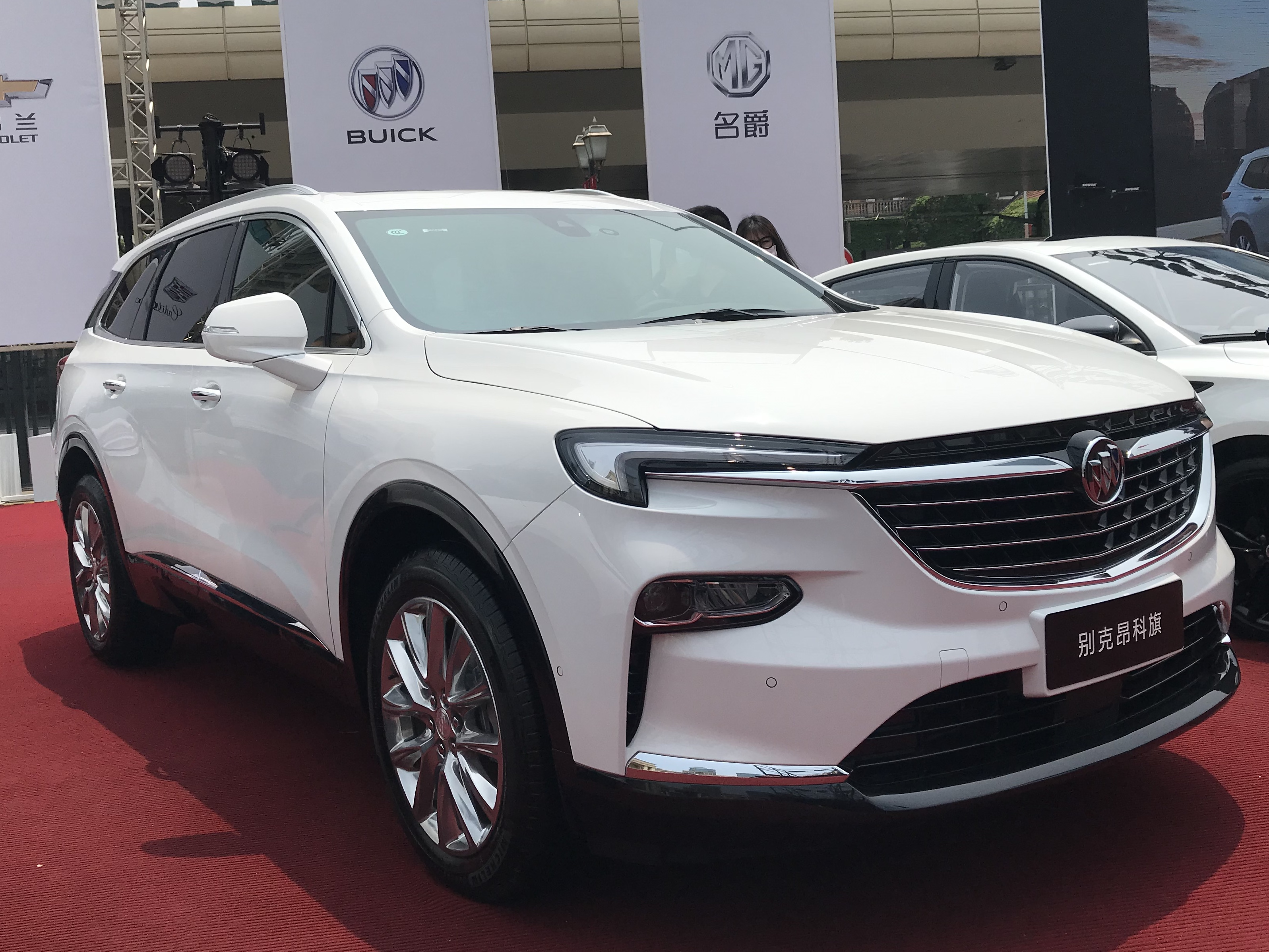
Buick Enclave II
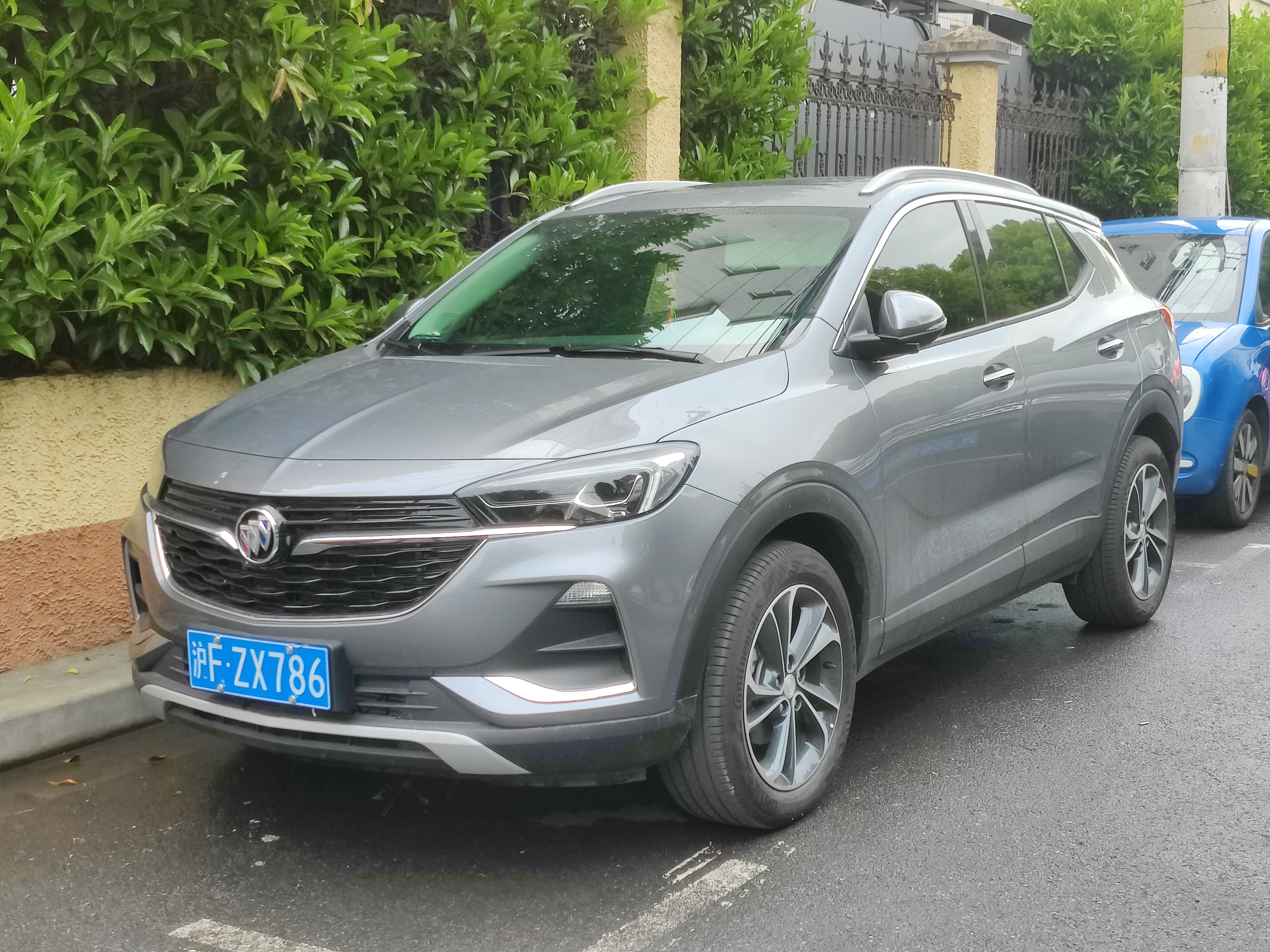
Buick Encore Plus
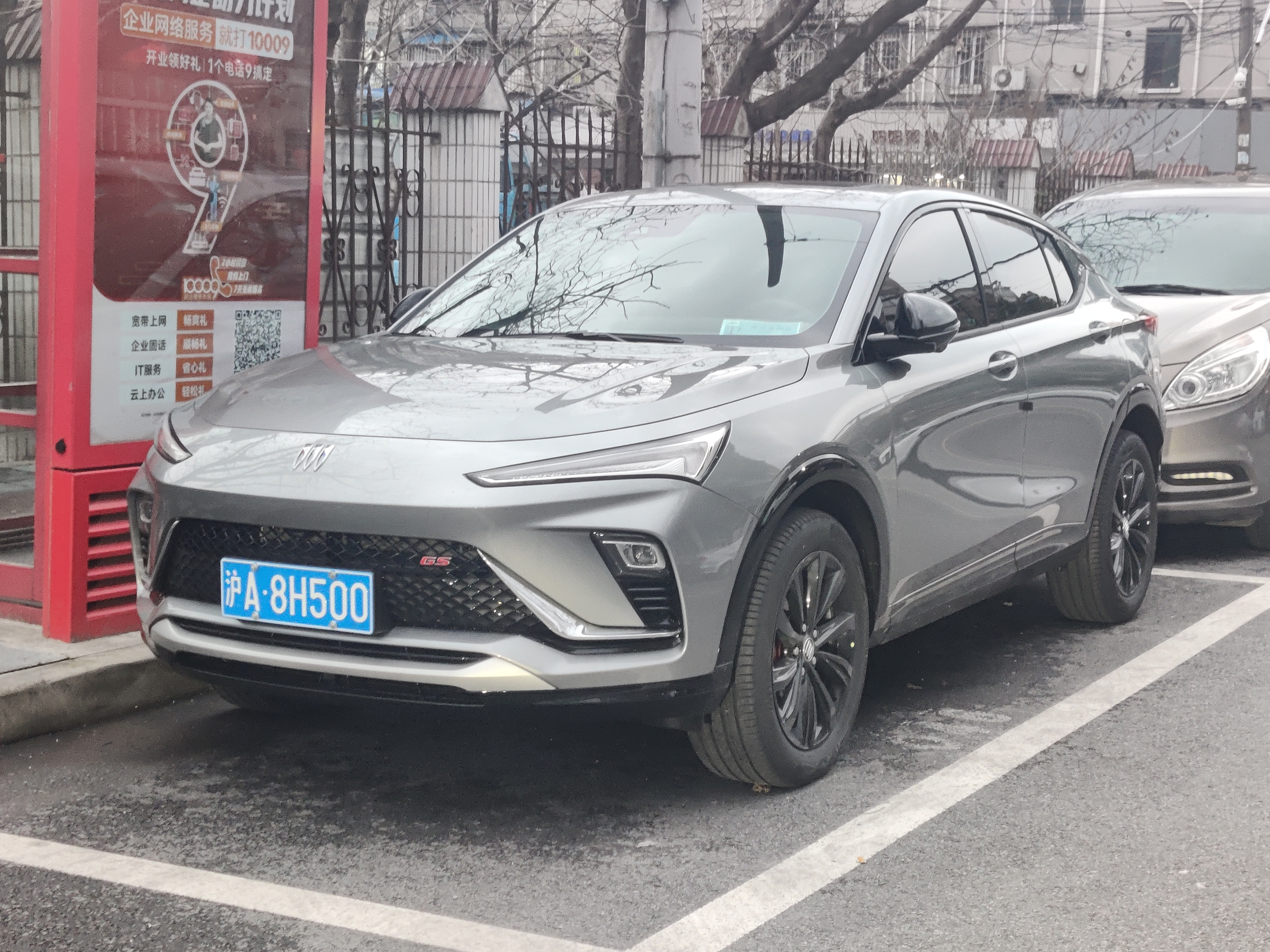
Buick Envista
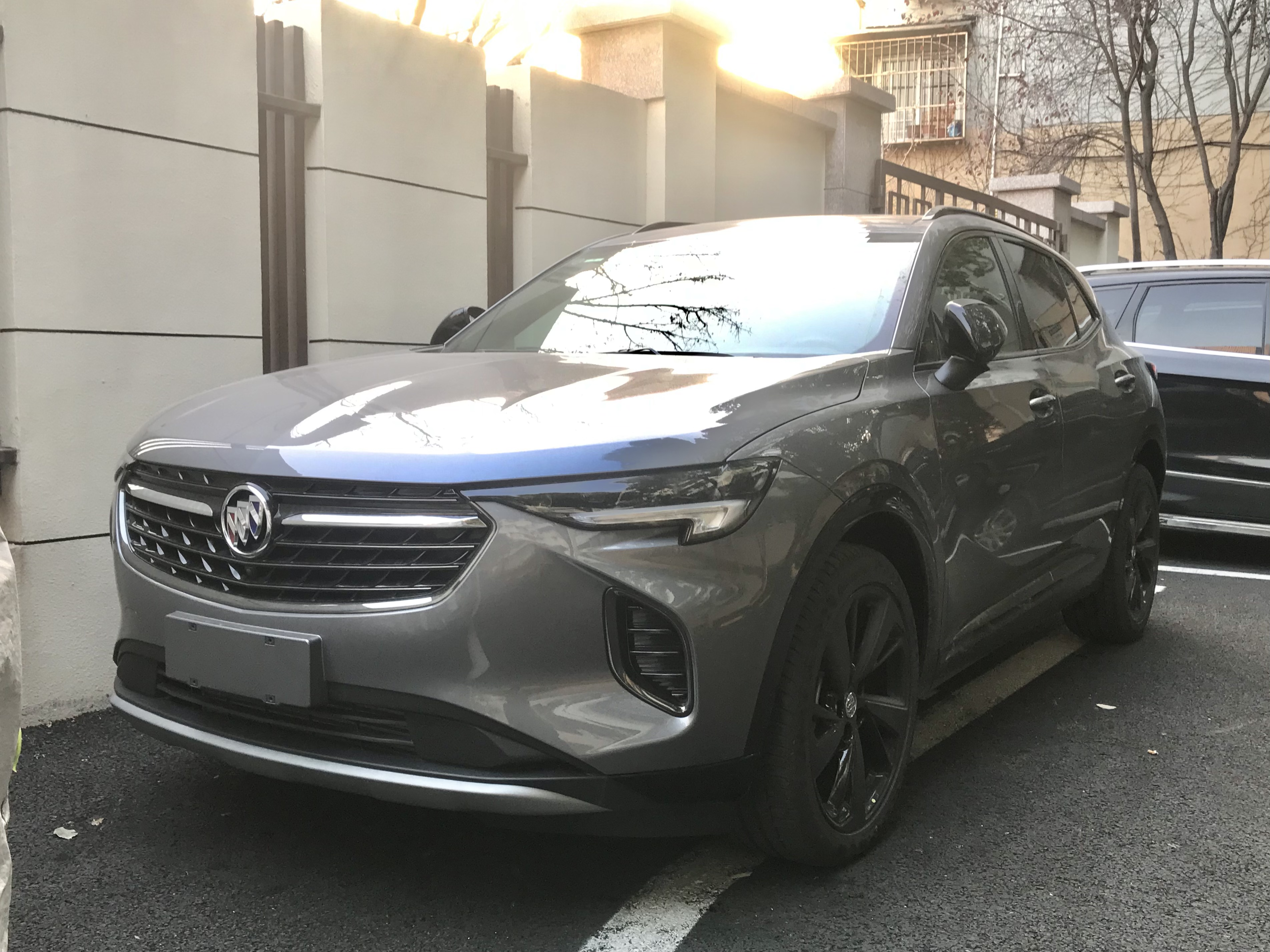
Buick Envision S
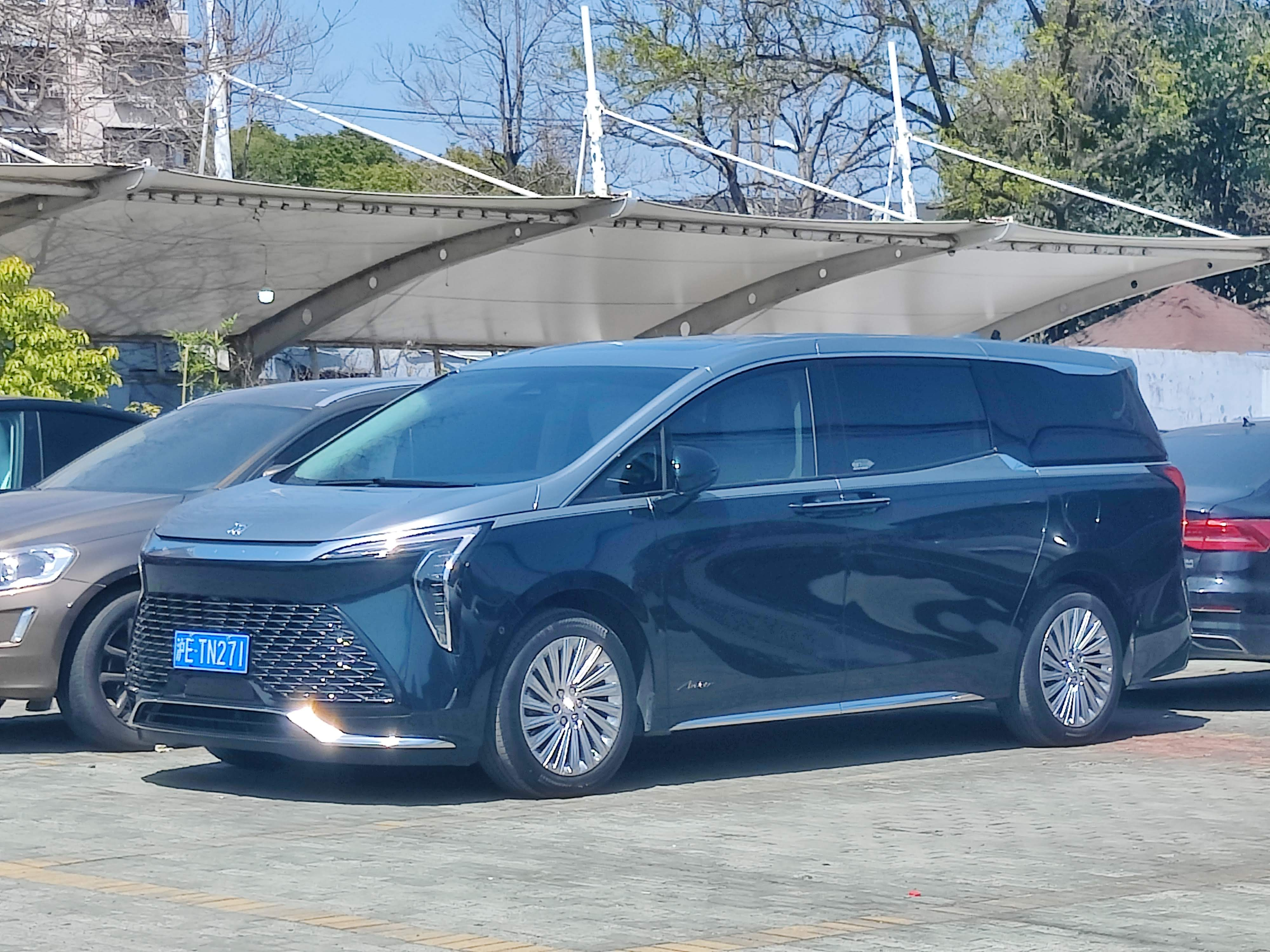
Buick GL8 Century
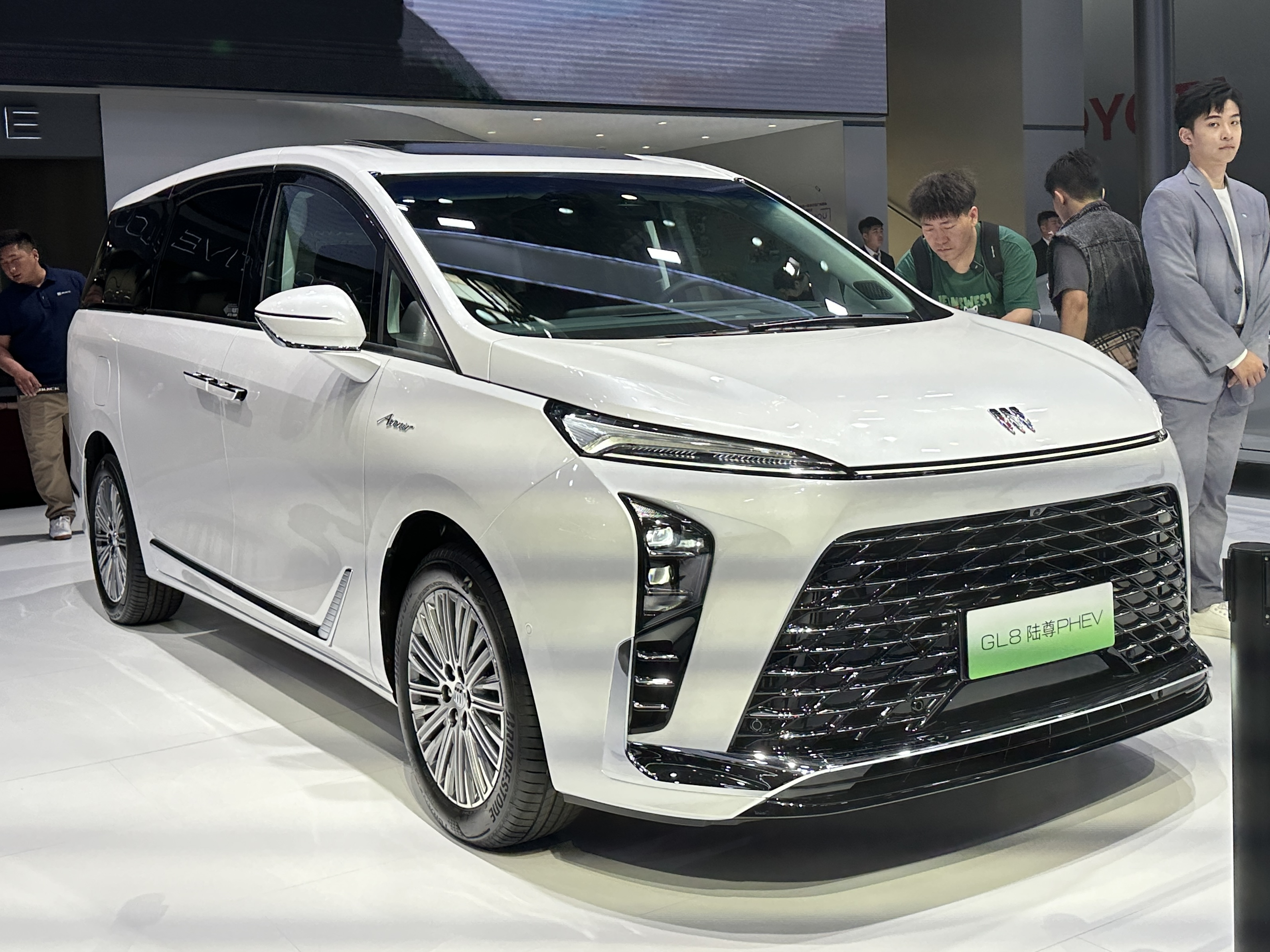
Buick GL8 ES PHEV
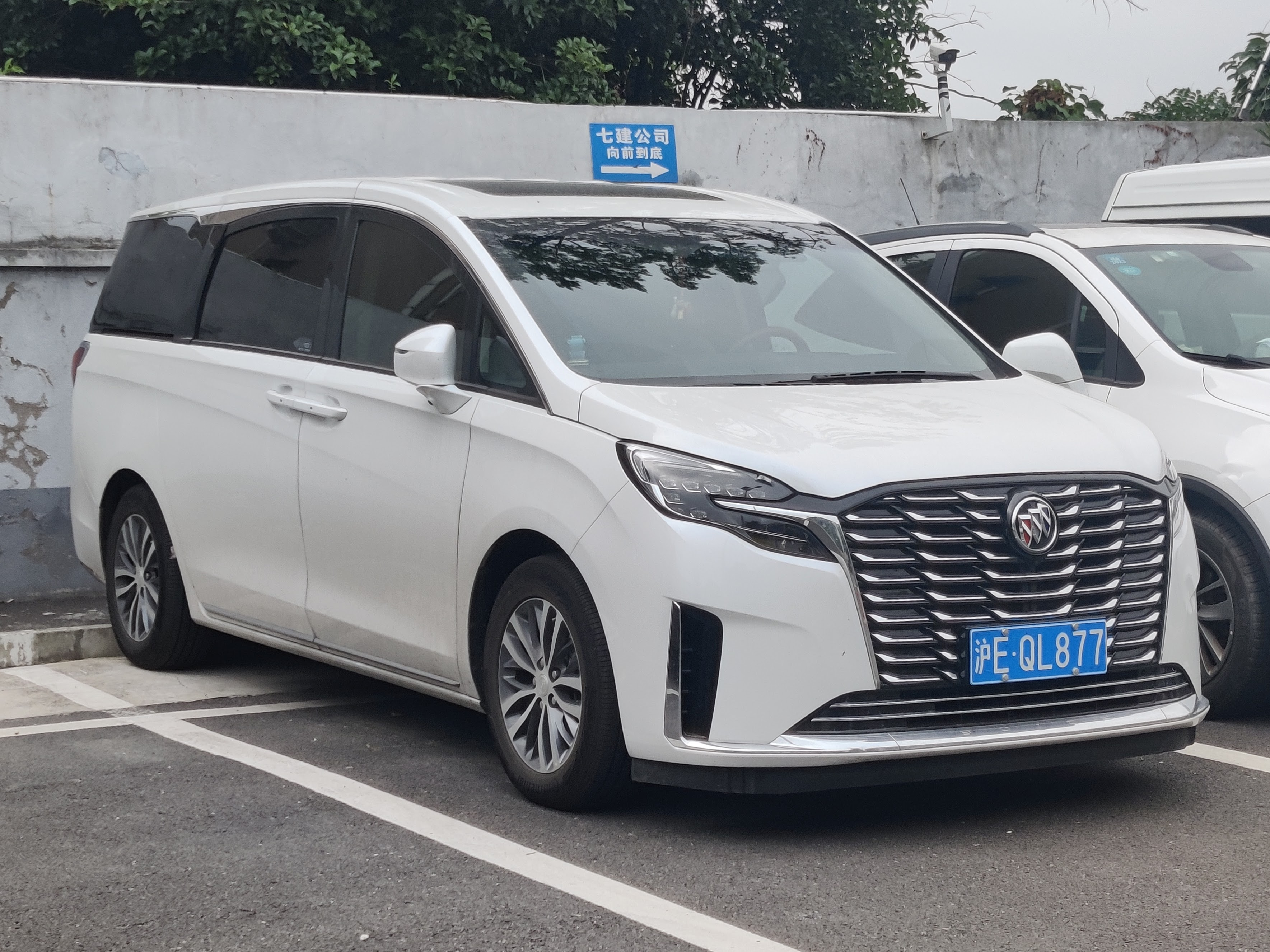
Buick GL8 ES (рестайлінг)
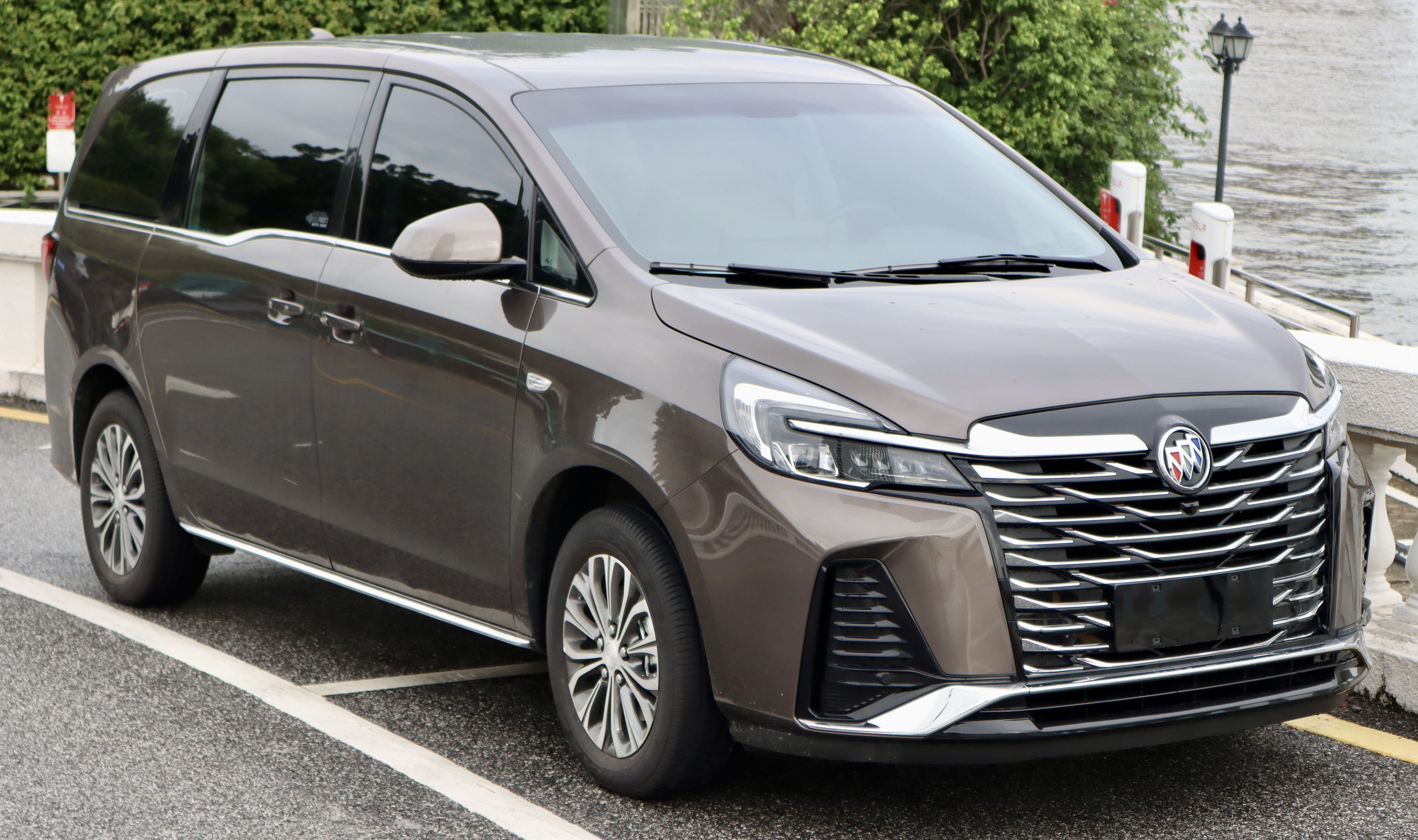
Buick GL8 Land Business Edition (рестайлінг)
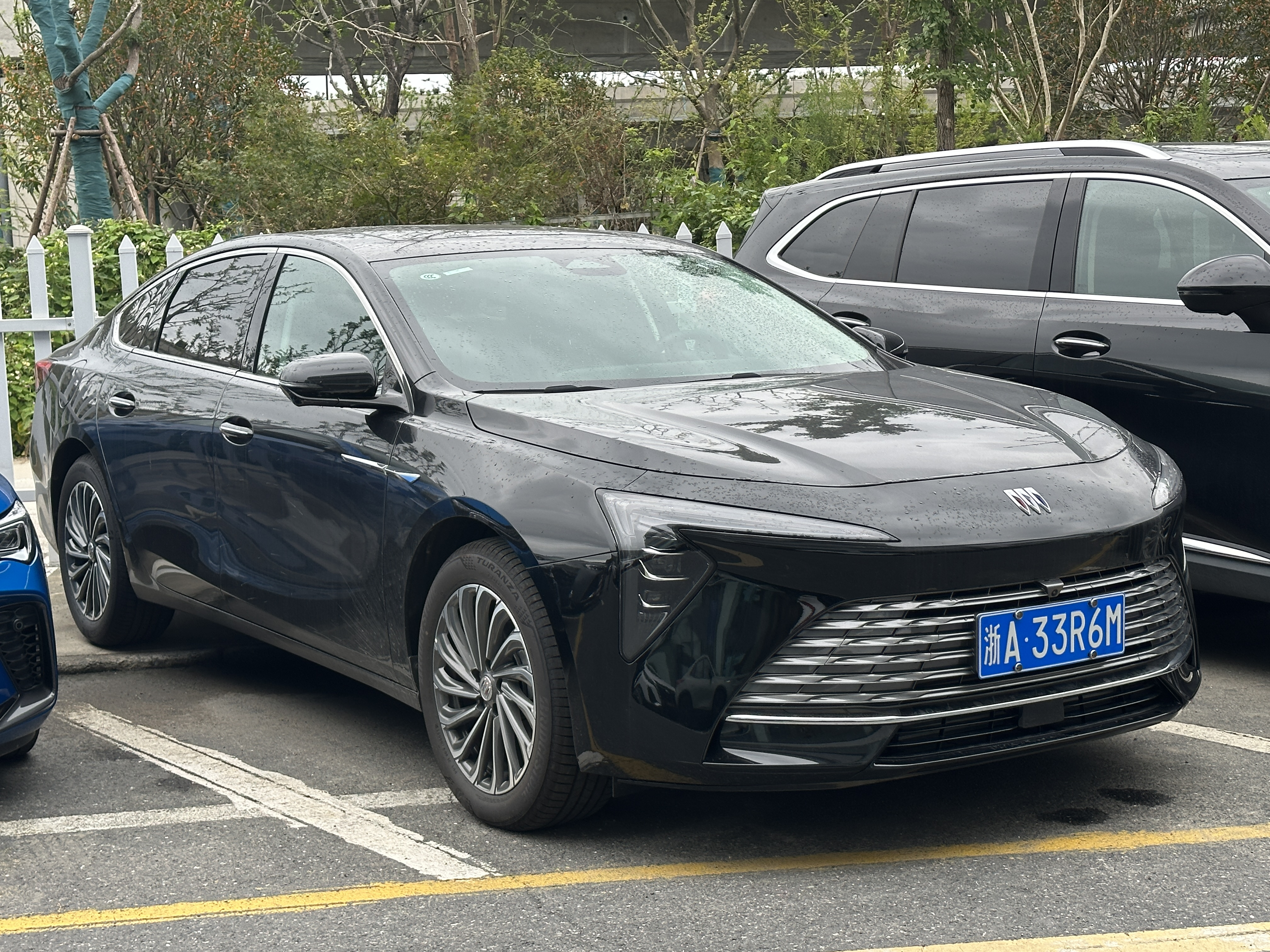
Buick Lacrosse IV
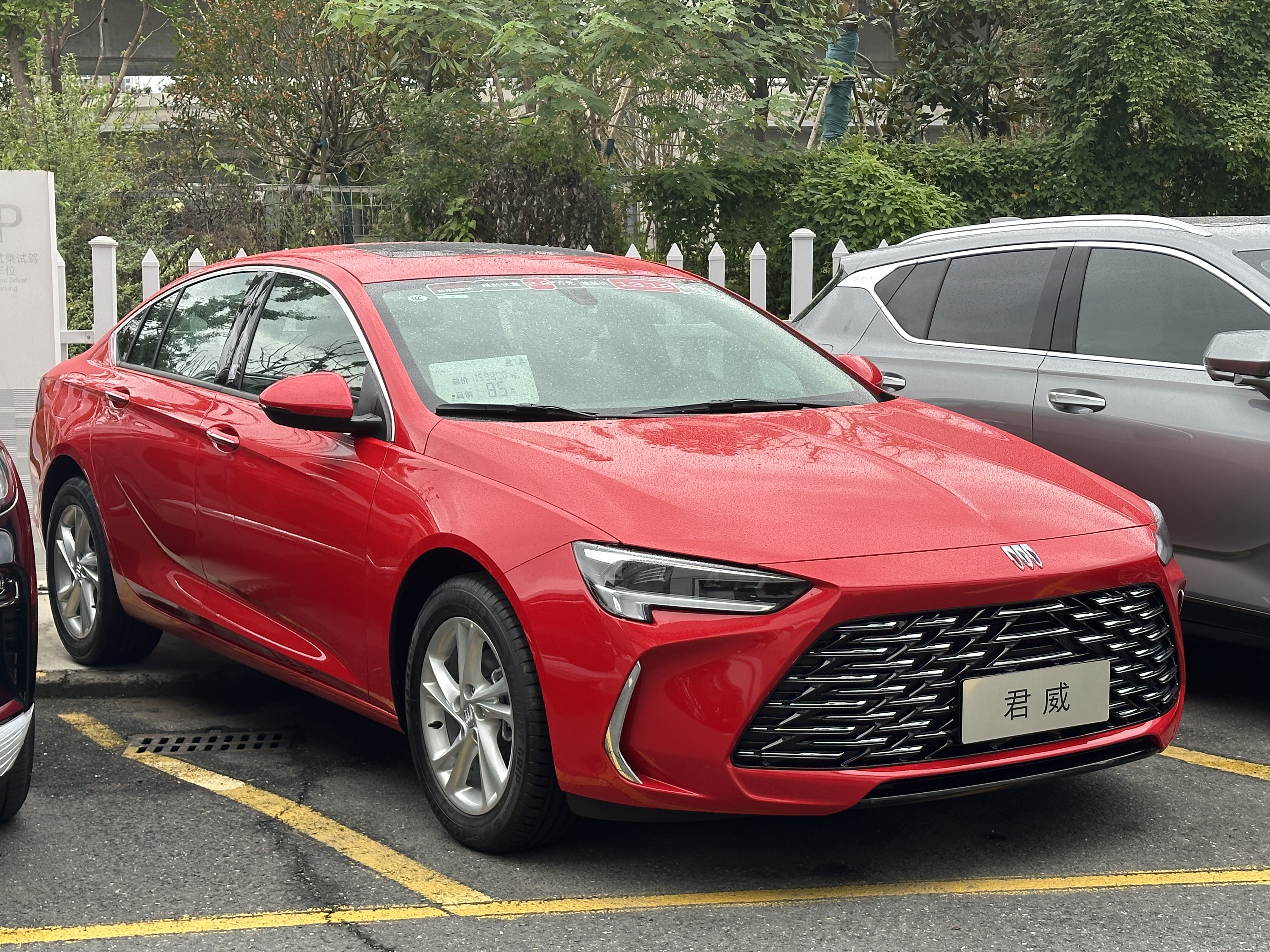
Buick Regal (Китай, III 2023 рестайлінг)
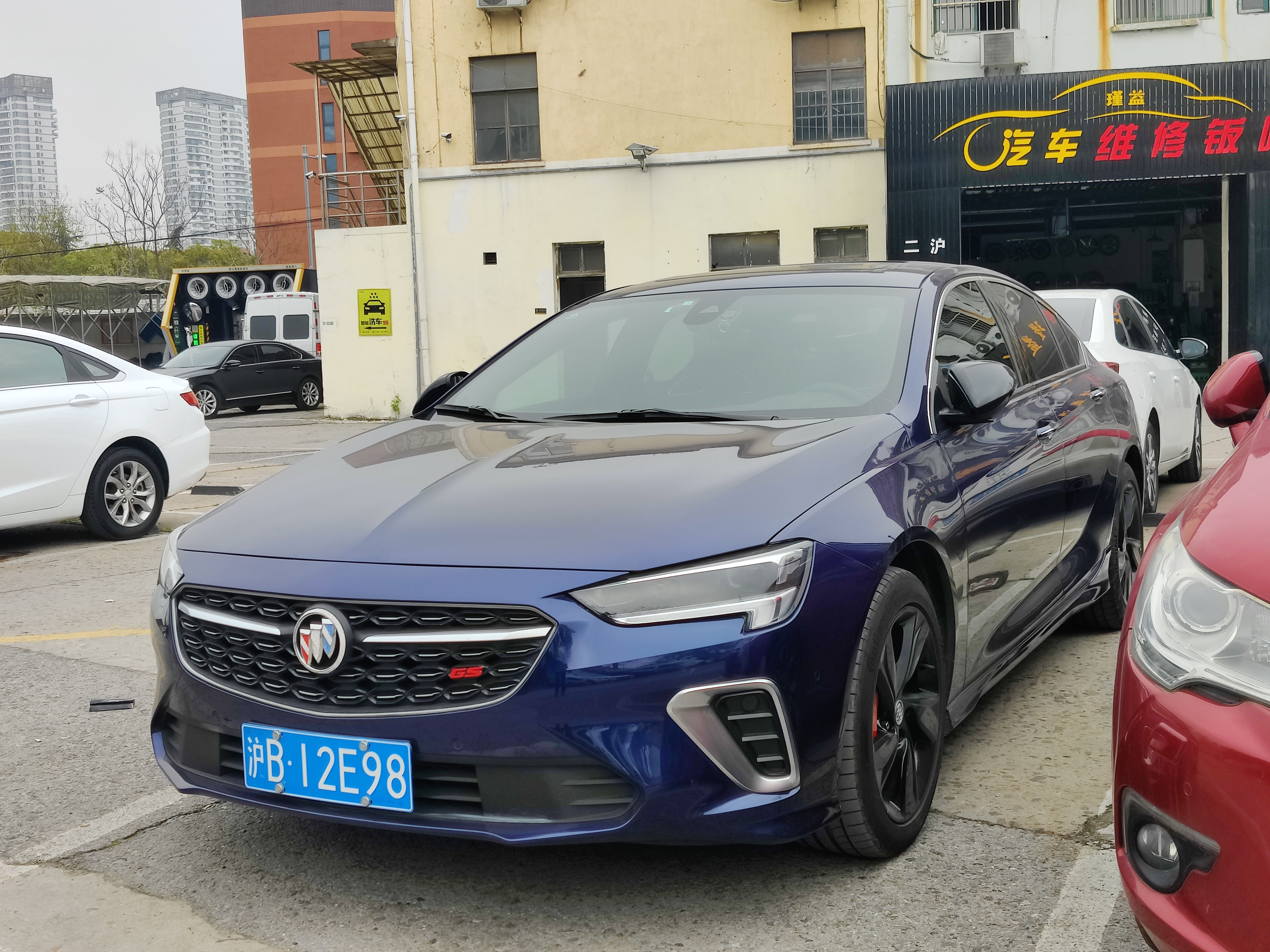
Buick Regal GS (Китай, III рестайлінг)
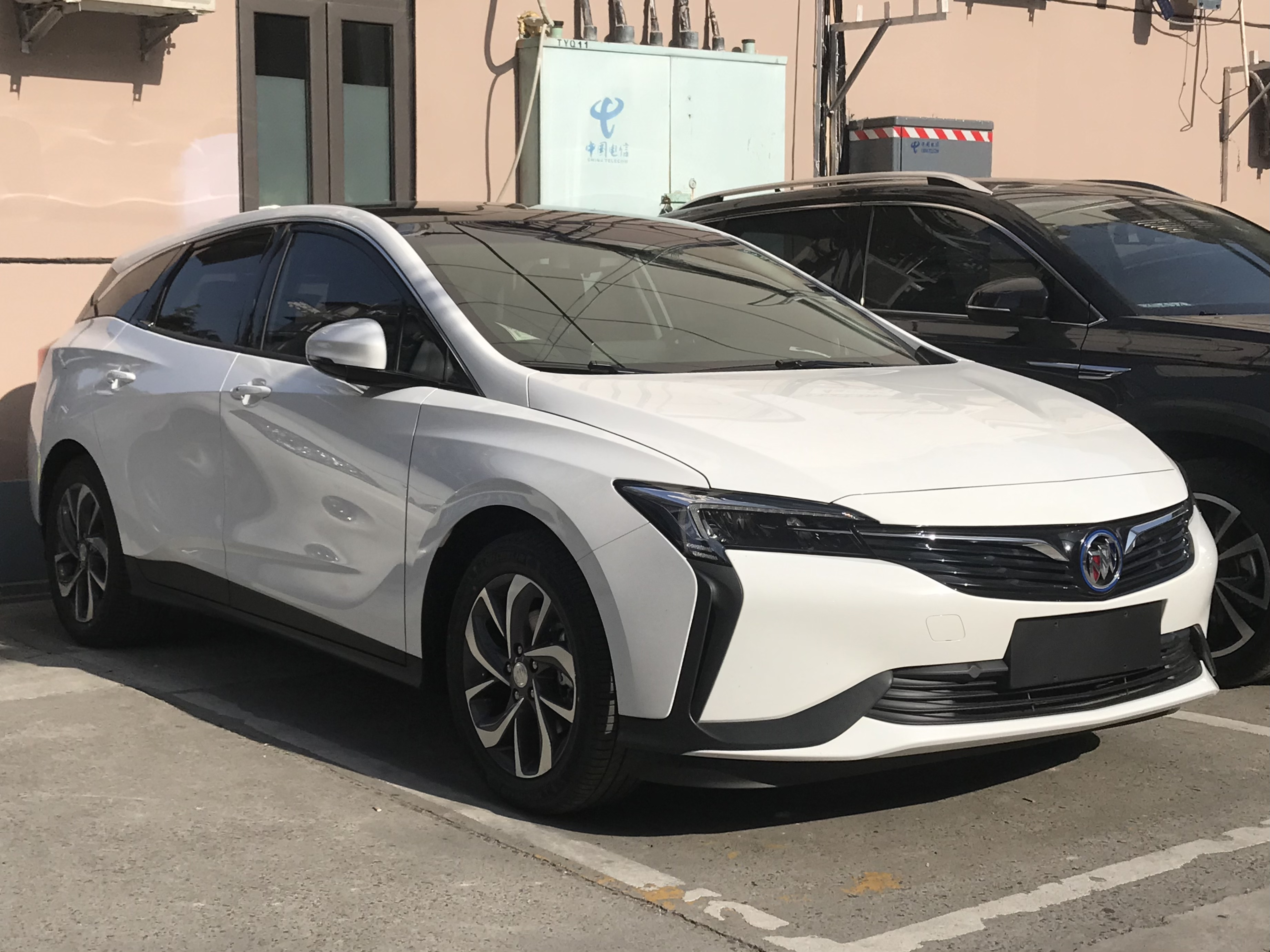
Buick Velite 6 PHEV
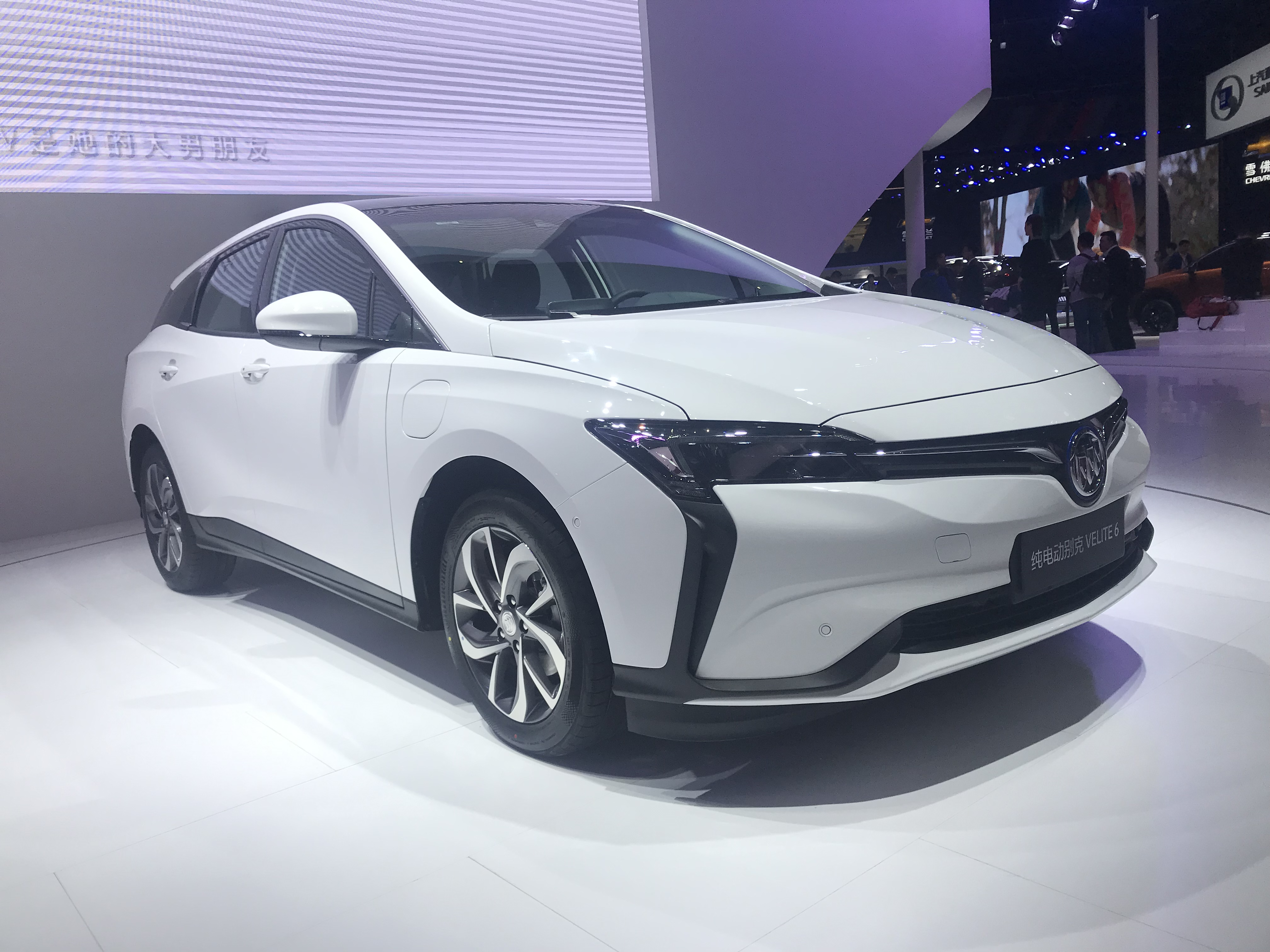
Buick Velite 6
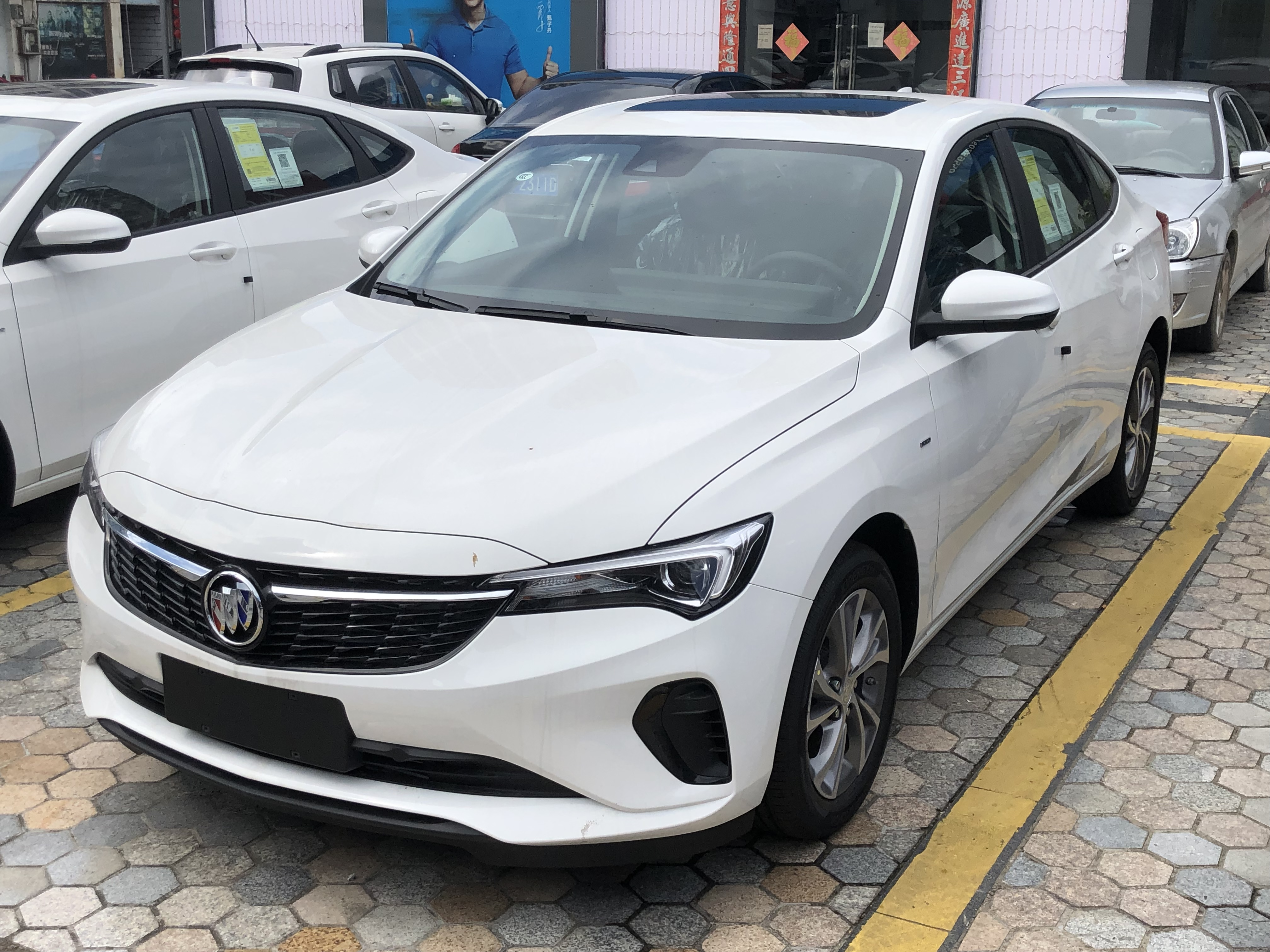
Седан Buick Verano

### Cadillac

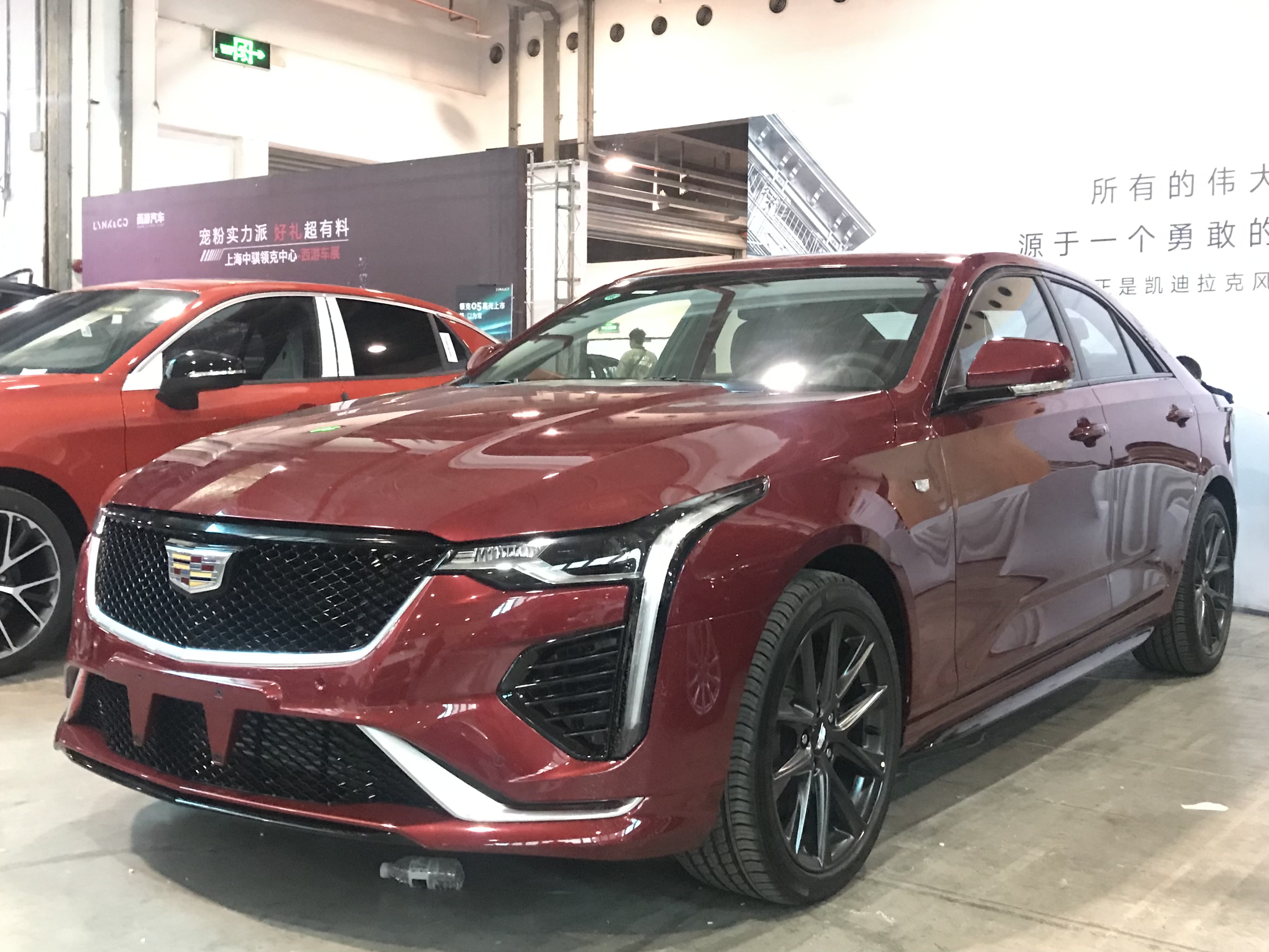
Cadillac СТ4
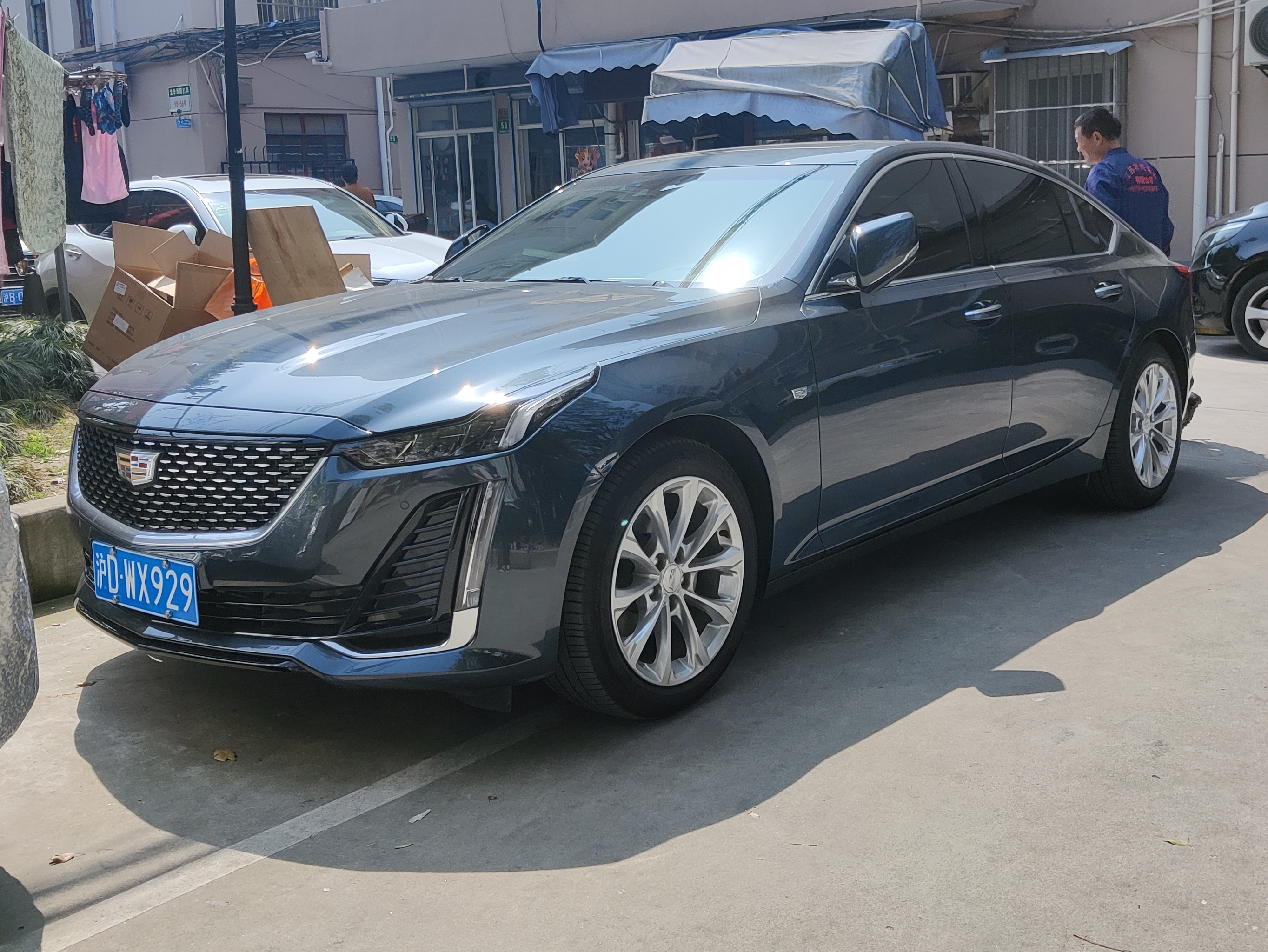
Cadillac СТ5
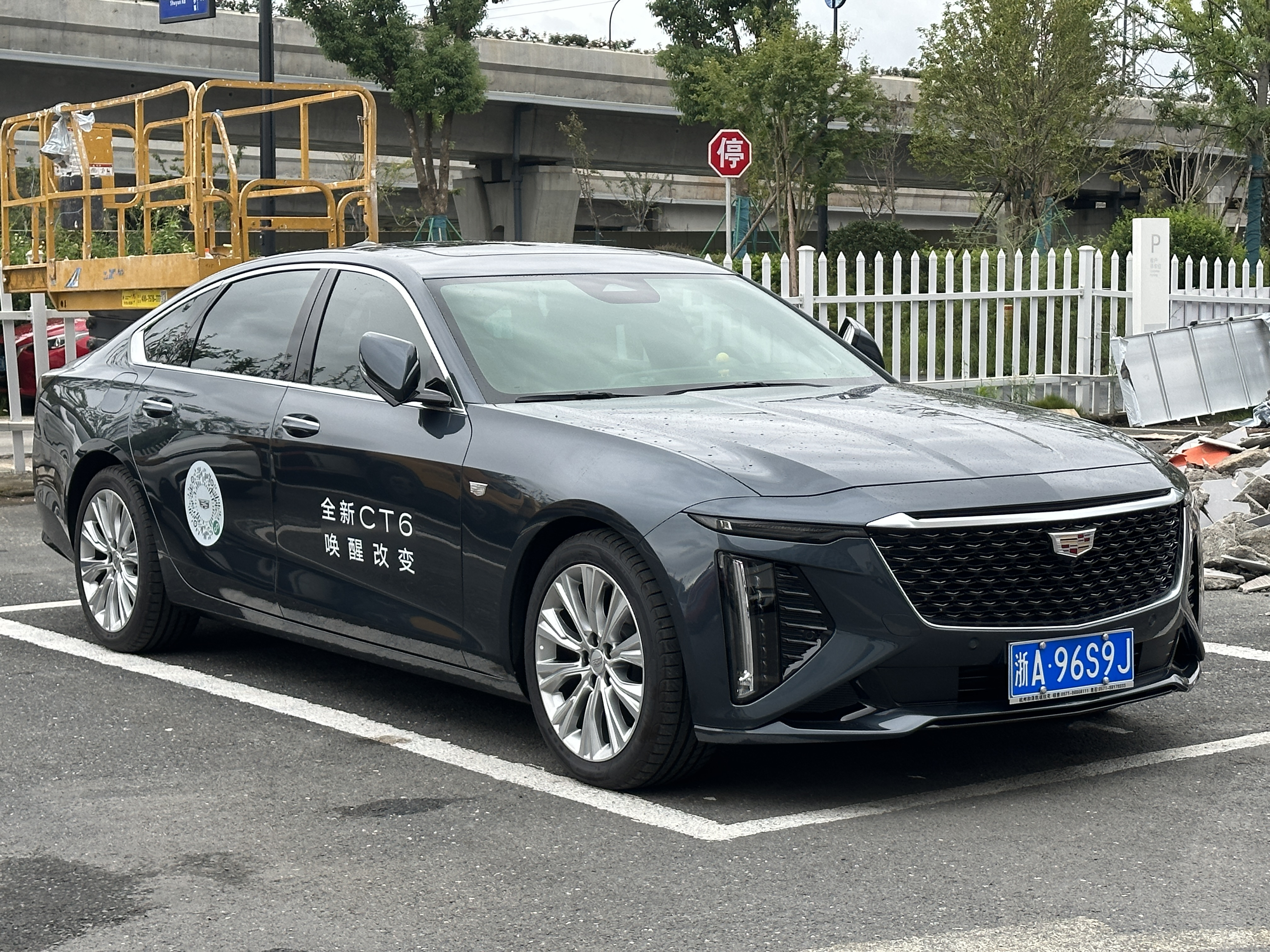
Cadillac СТ6
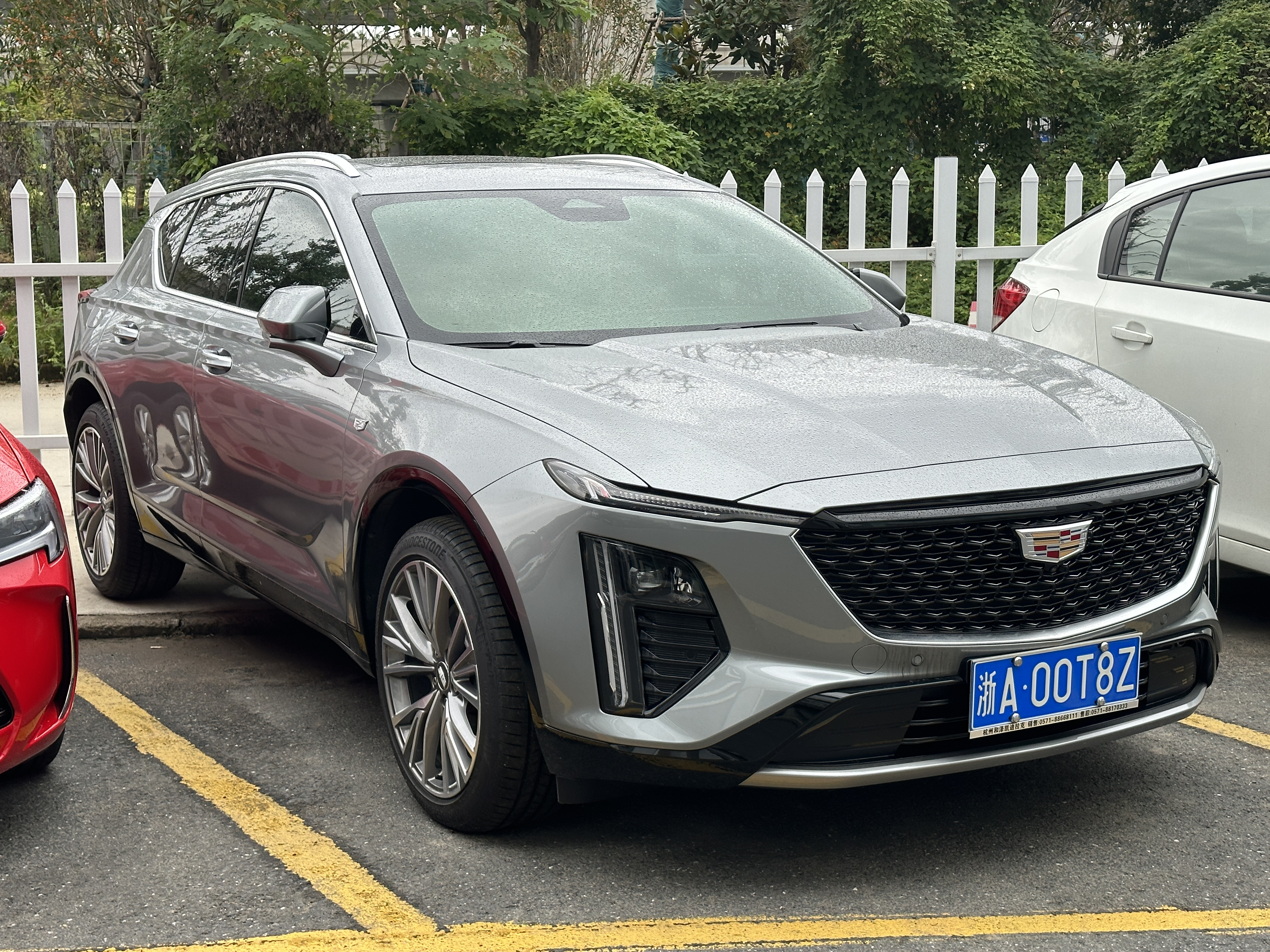
Cadillac GT4
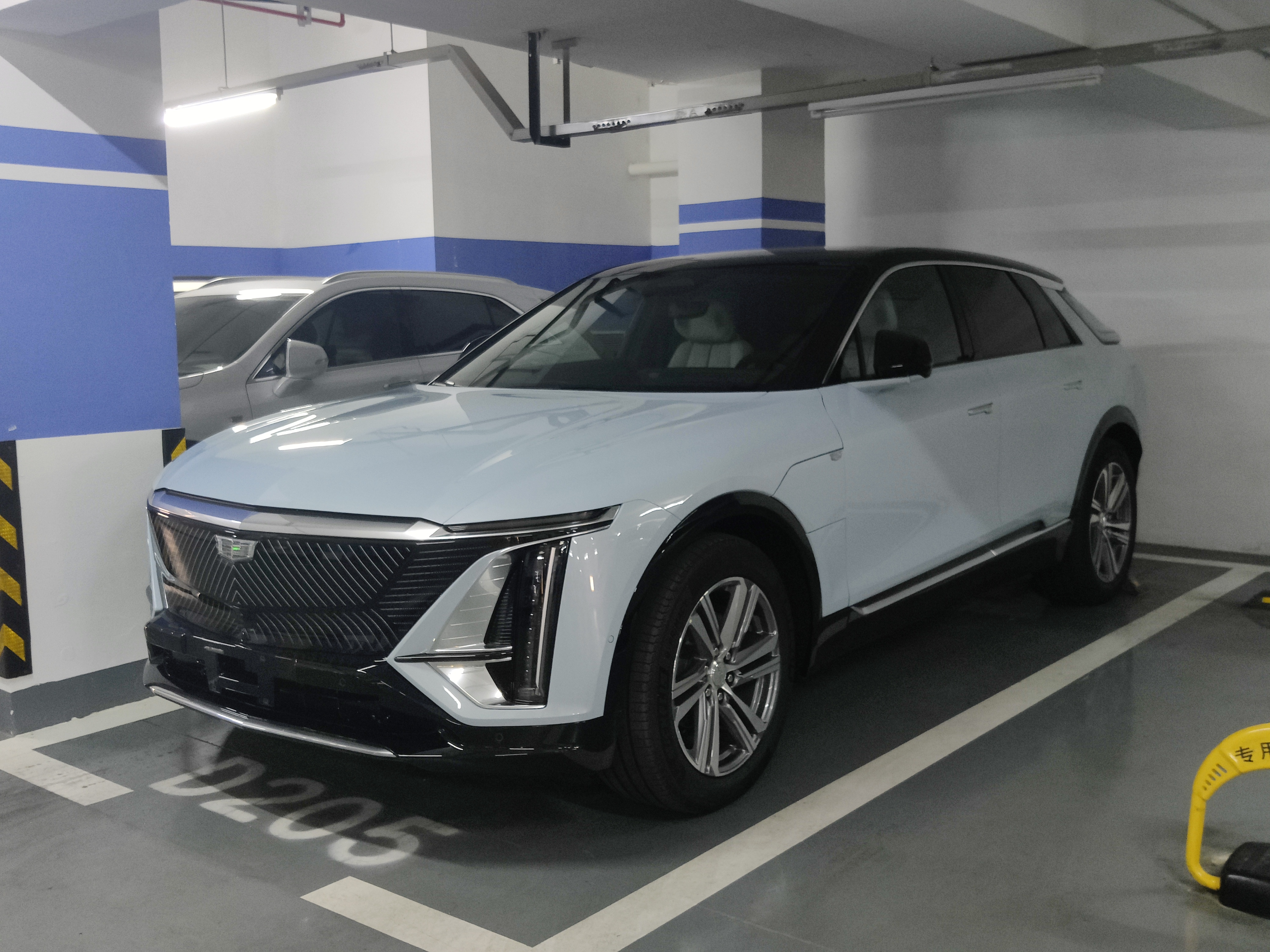
Cadillac Lyriq
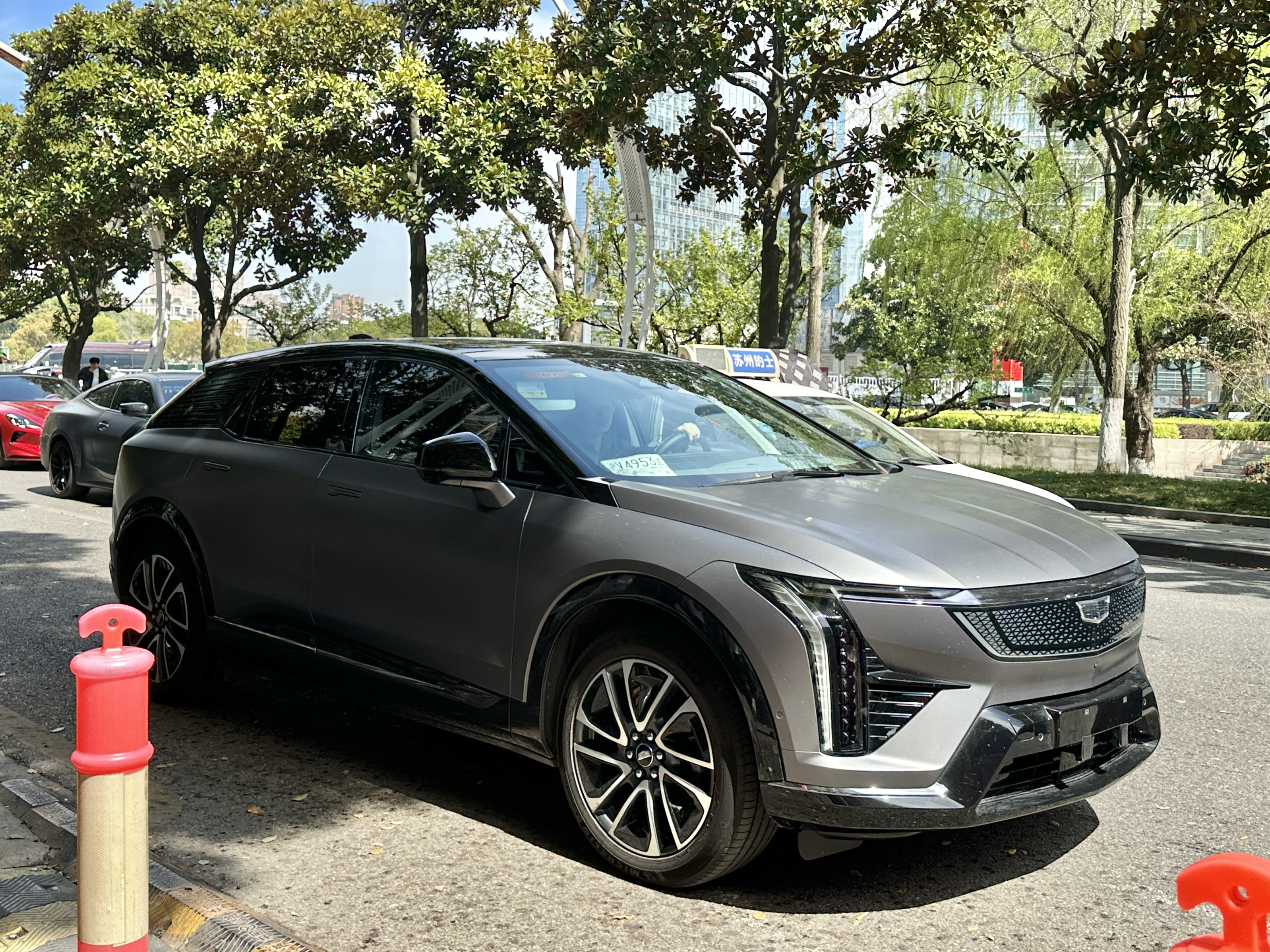
Cadillac Optiq
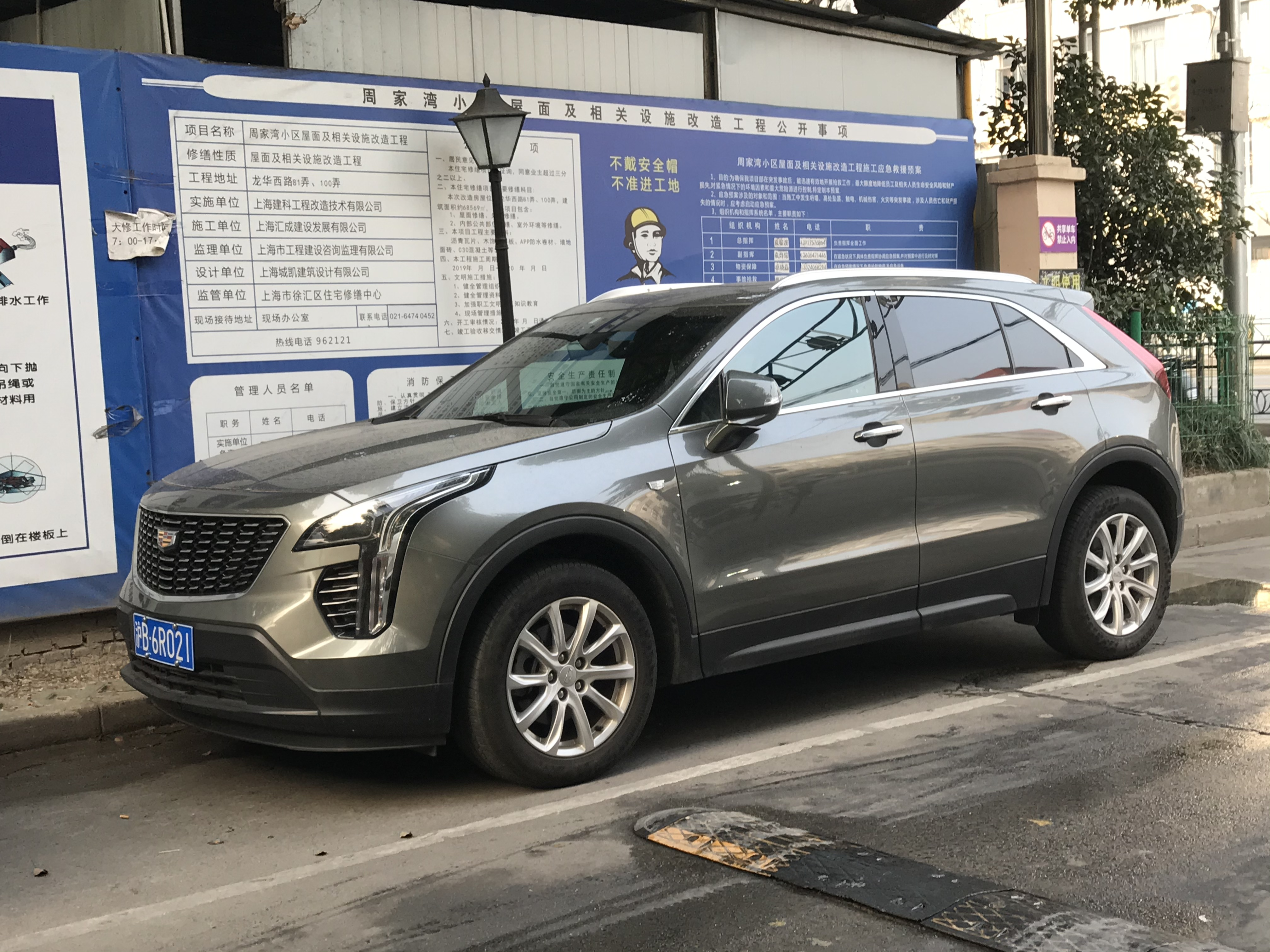
Cadillac XT4
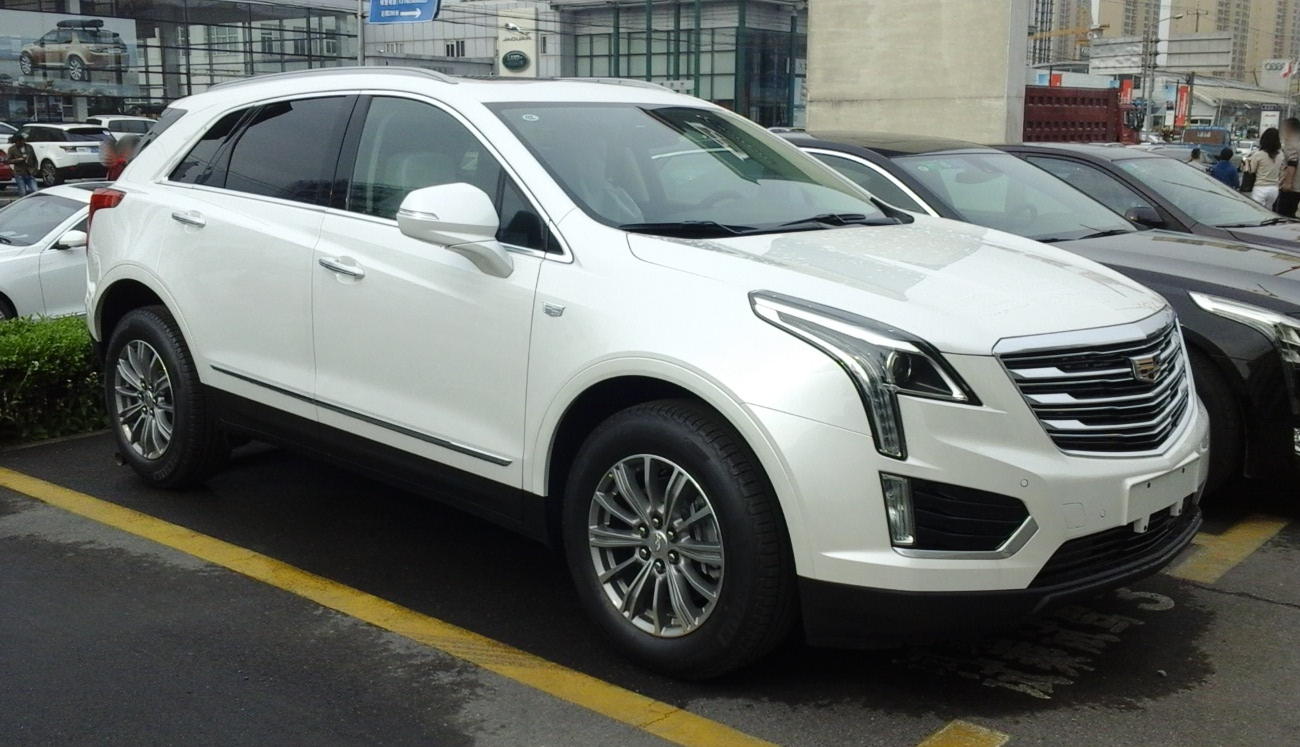
Cadillac XT5
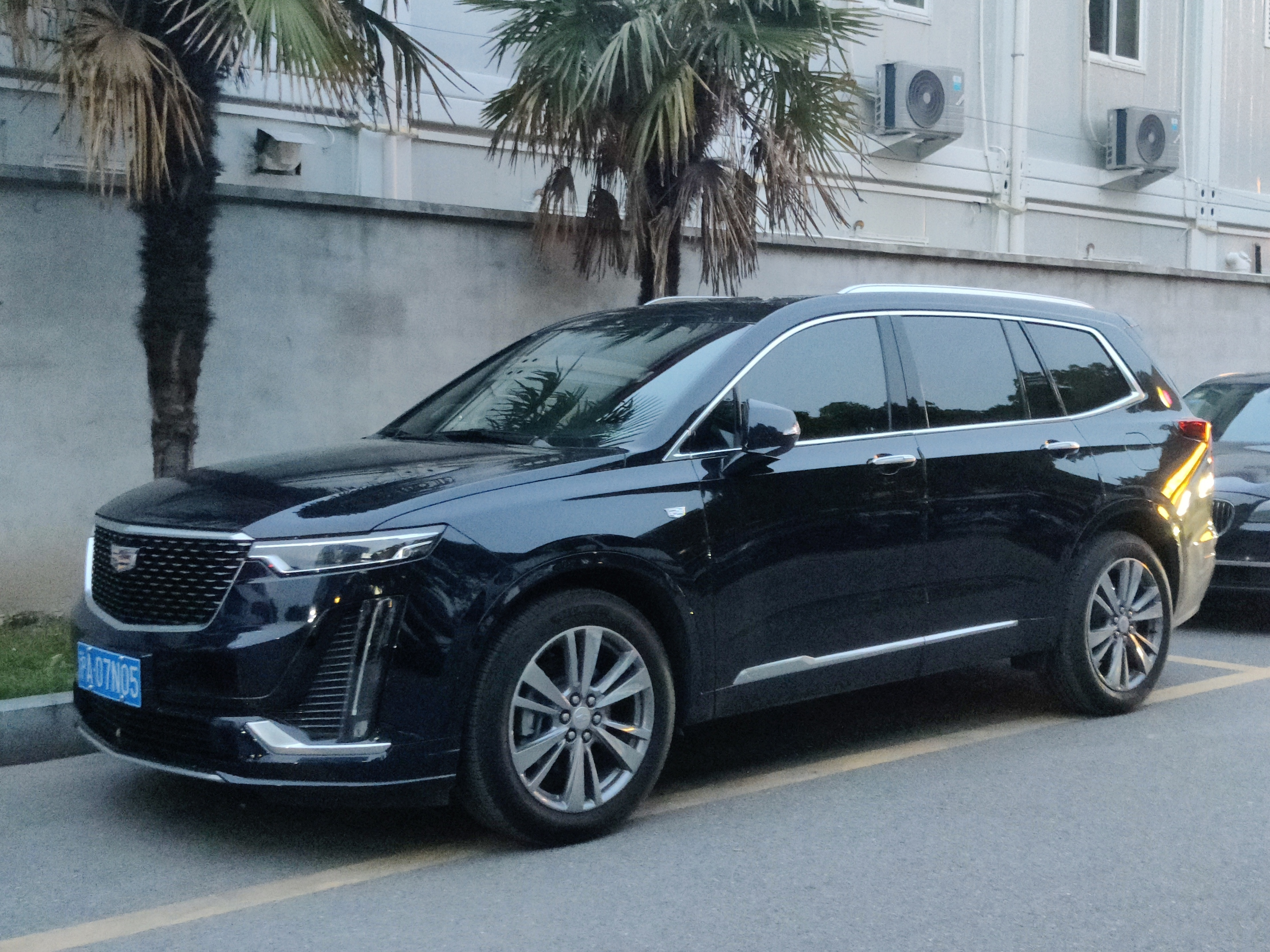
Cadillac XT6

### Chevrolet

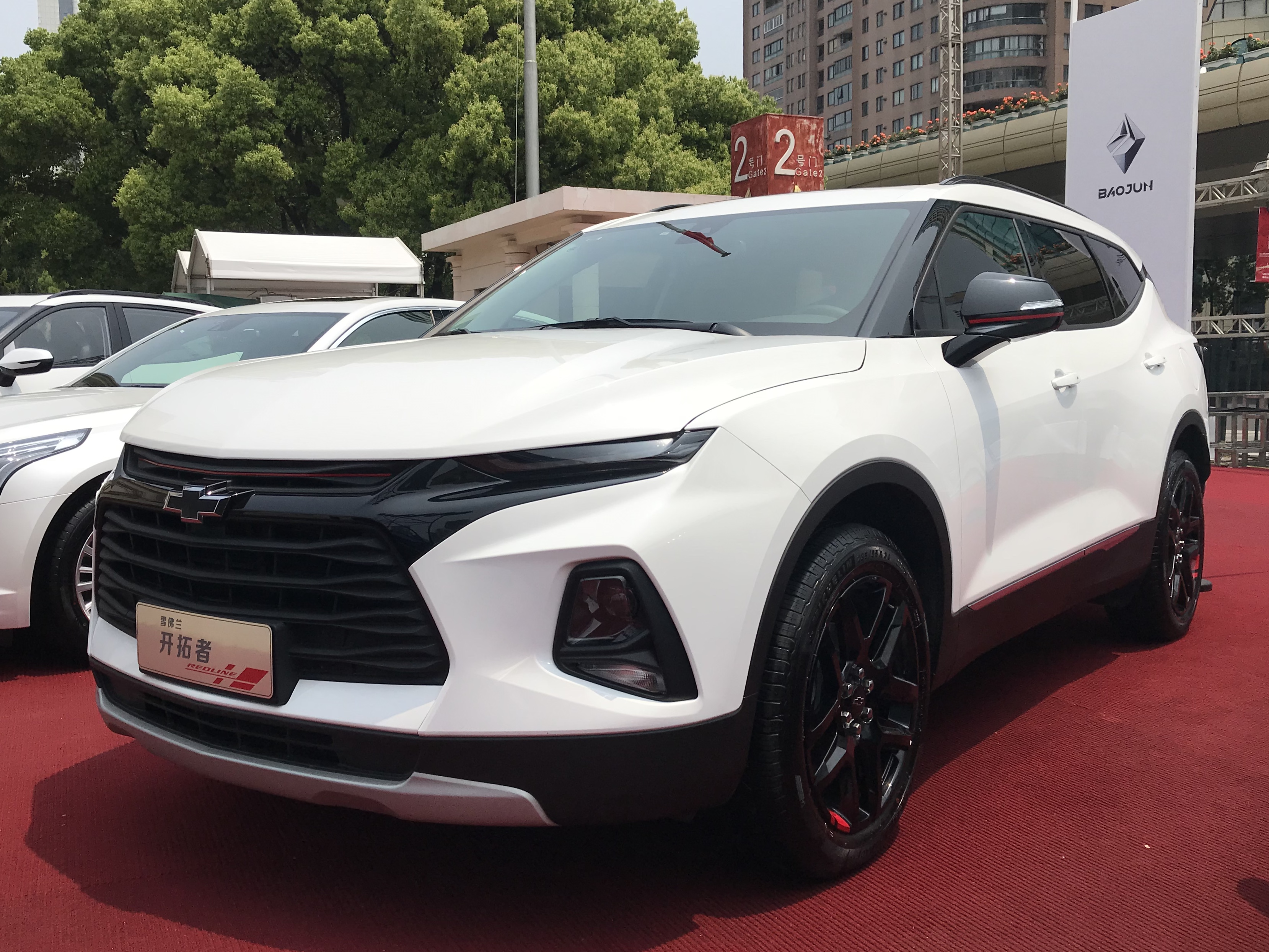
Chevrolet Blazer
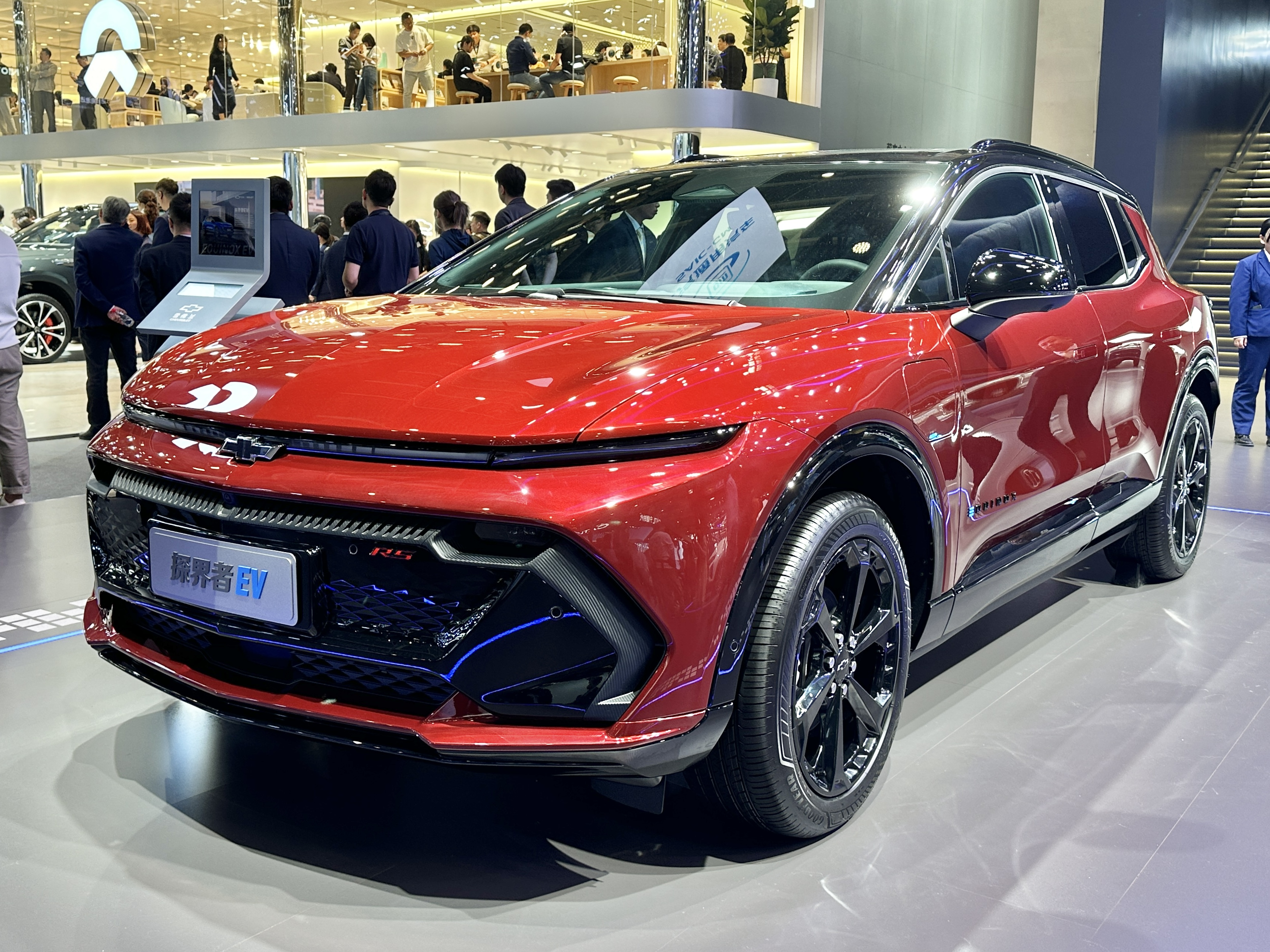
Chevrolet Equinox EV
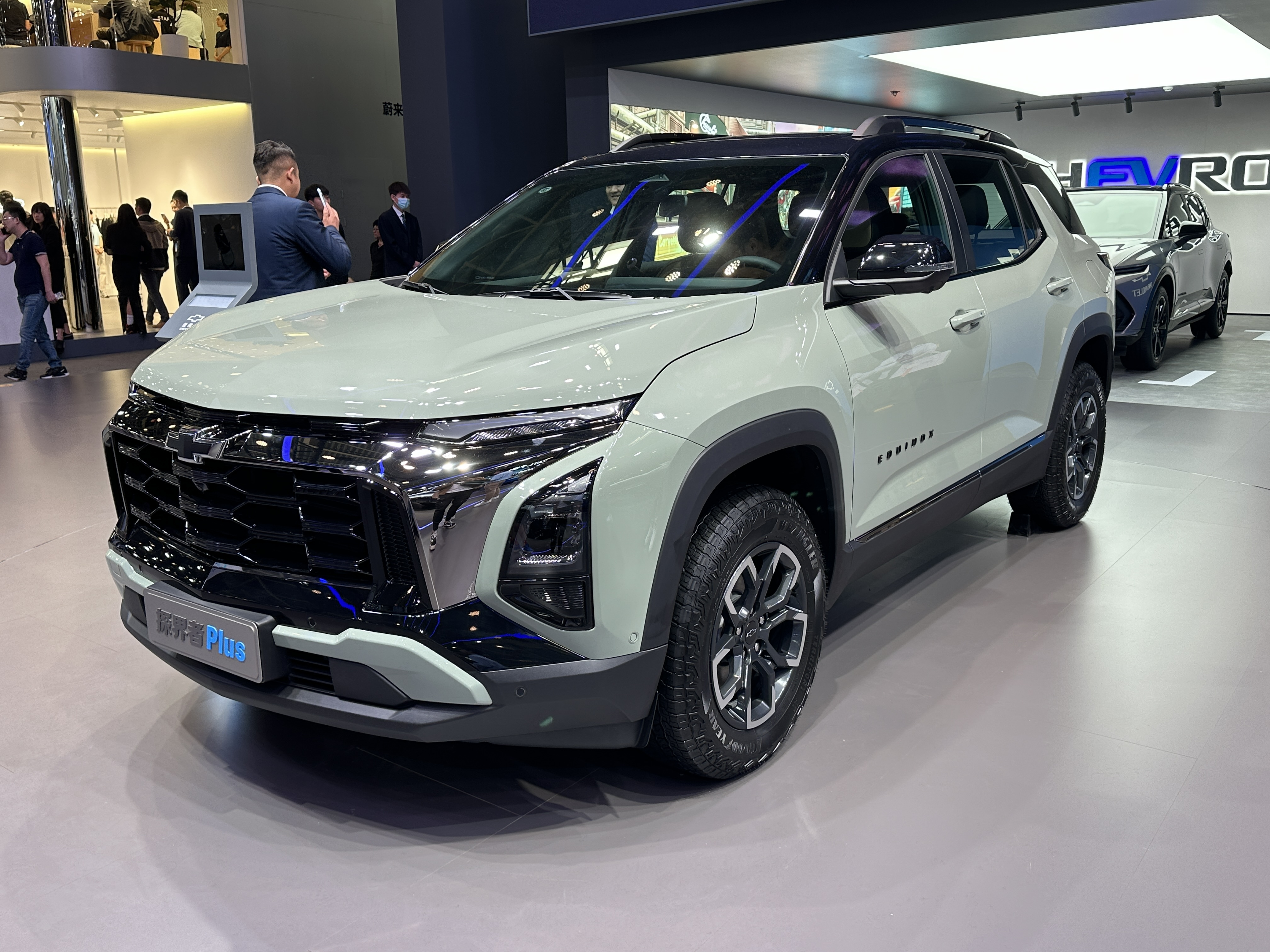
Chevrolet Equinox Plus
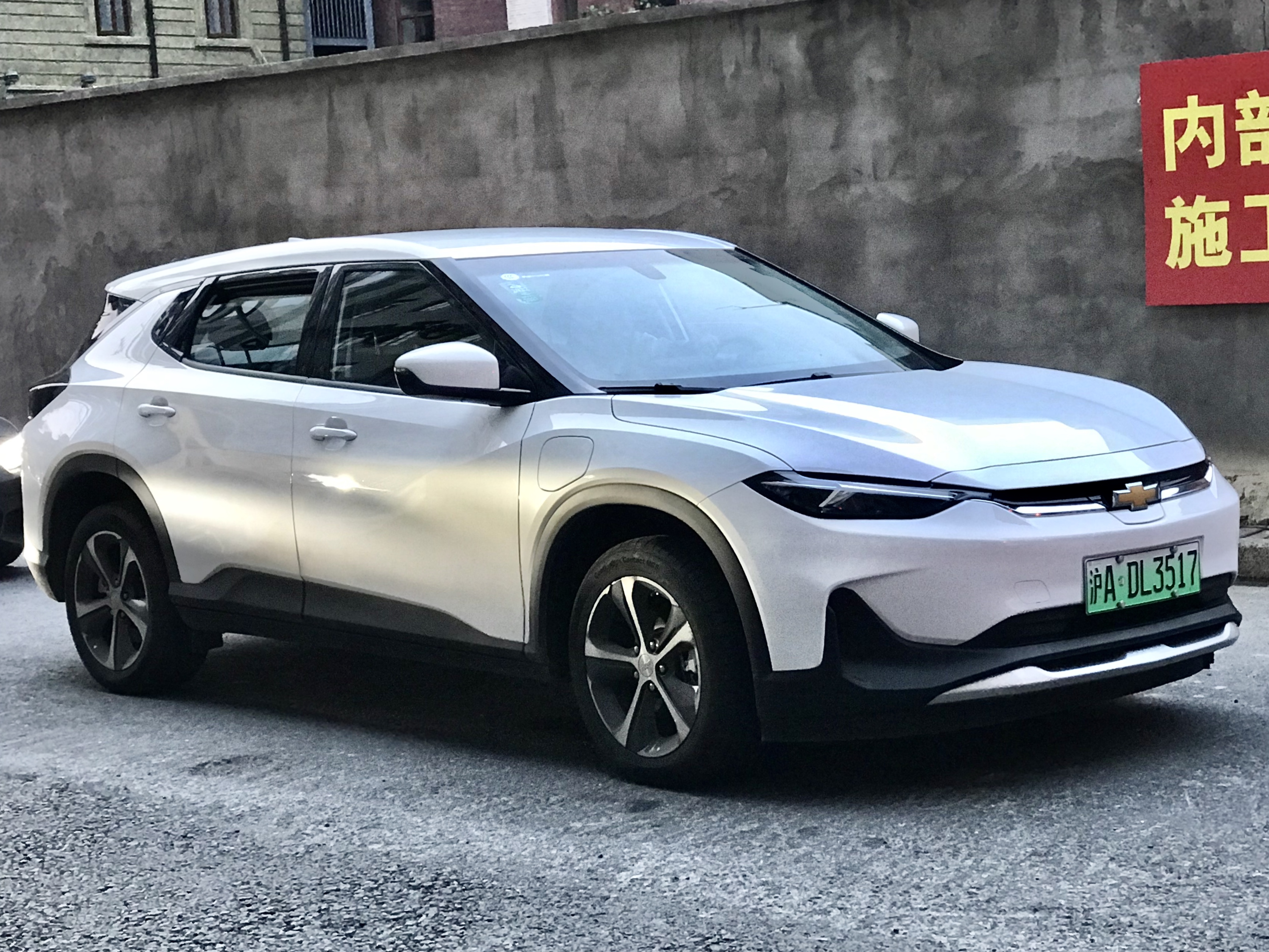
Chevrolet Menlo EV
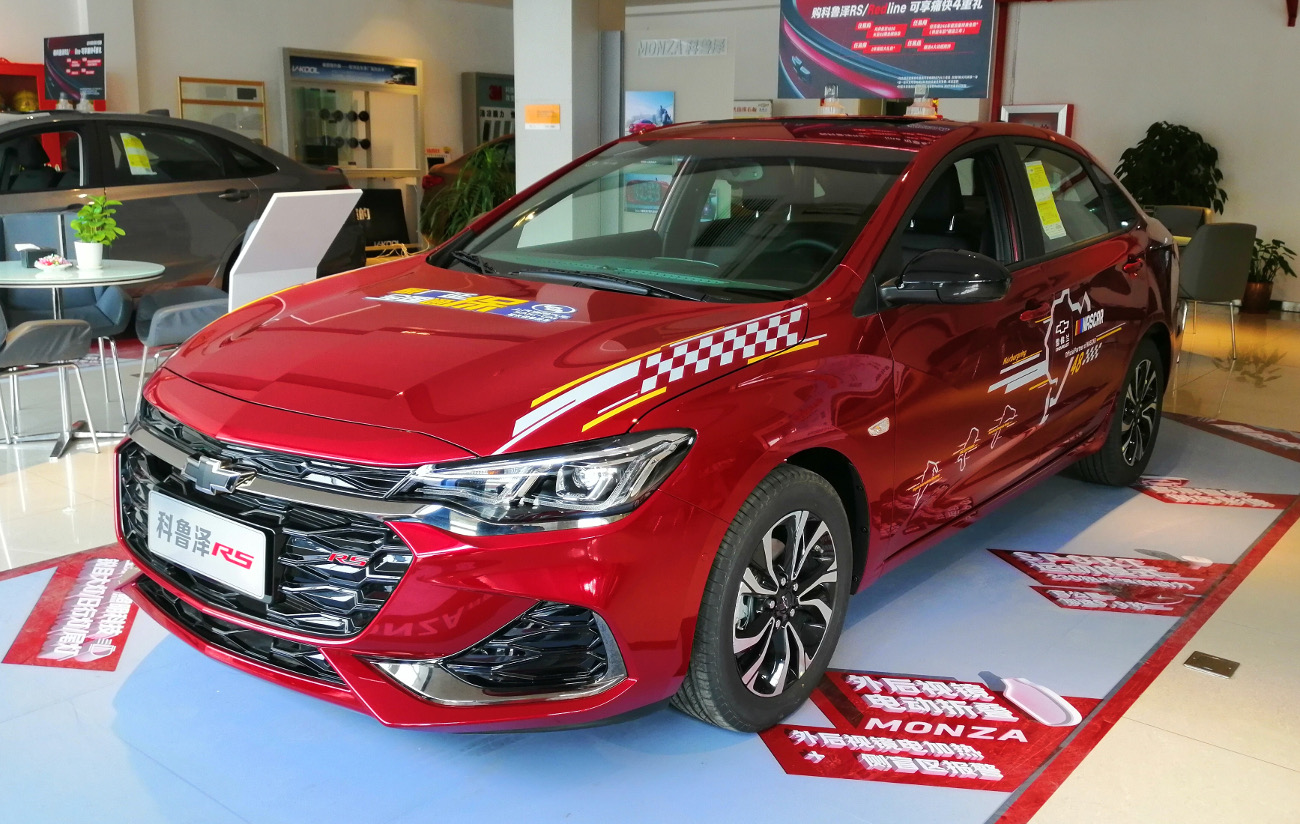
Chevrolet Monza
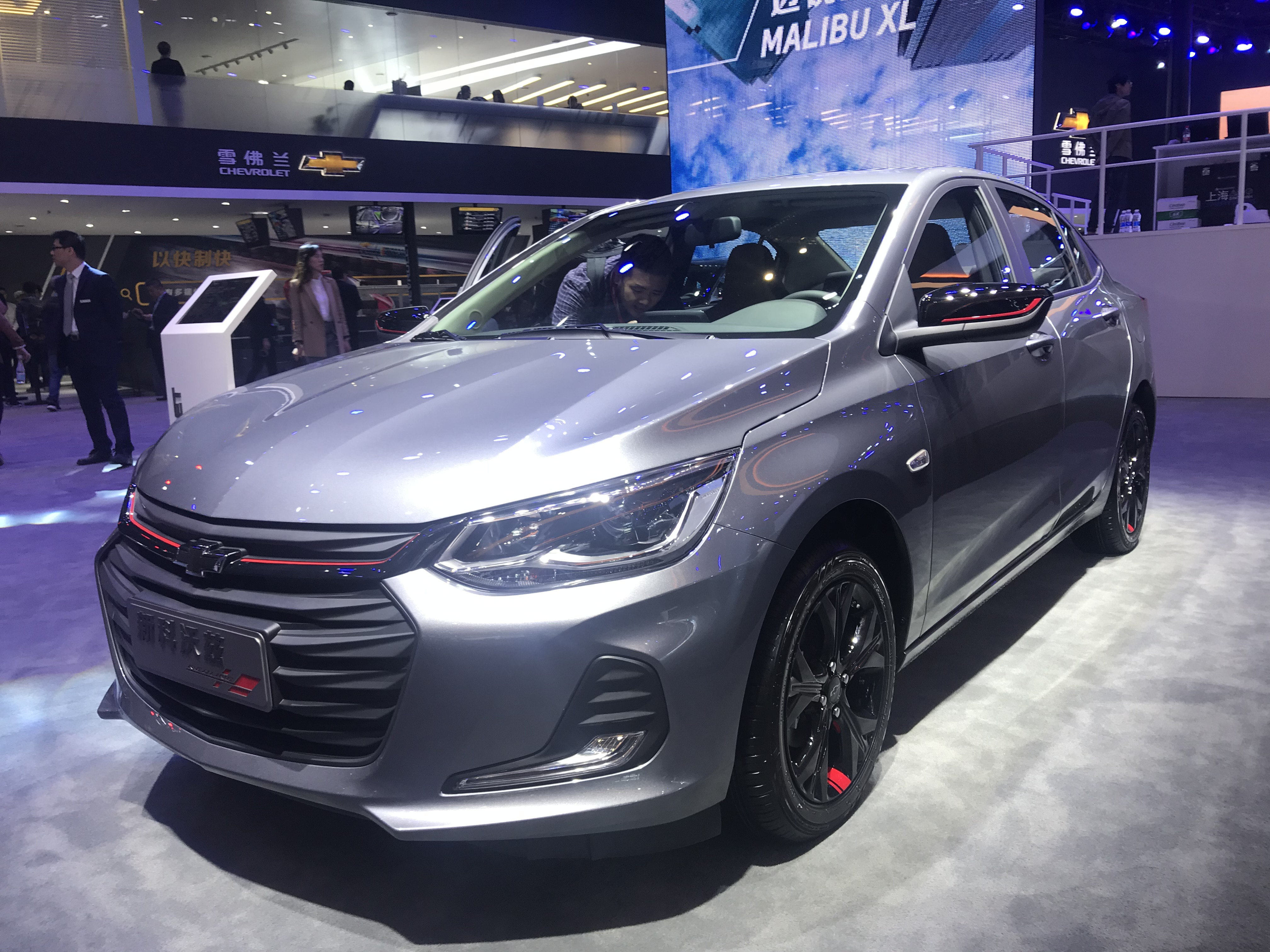
Chevrolet Onix
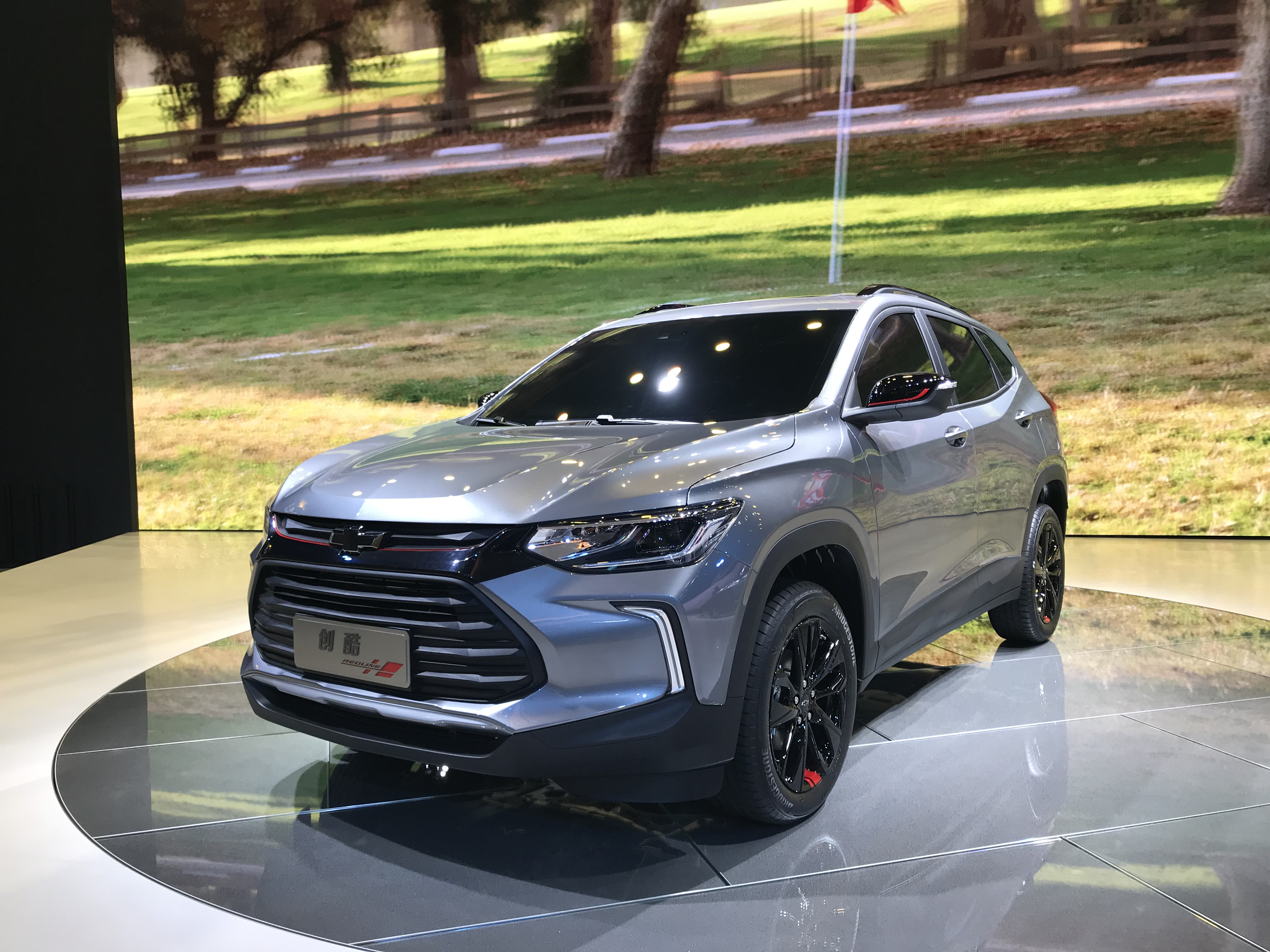
Chevrolet Tracker
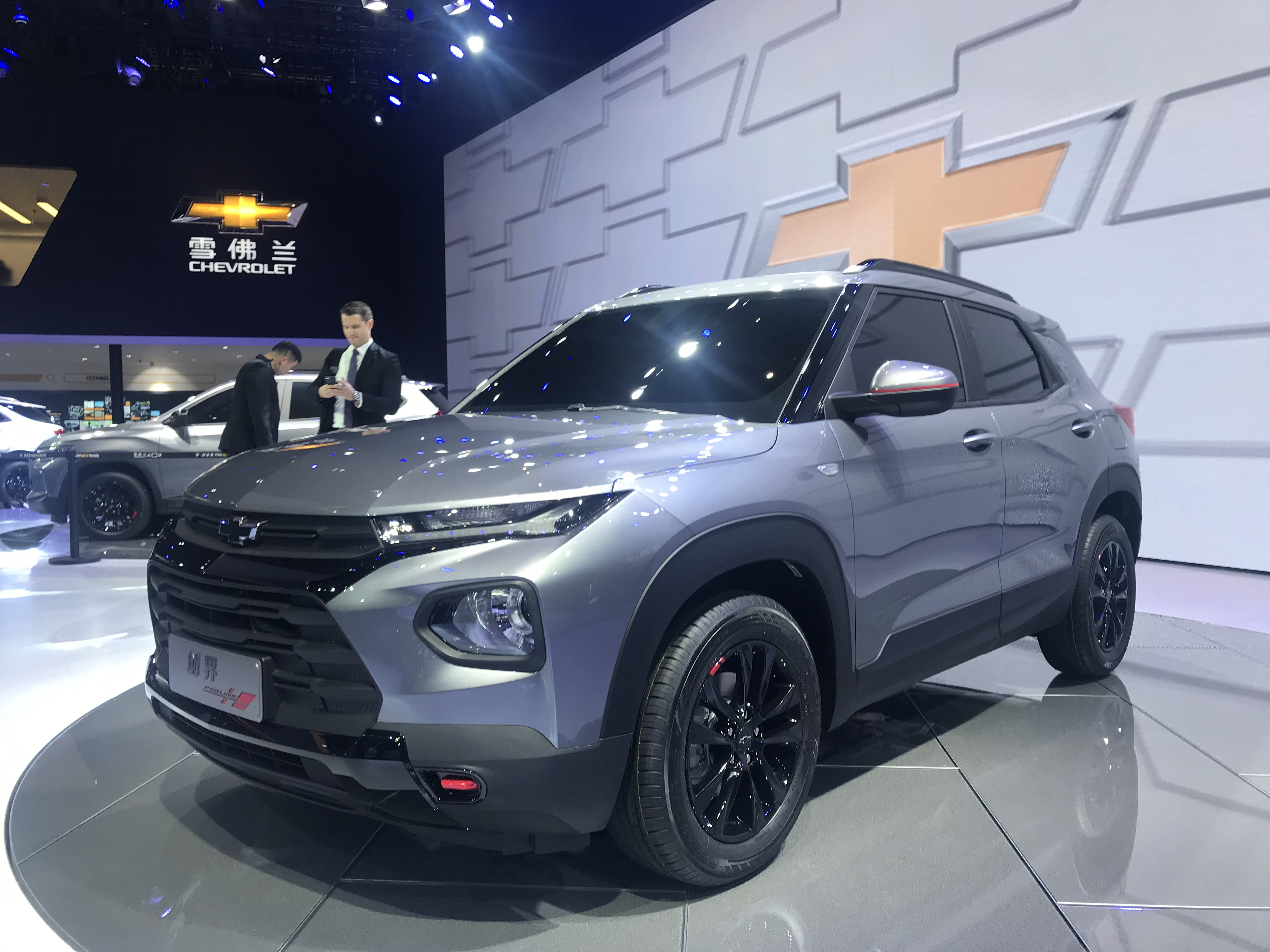
Chevrolet TrailBlazer

## Колишні моделі

### Buick

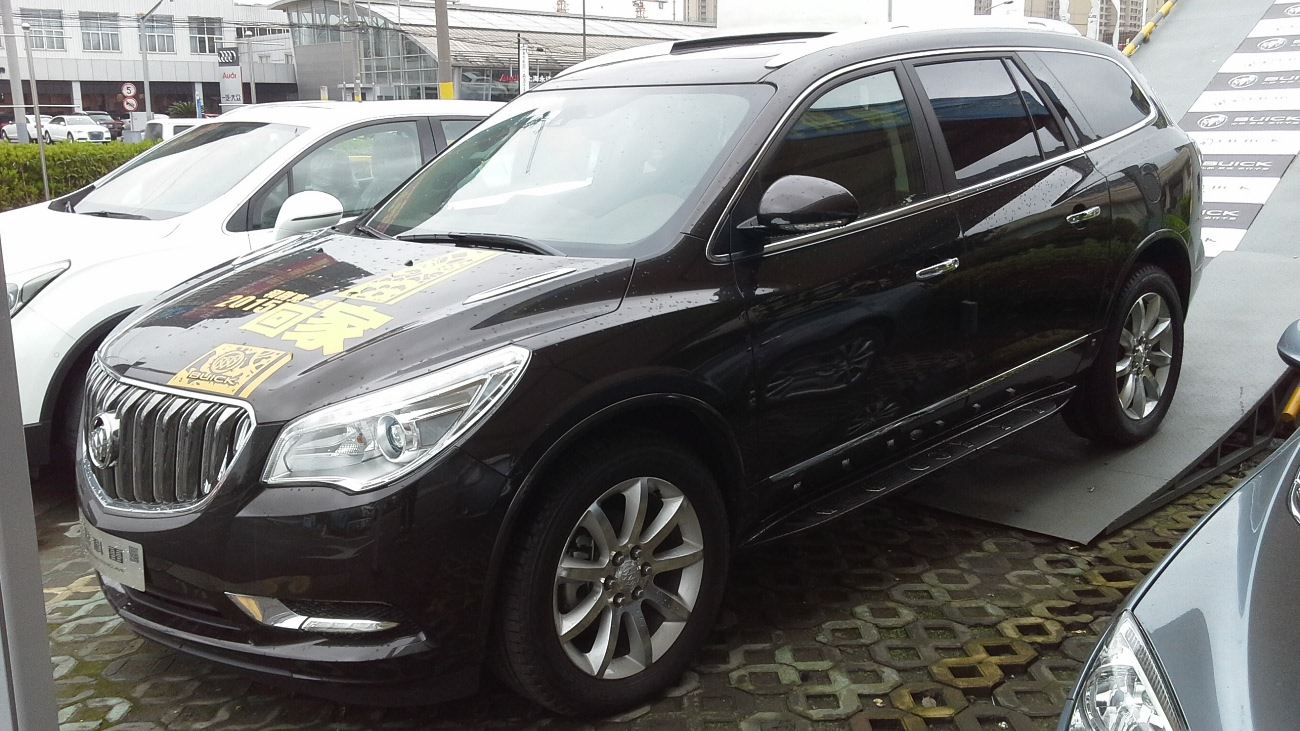
Buick Enclave (рестайлінг)
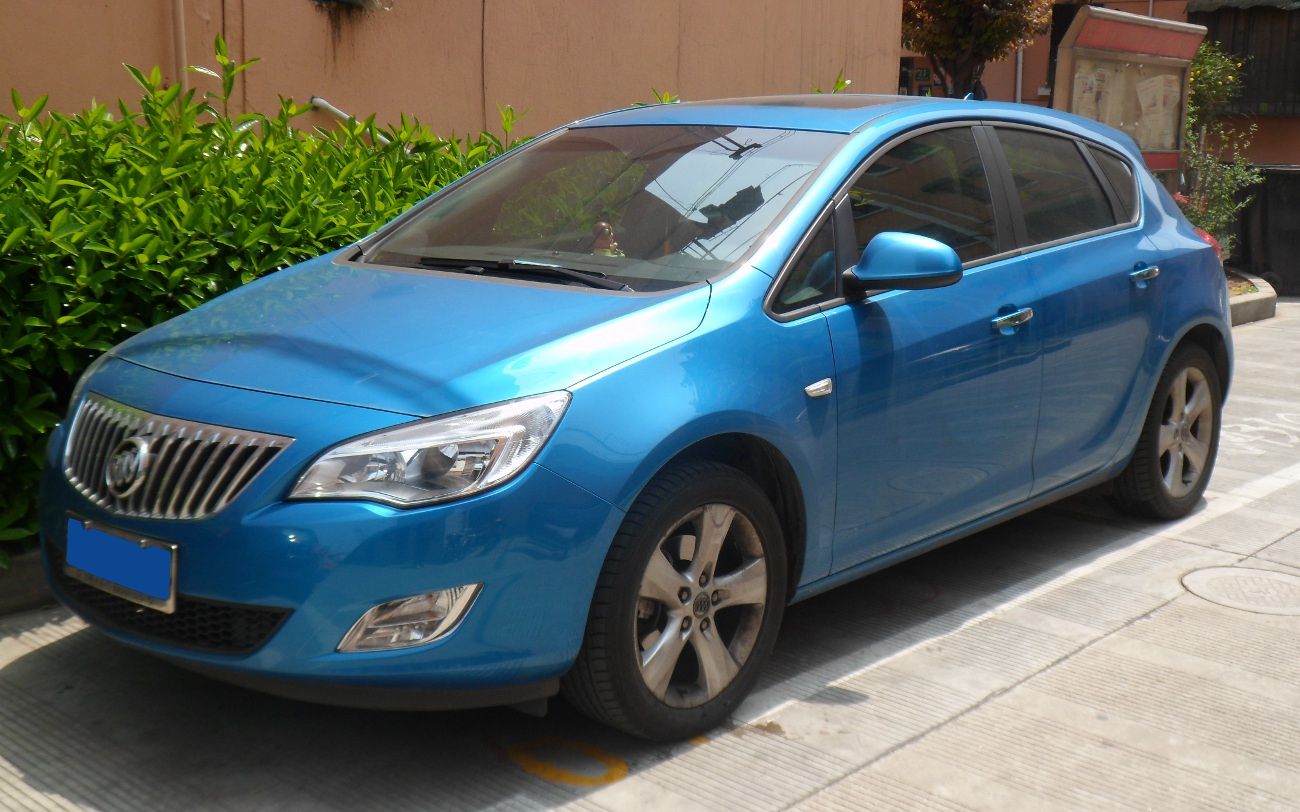
Buick Excelle XT
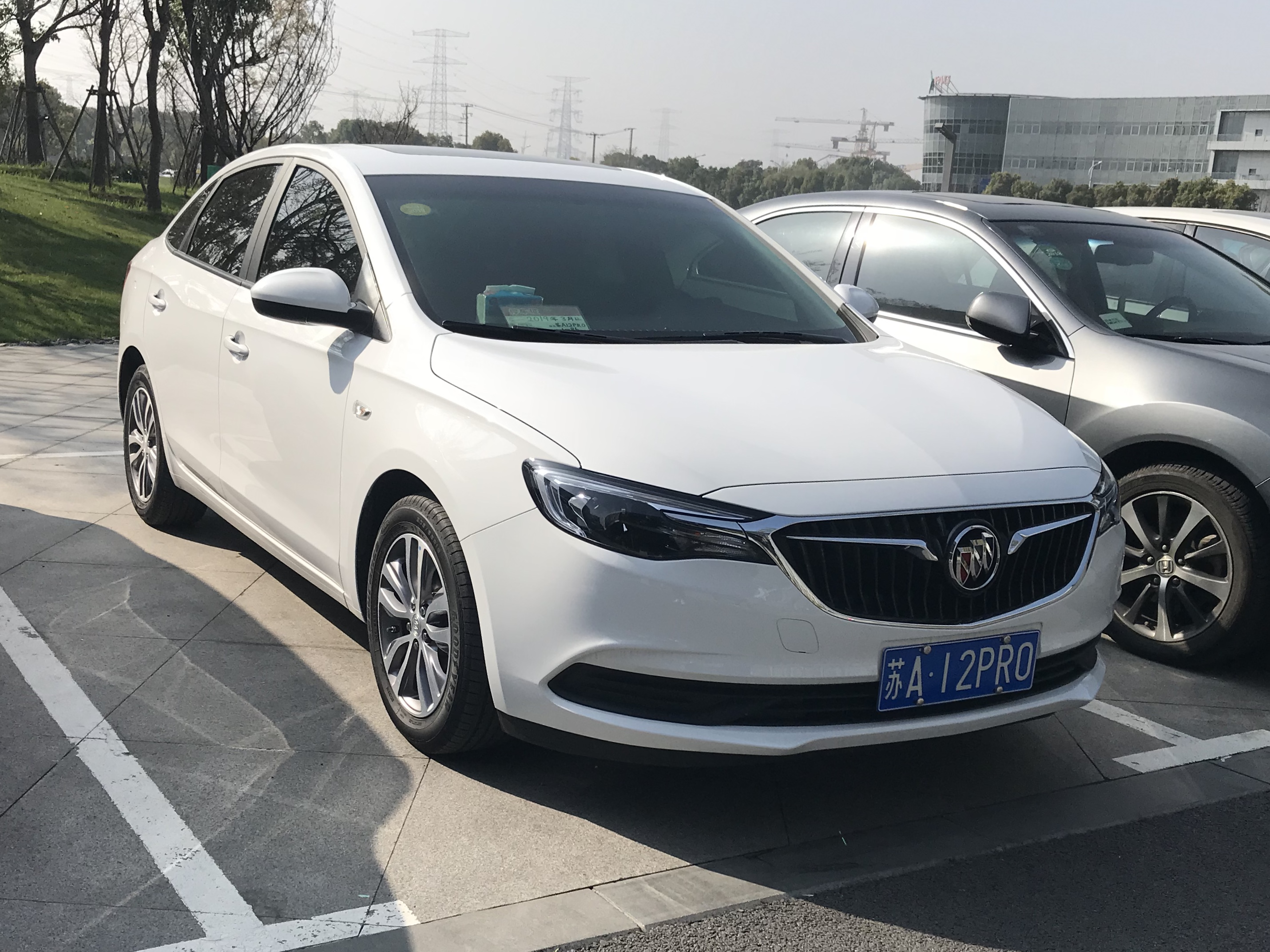
Buick Excelle GT II
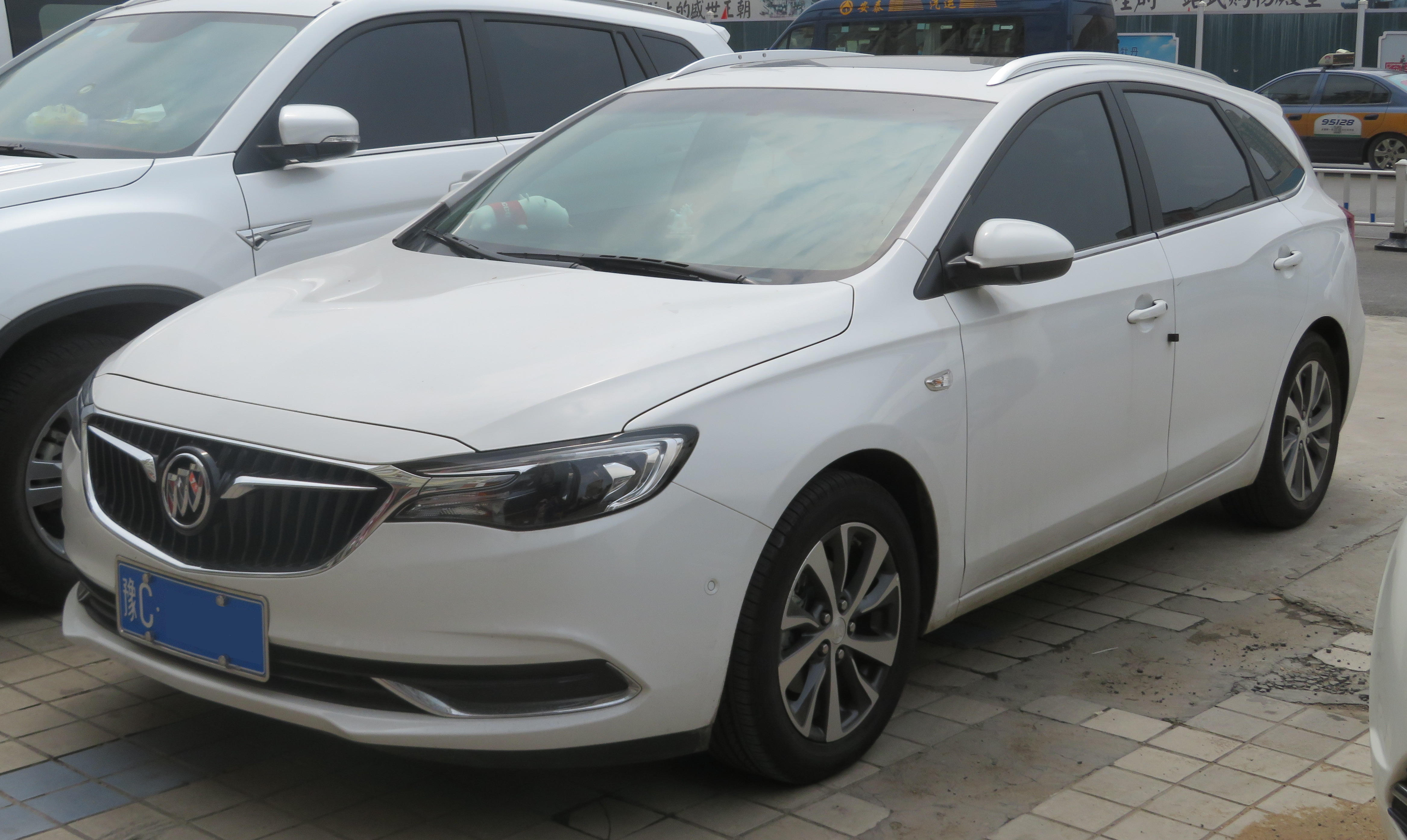
Buick Excelle GX
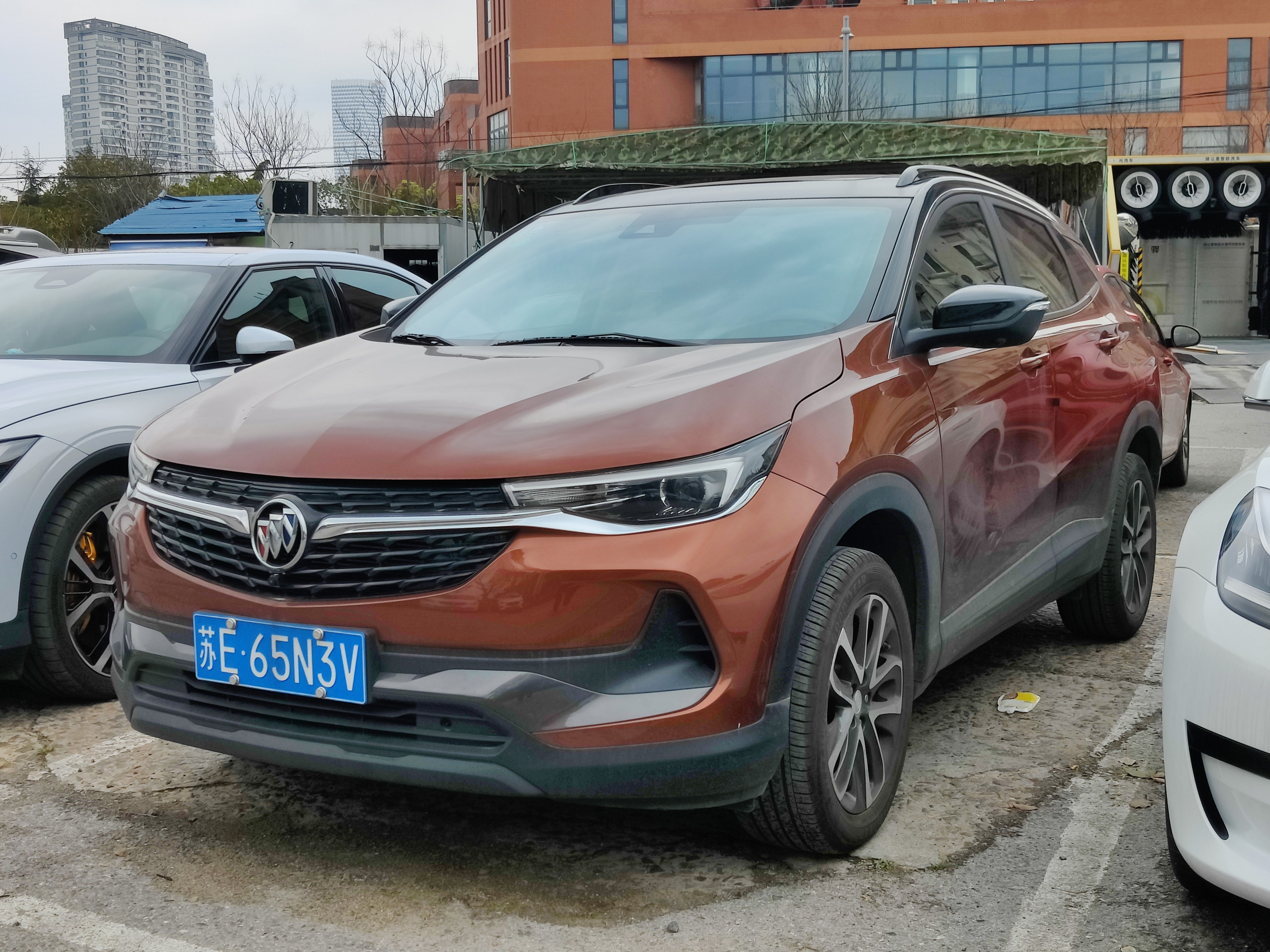
Buick Encore II
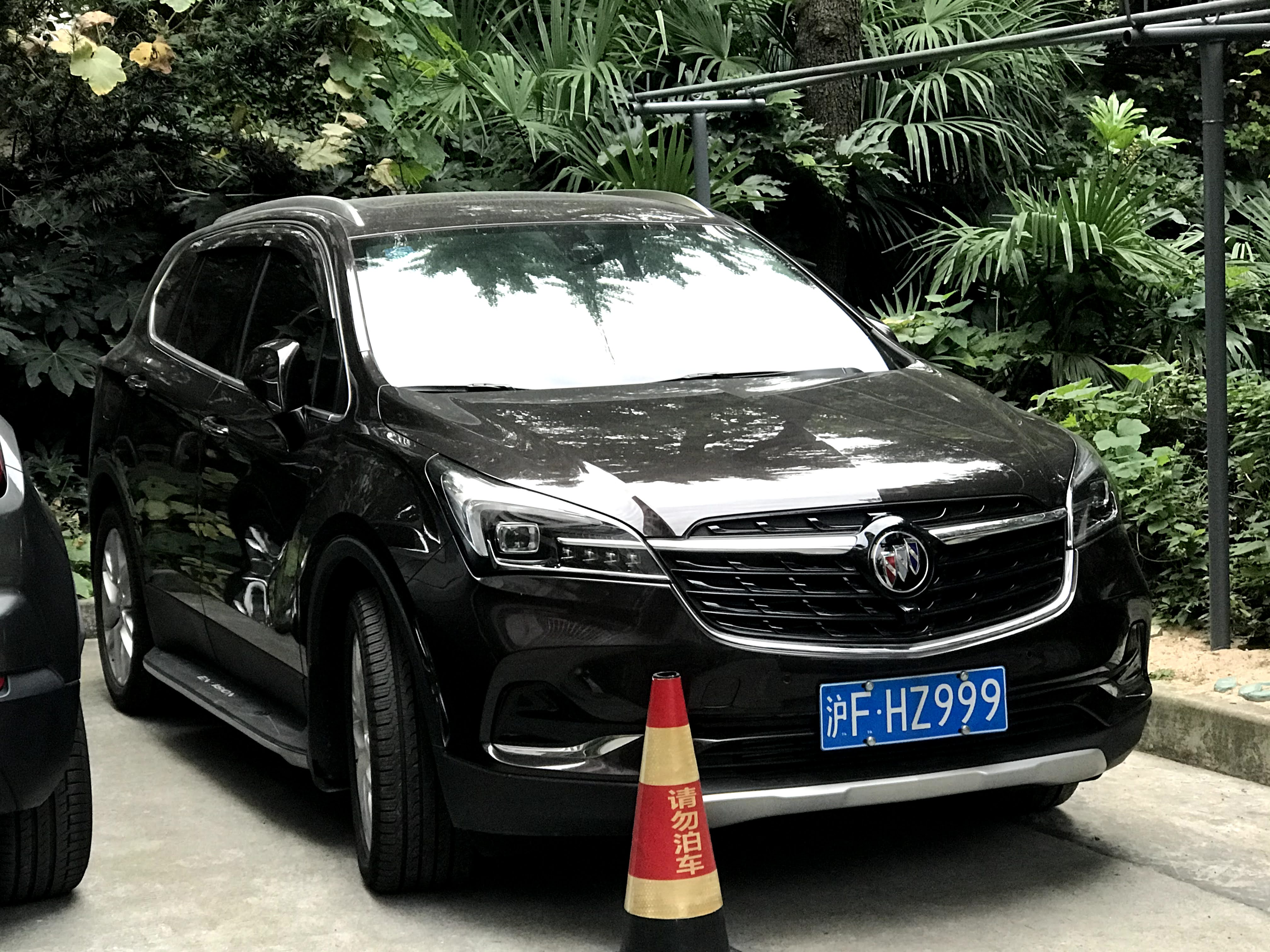
Buick Envision
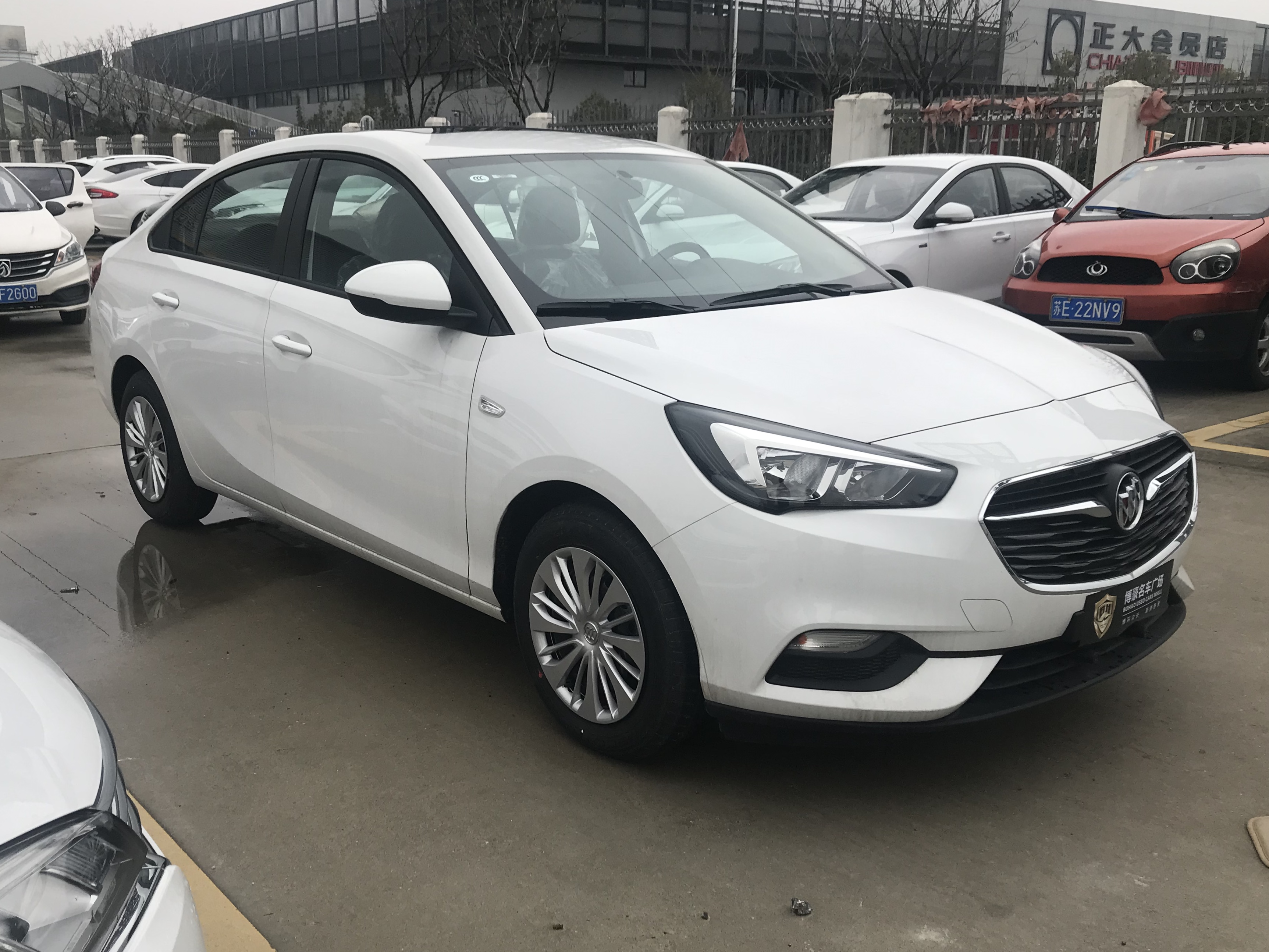
Buick Excelle
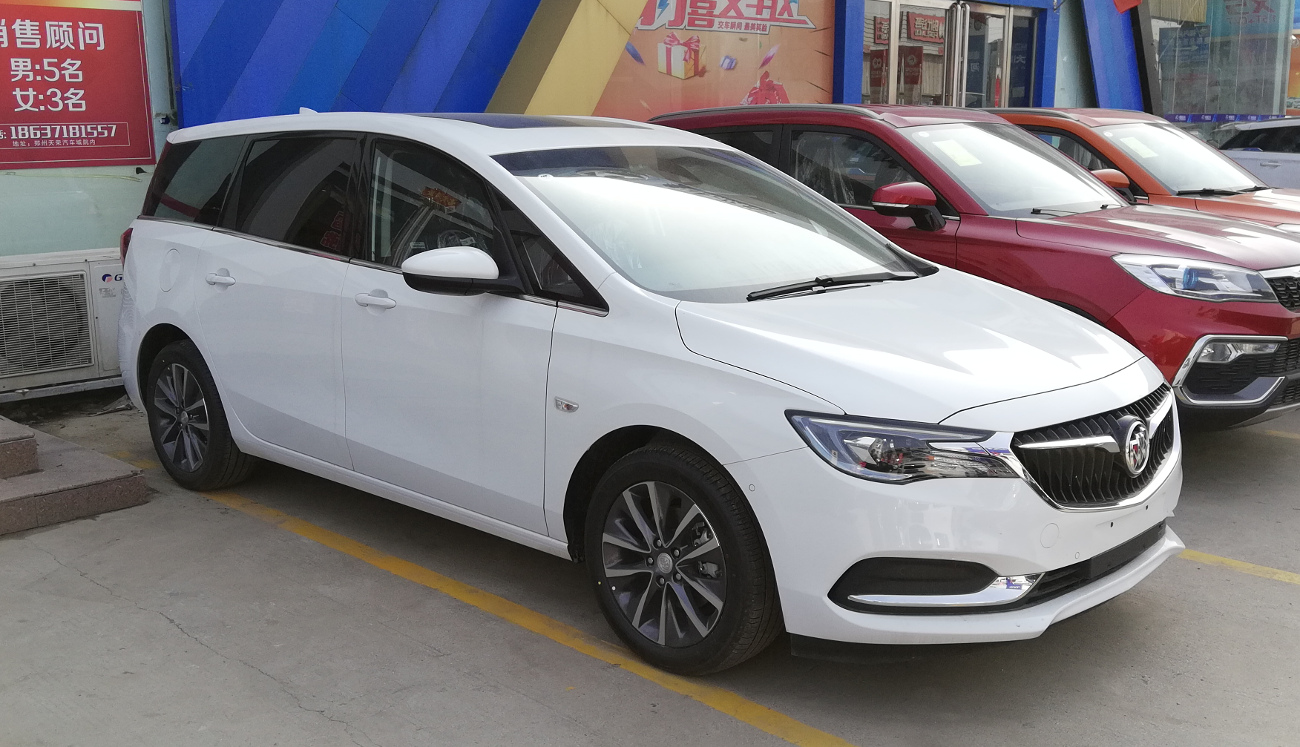
Б'юїк GL6
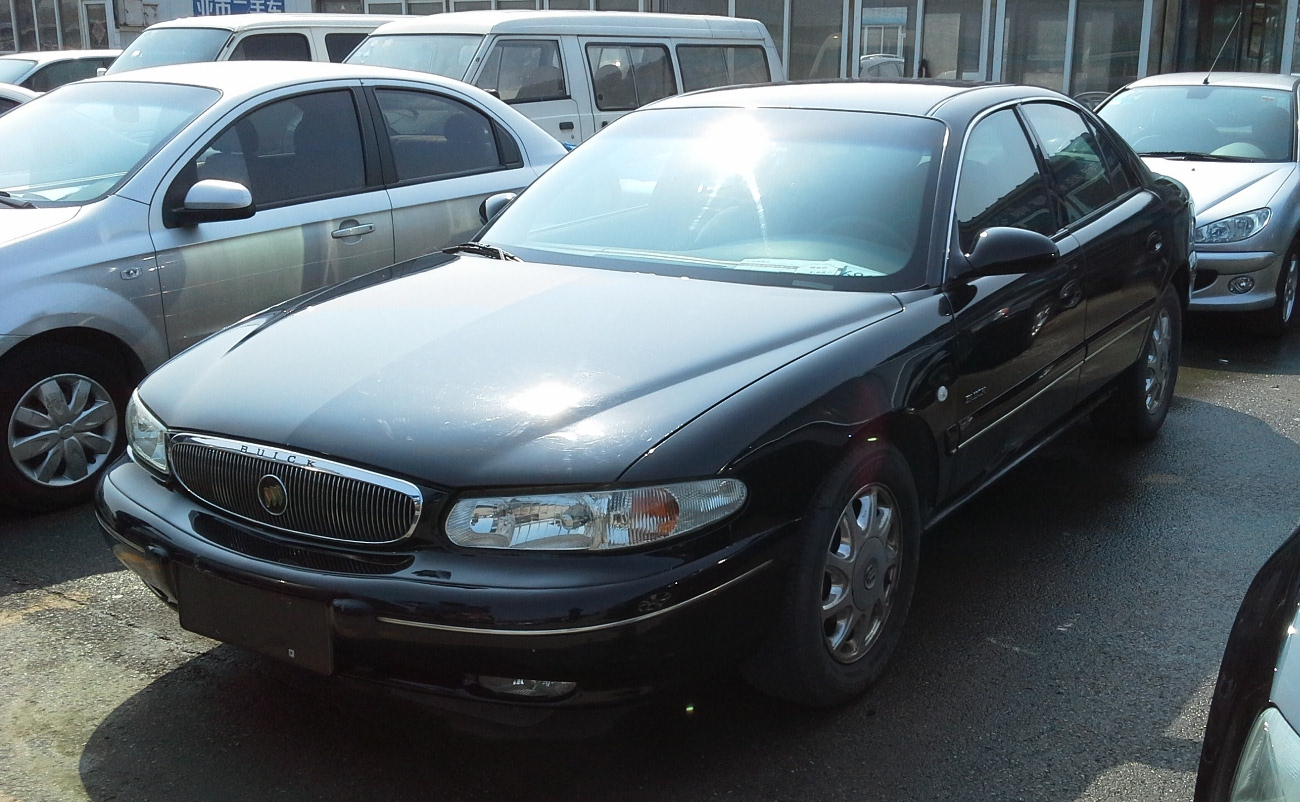
Buick "New Century" GL
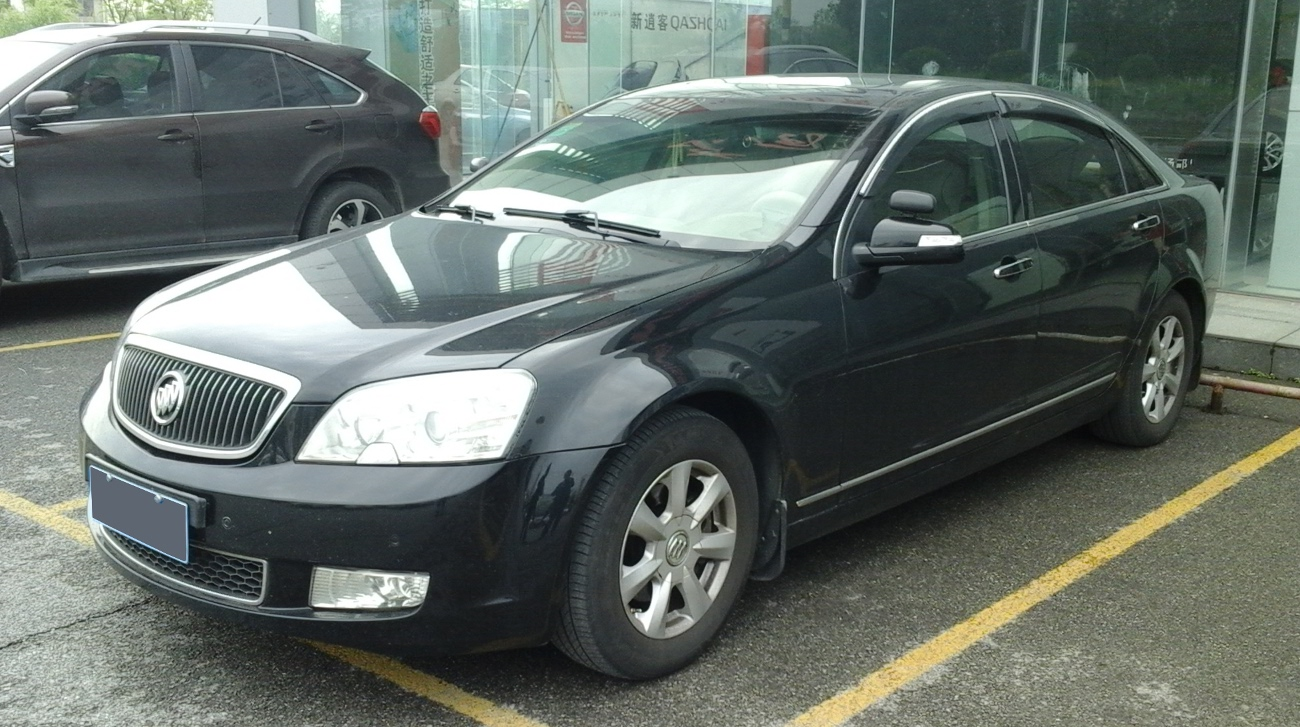
Buick Park Avenue
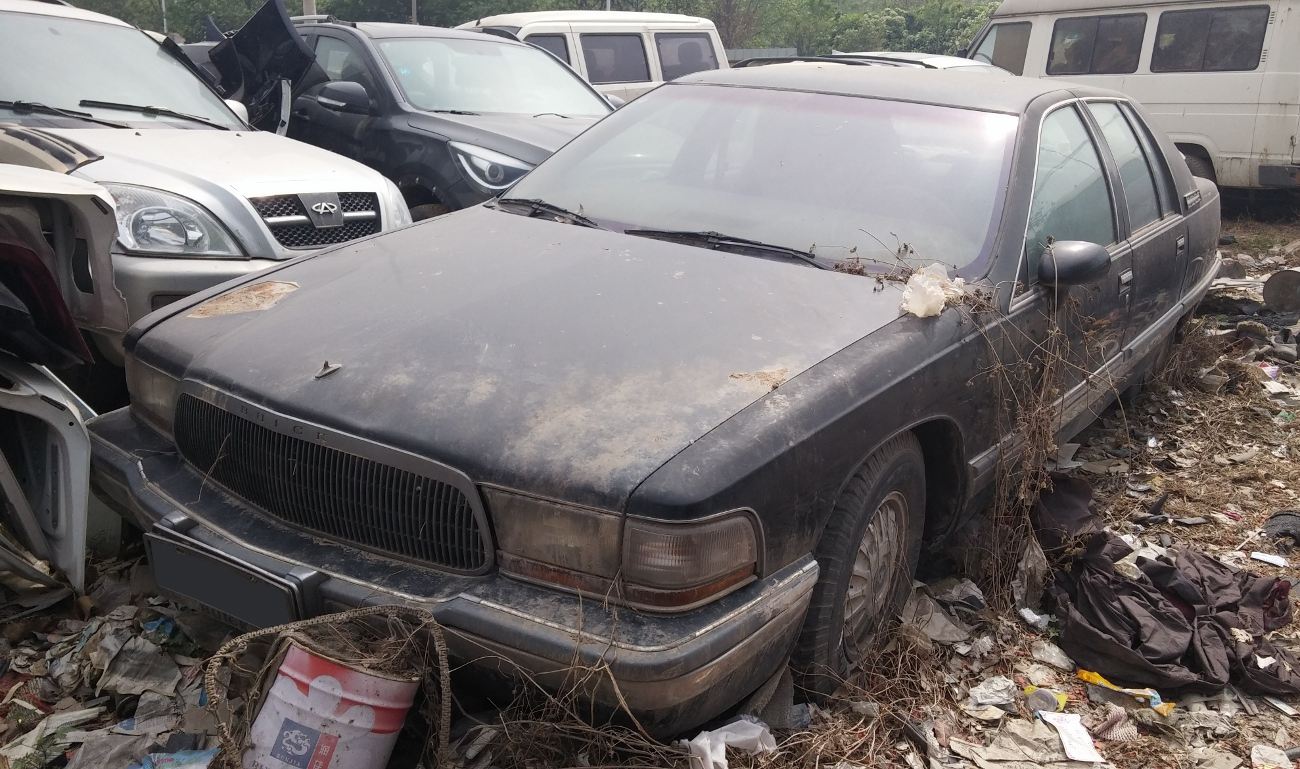
Buick Roadmaster
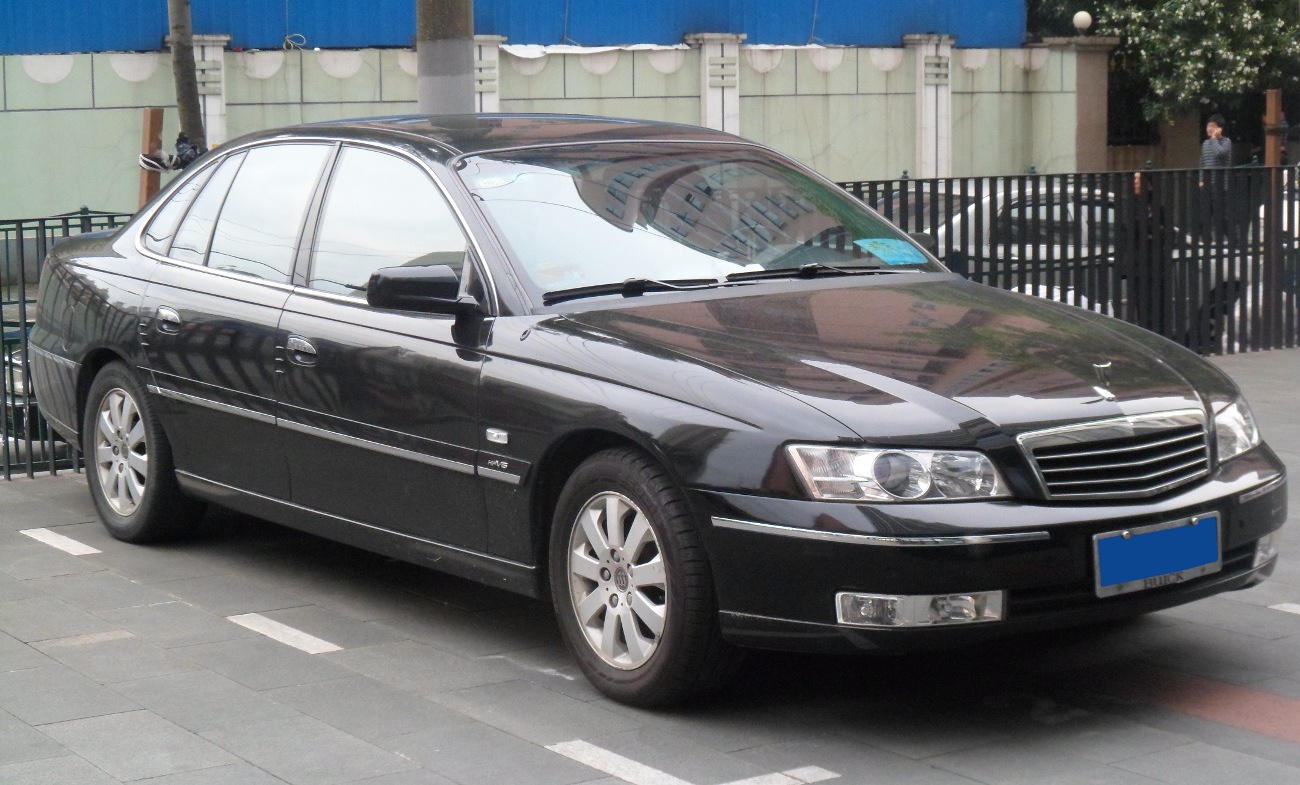
Buick Royaum
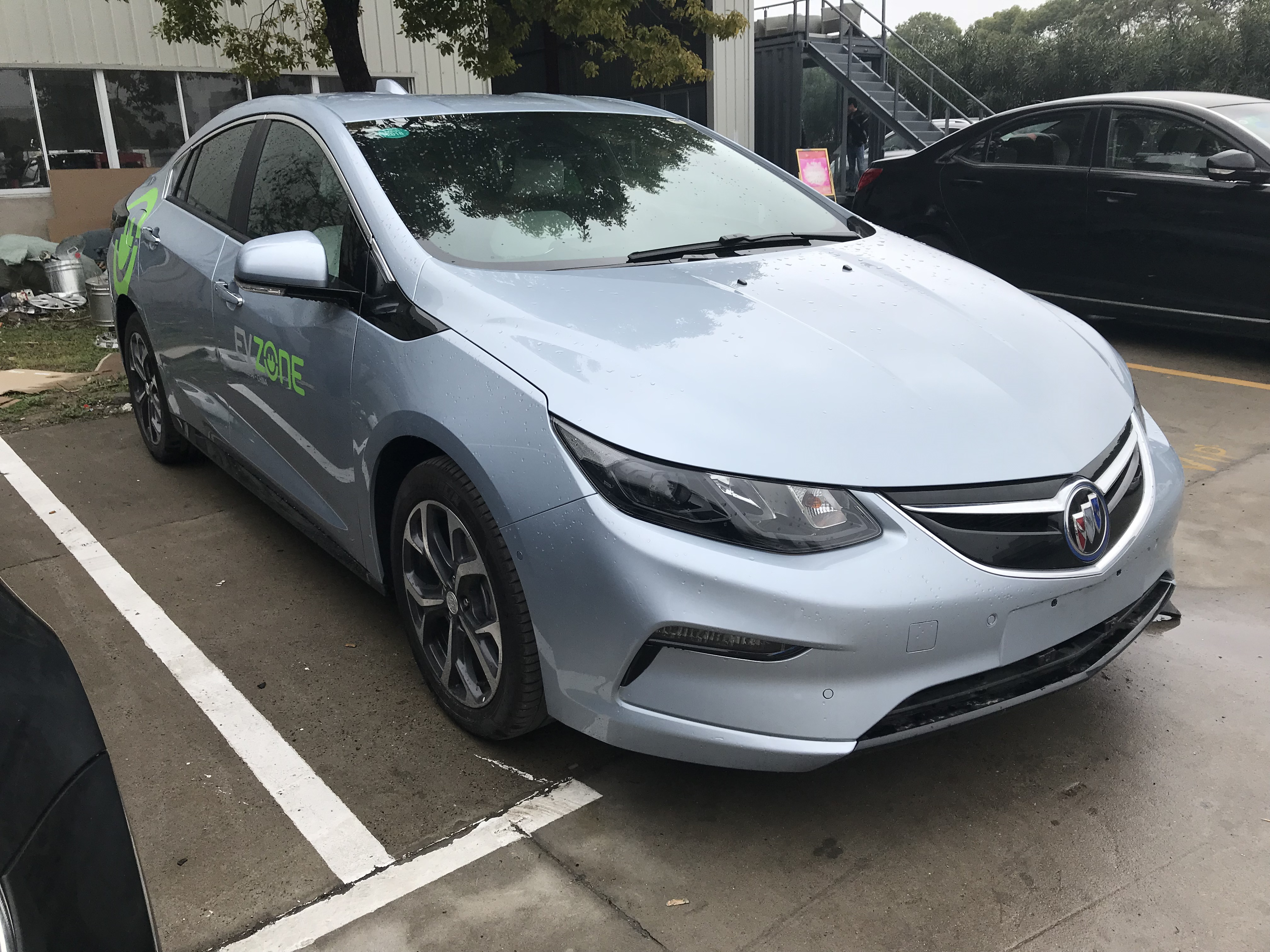
Buick Velite 5
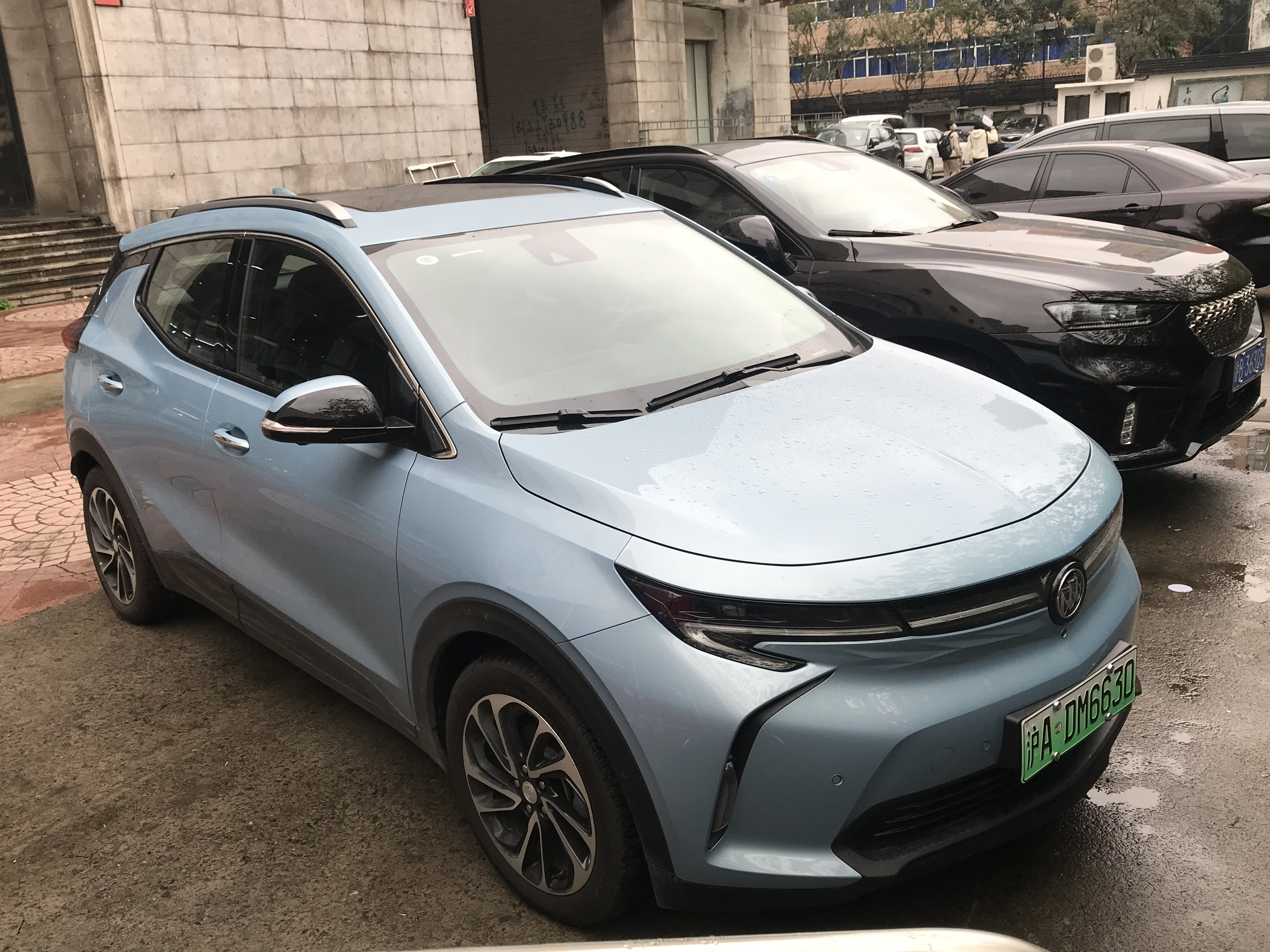
Buick Velite 7
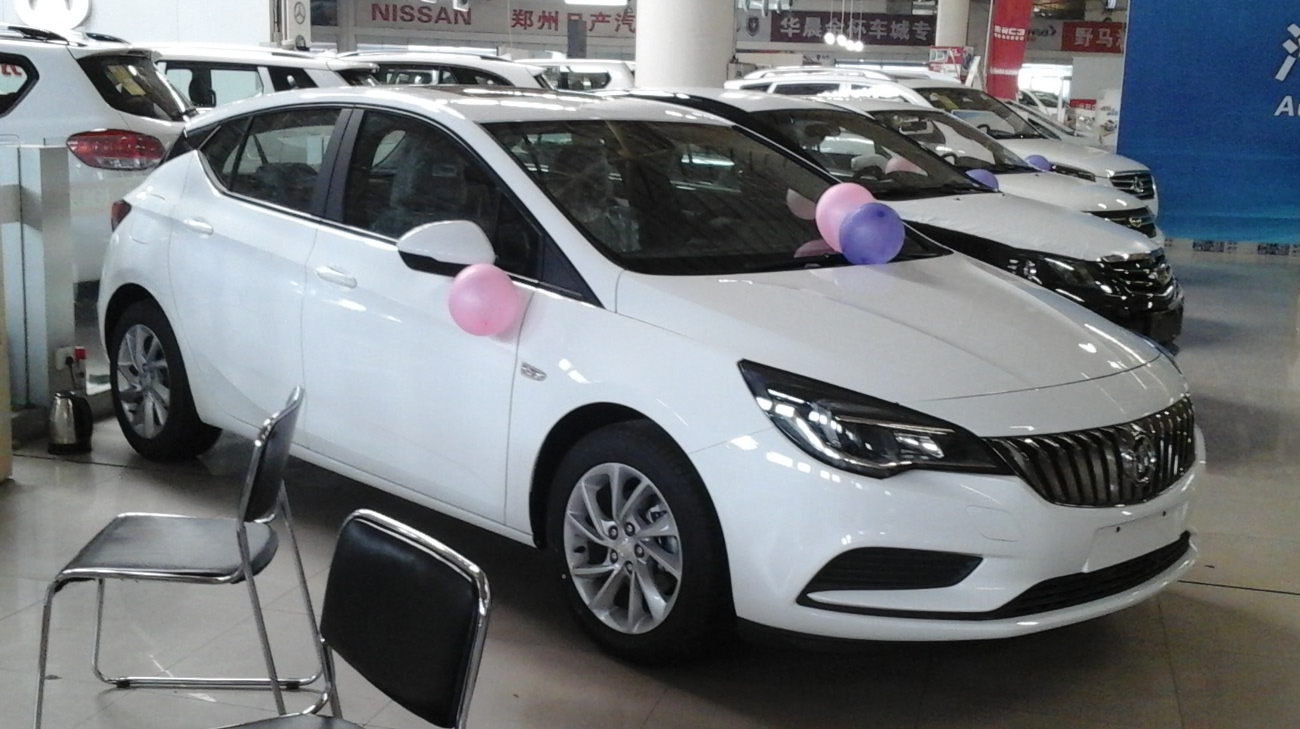
Buick Verano
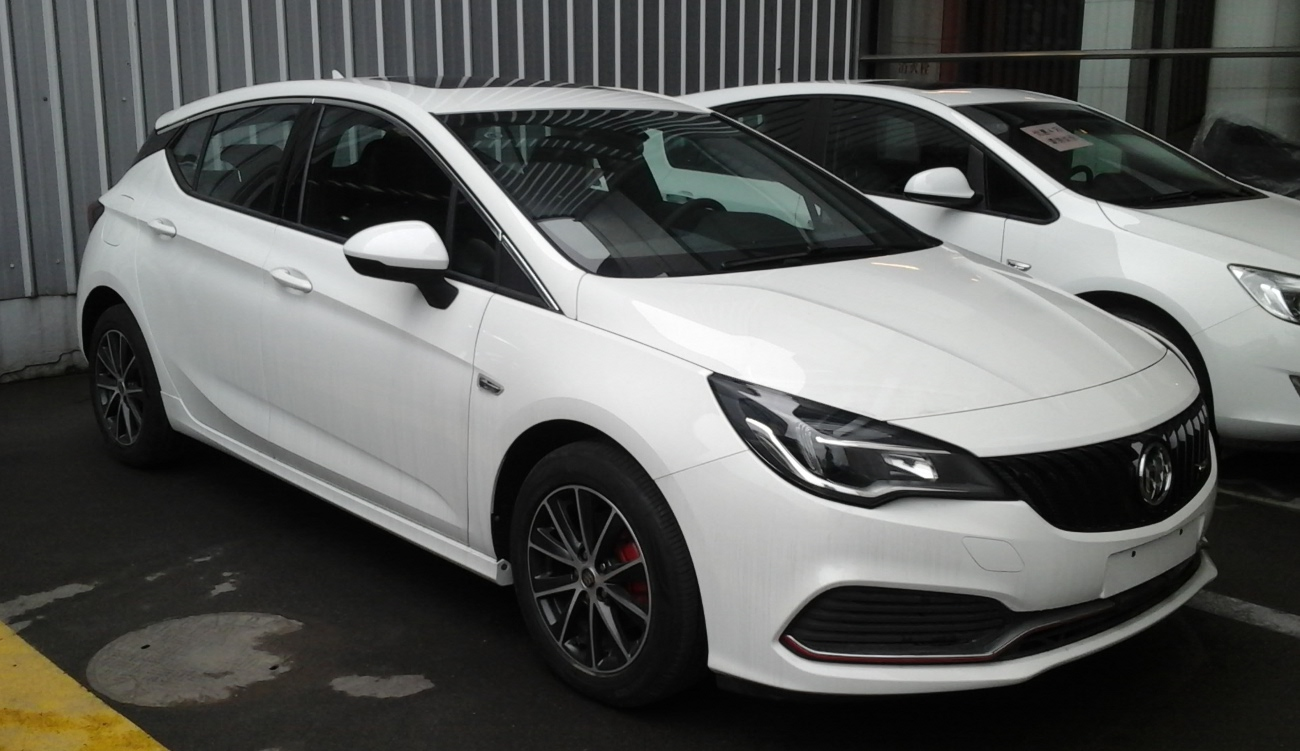
Buick Verano GS

### Cadillac

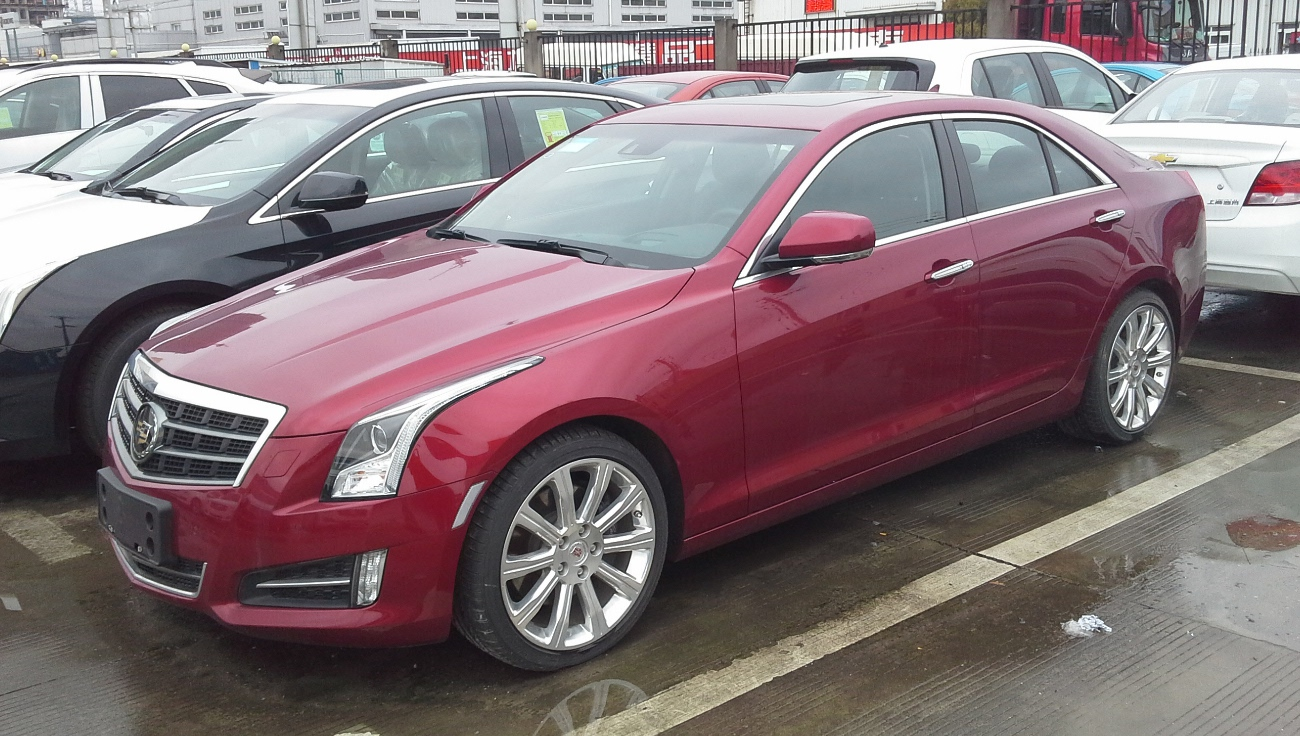
Cadillac ATS
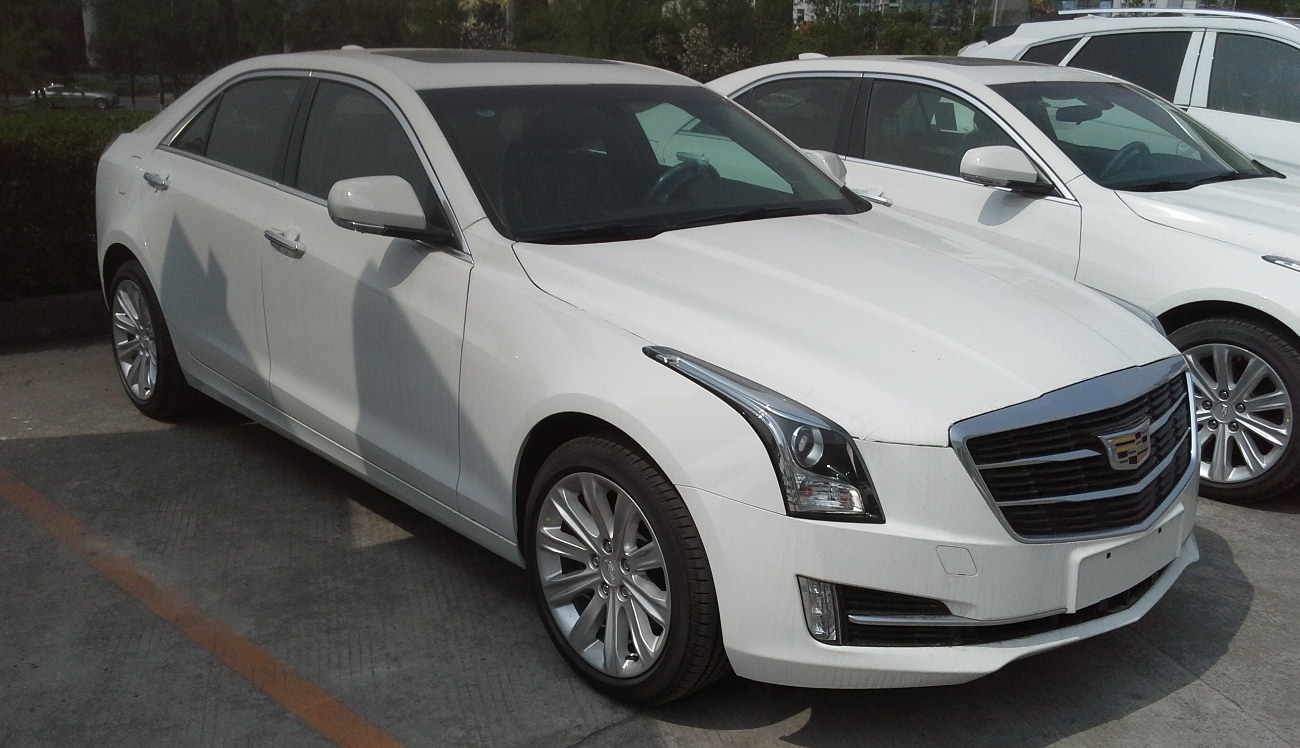
Cadillac ATS-L
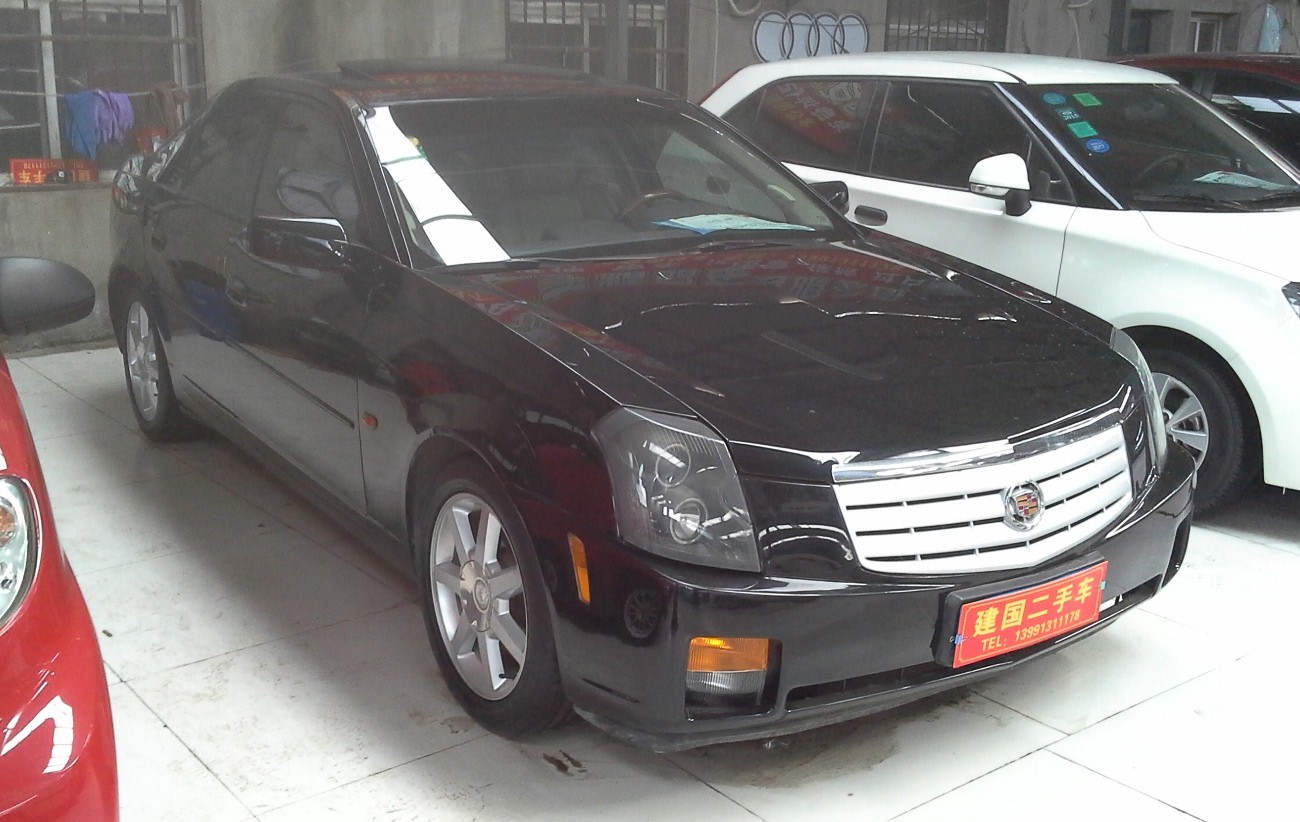
Cadillac CTS I
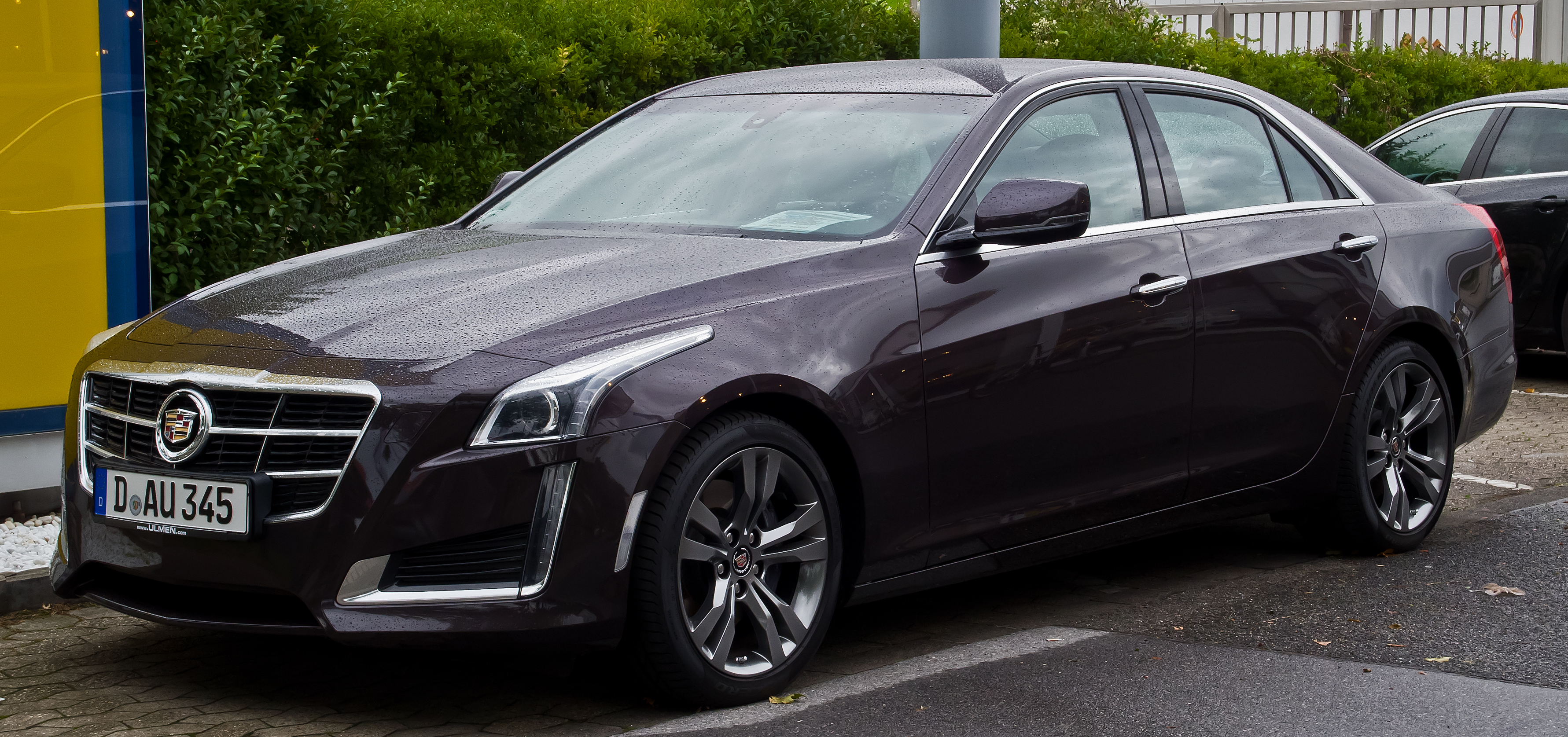
Cadillac CTS III
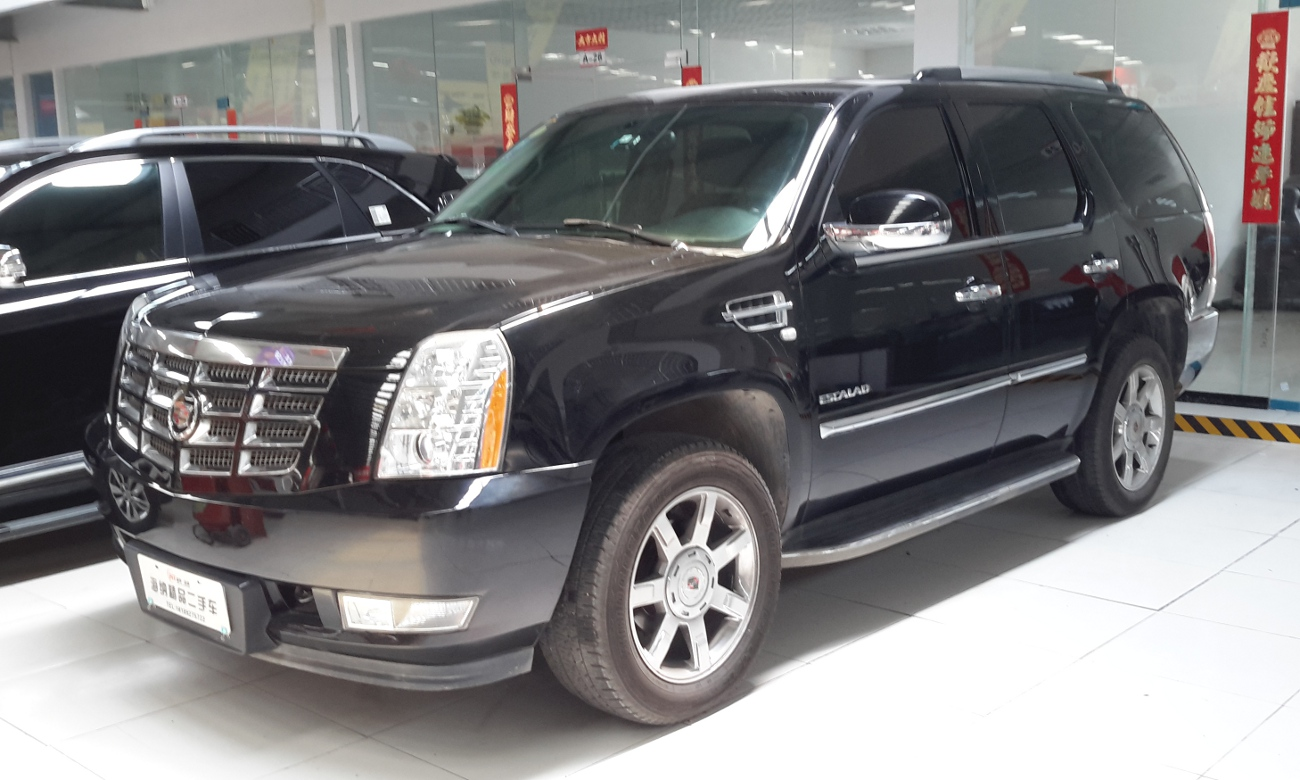
Cadillac Escalade III
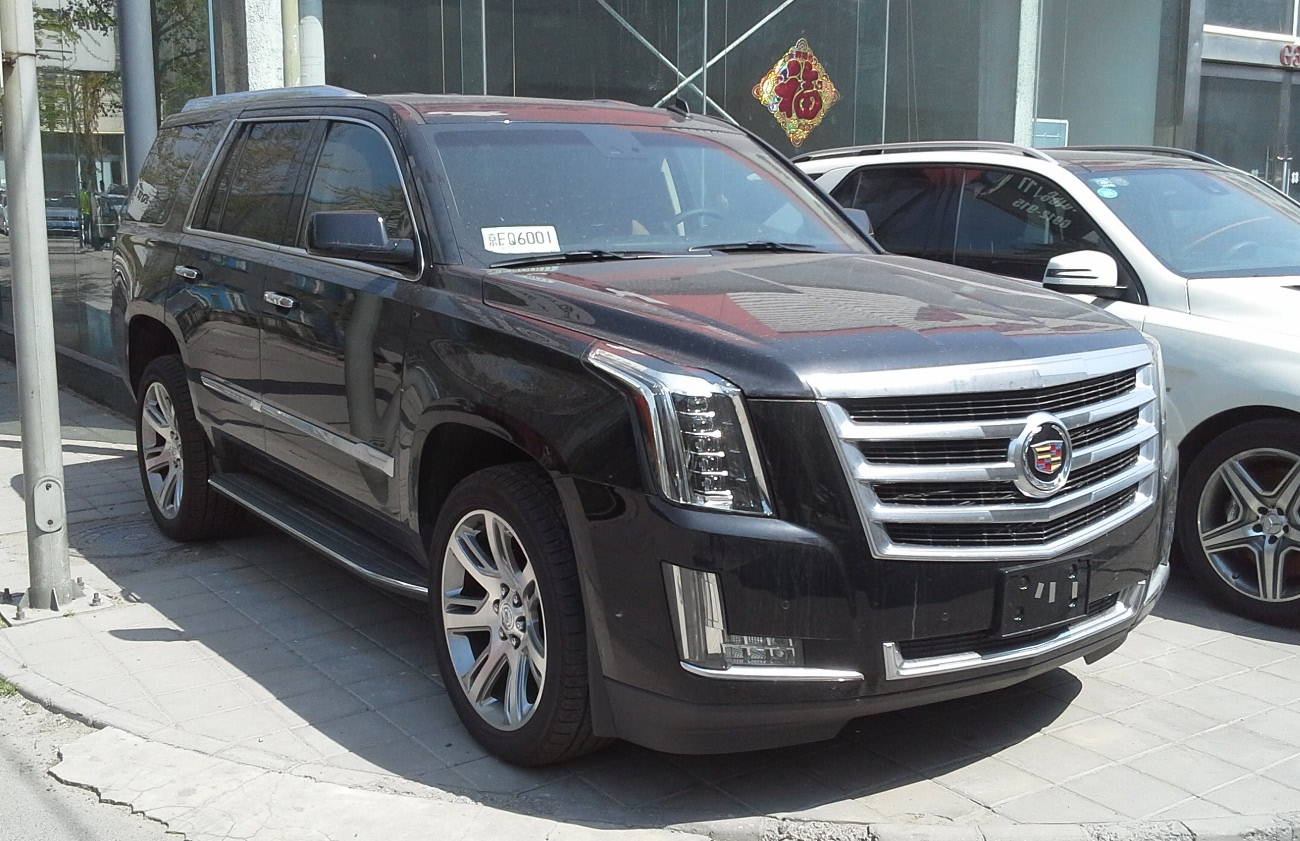
Cadillac Escalade IV
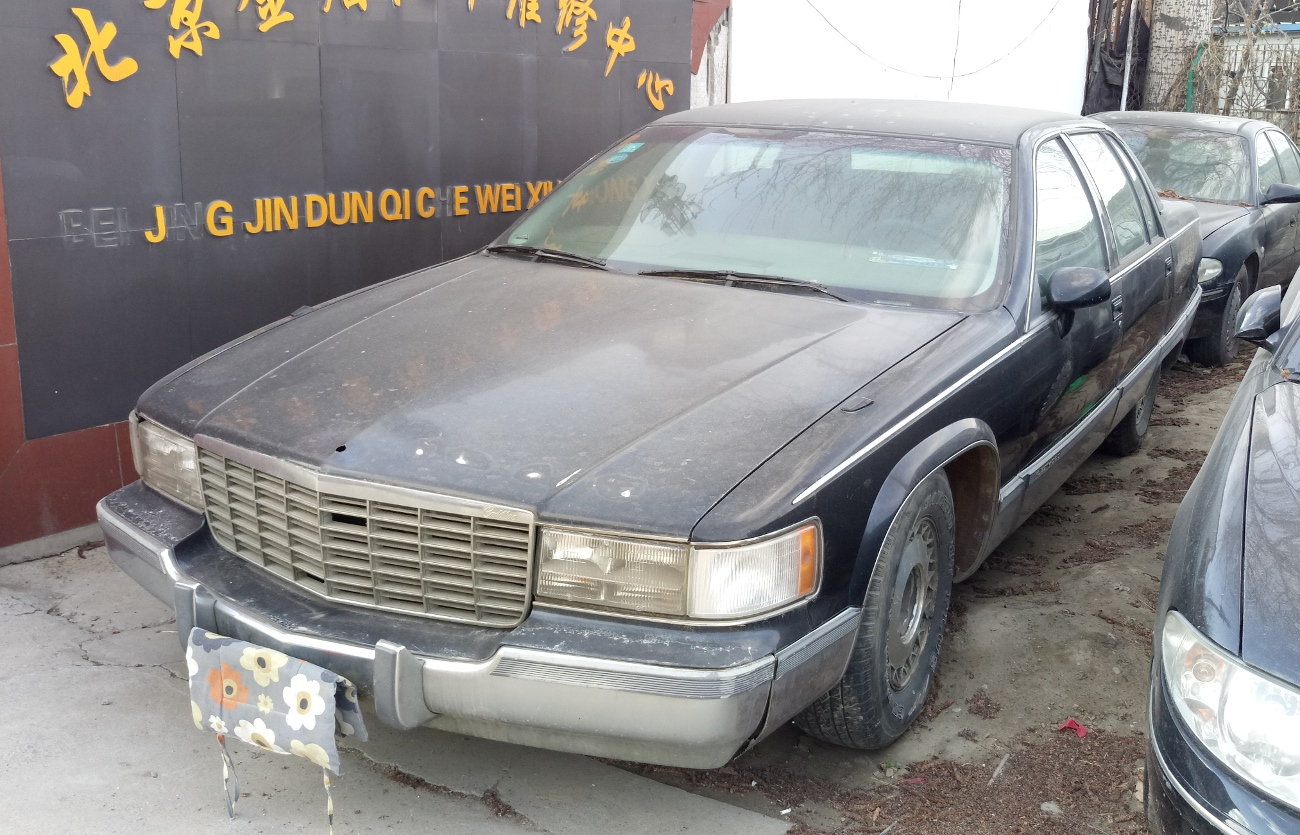
Cadillac Fleetwood Brougham
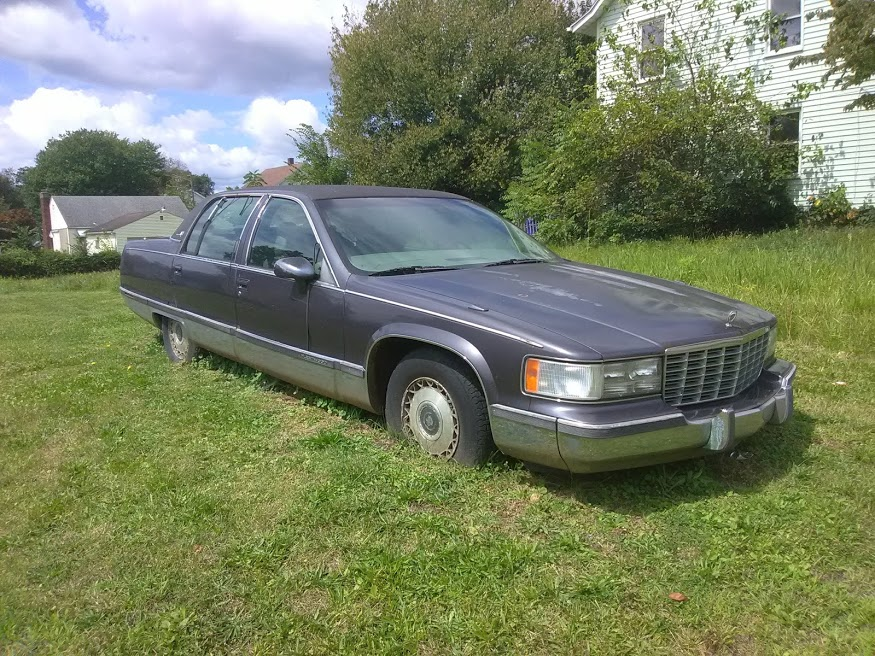
Cadillac Fleetwood
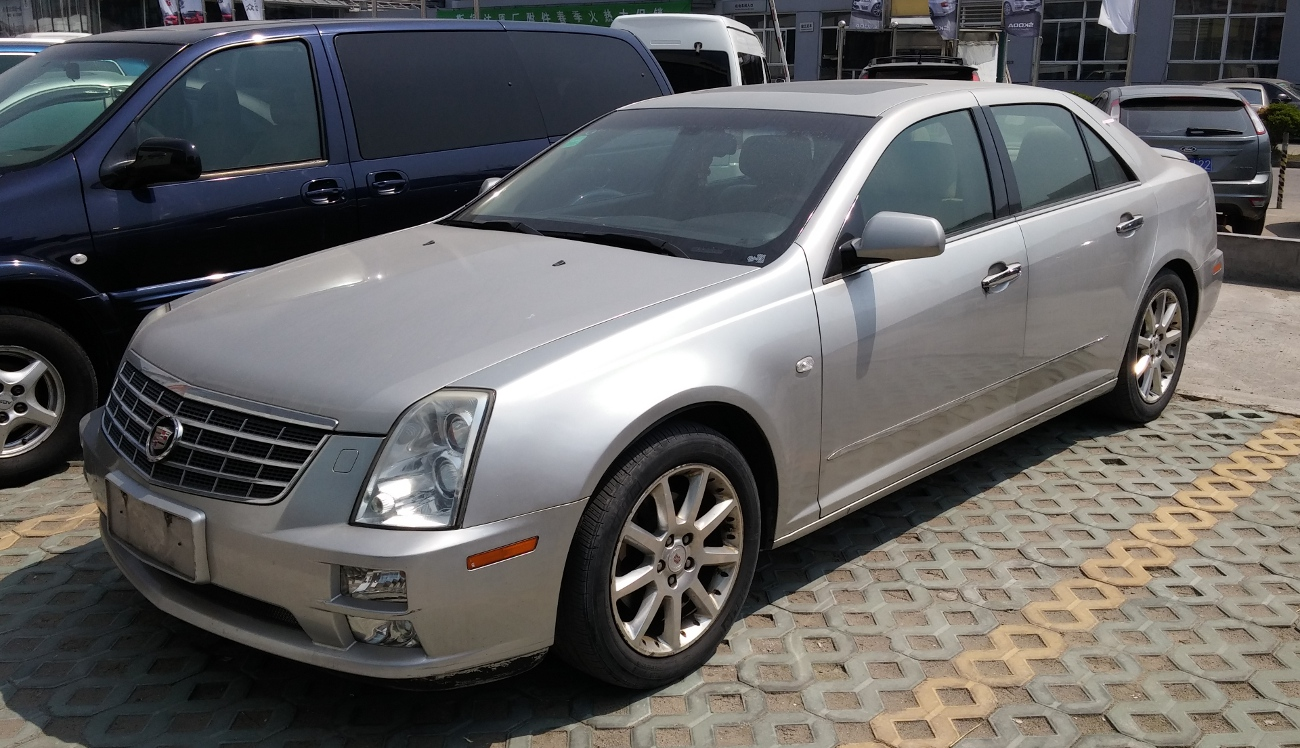
Cadillac SLS
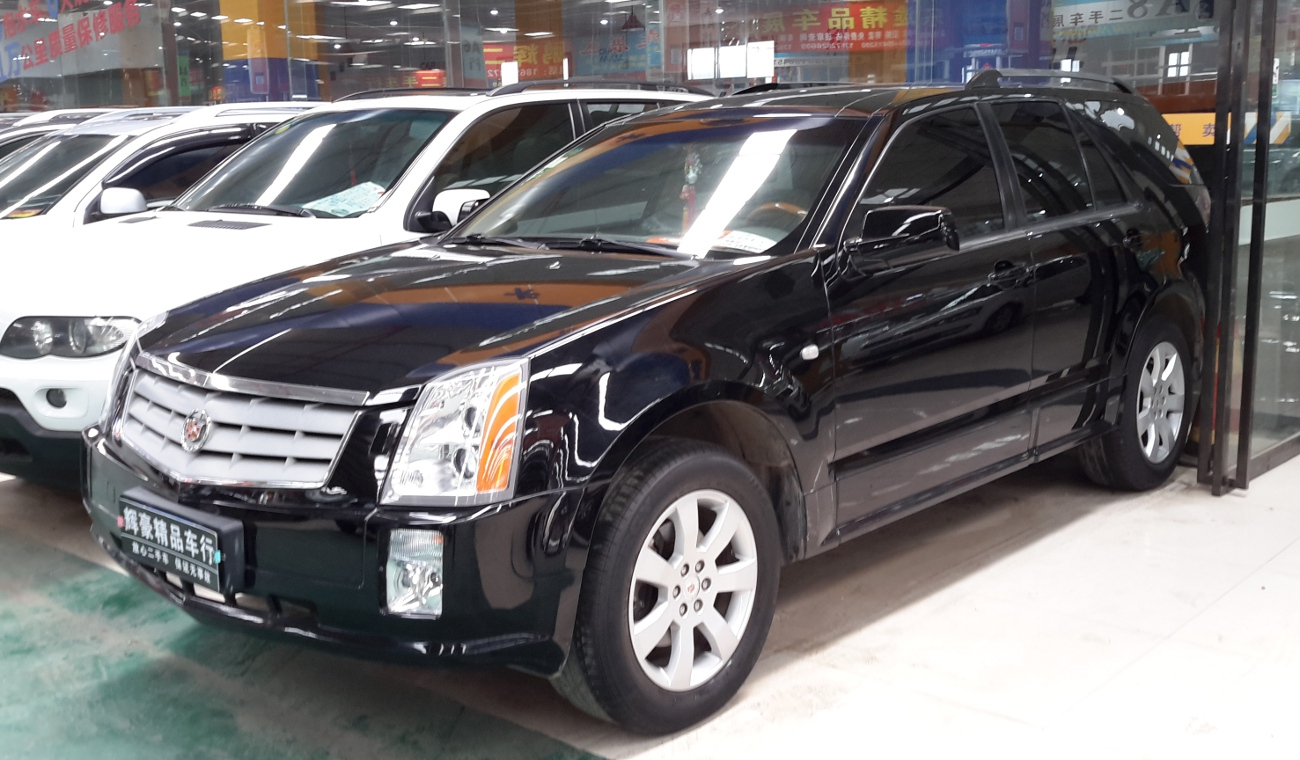
Cadillac SRX I
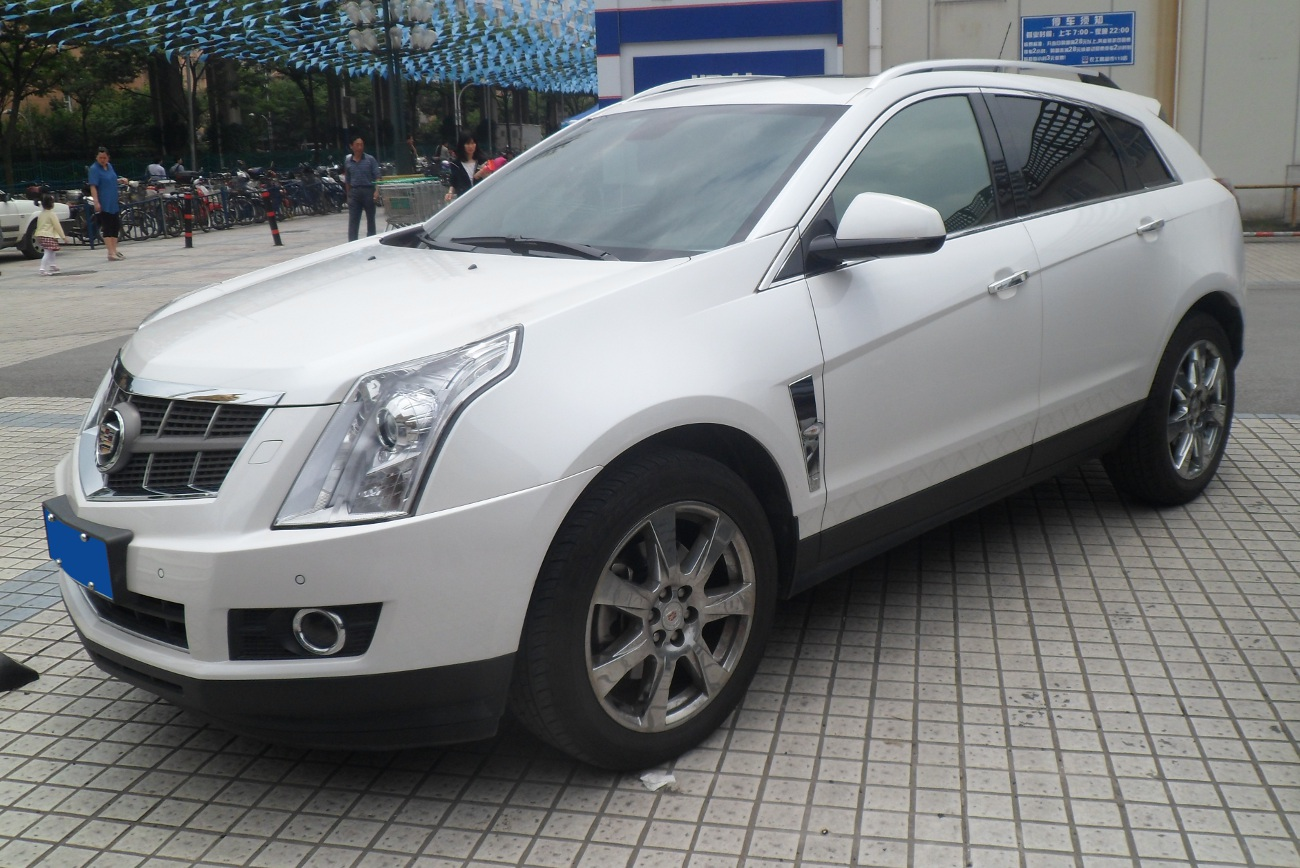
Cadillac SRX II
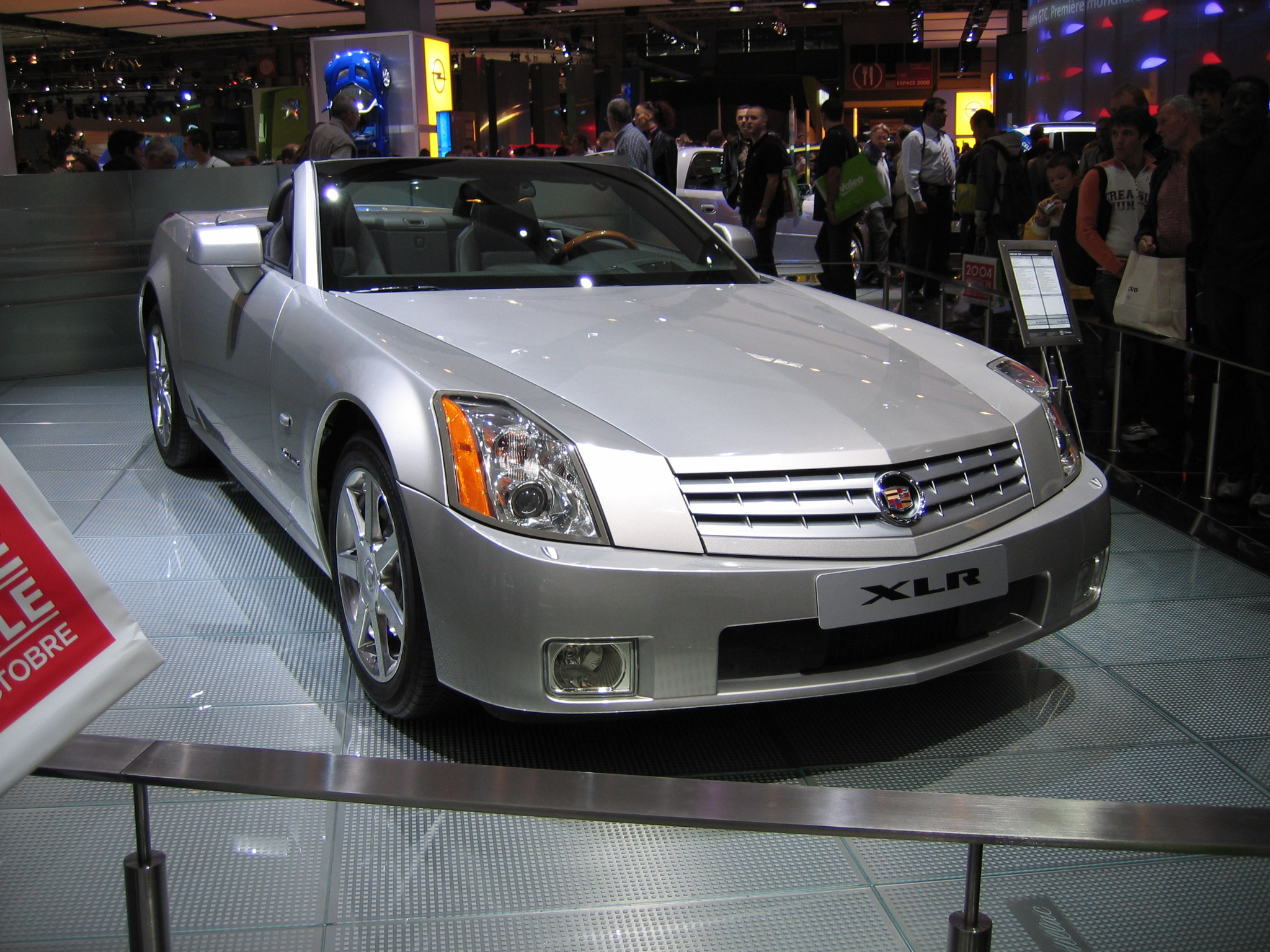
Cadillac XLR
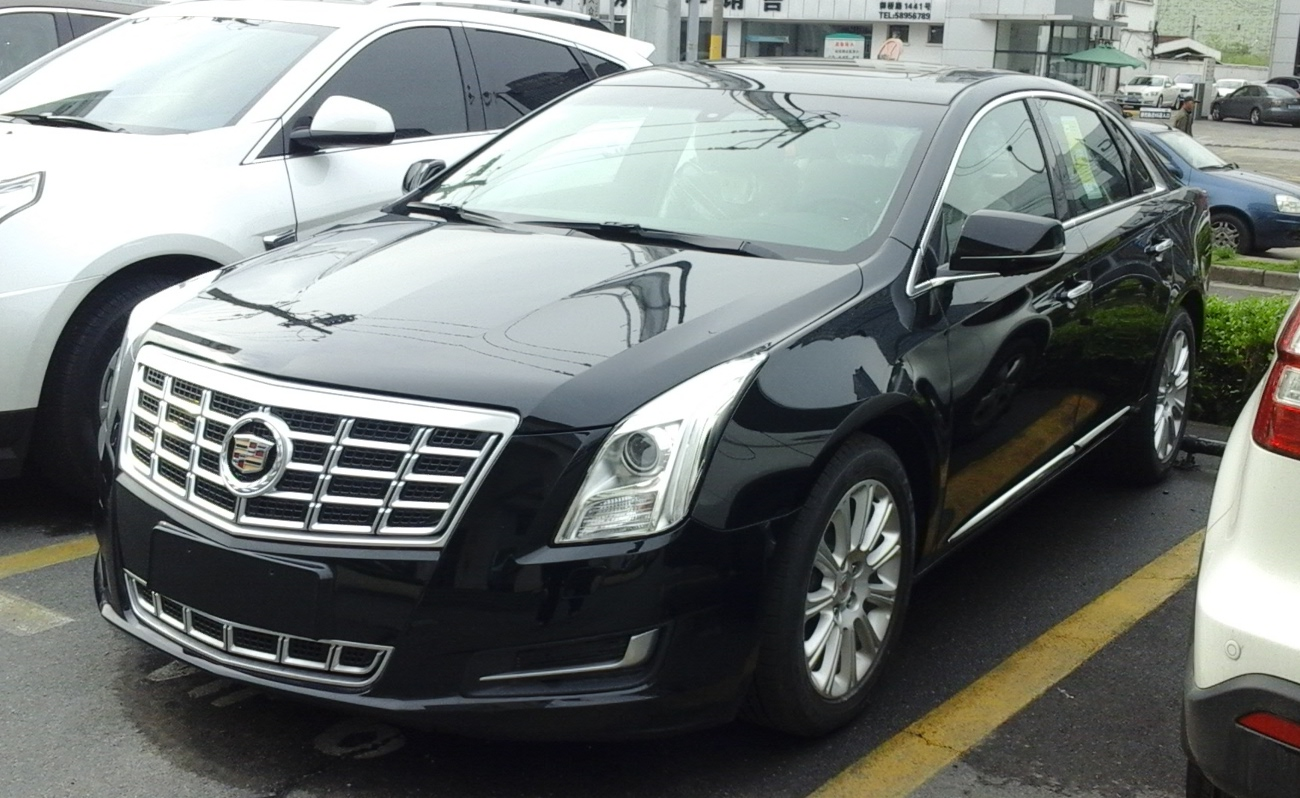
Cadillac XTS I
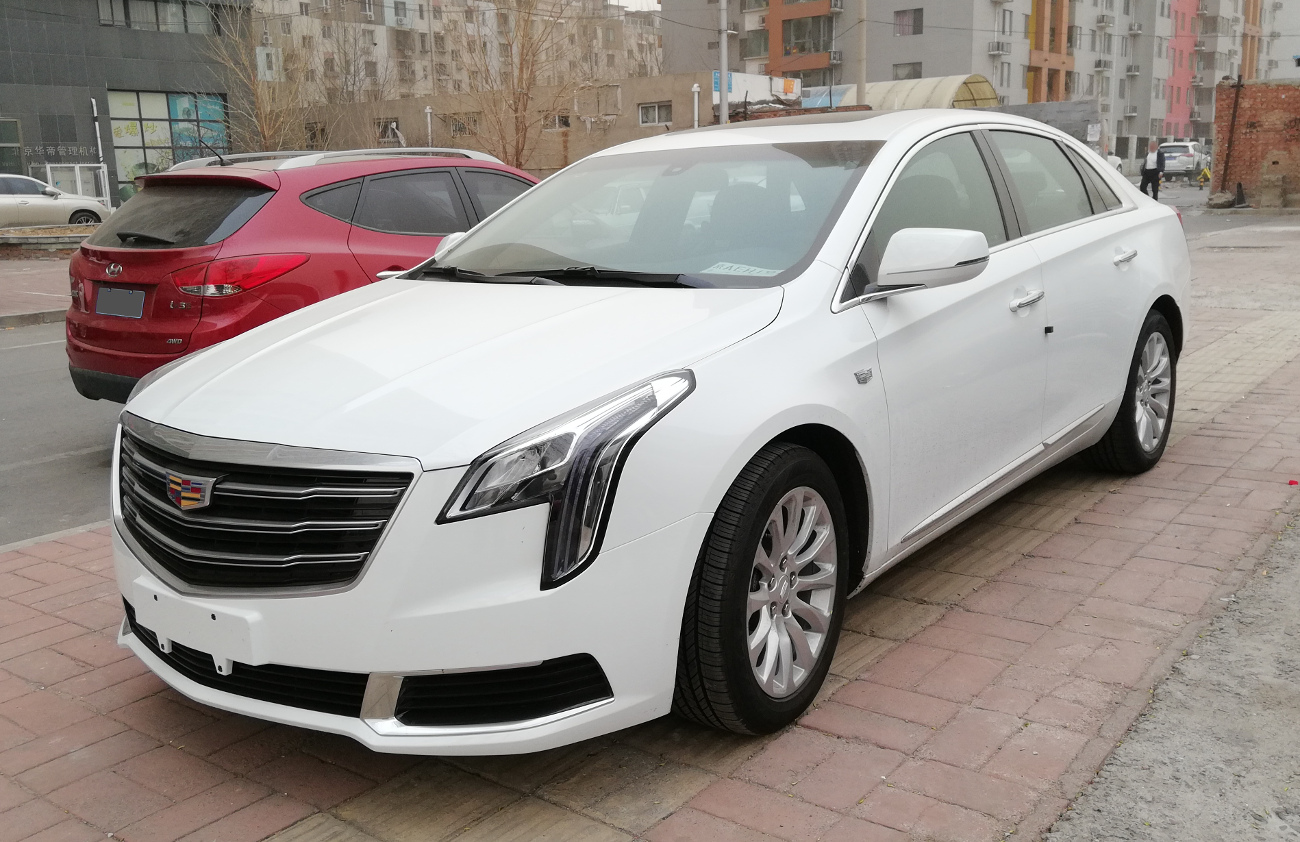
Cadillac XTS II

### Chevrolet

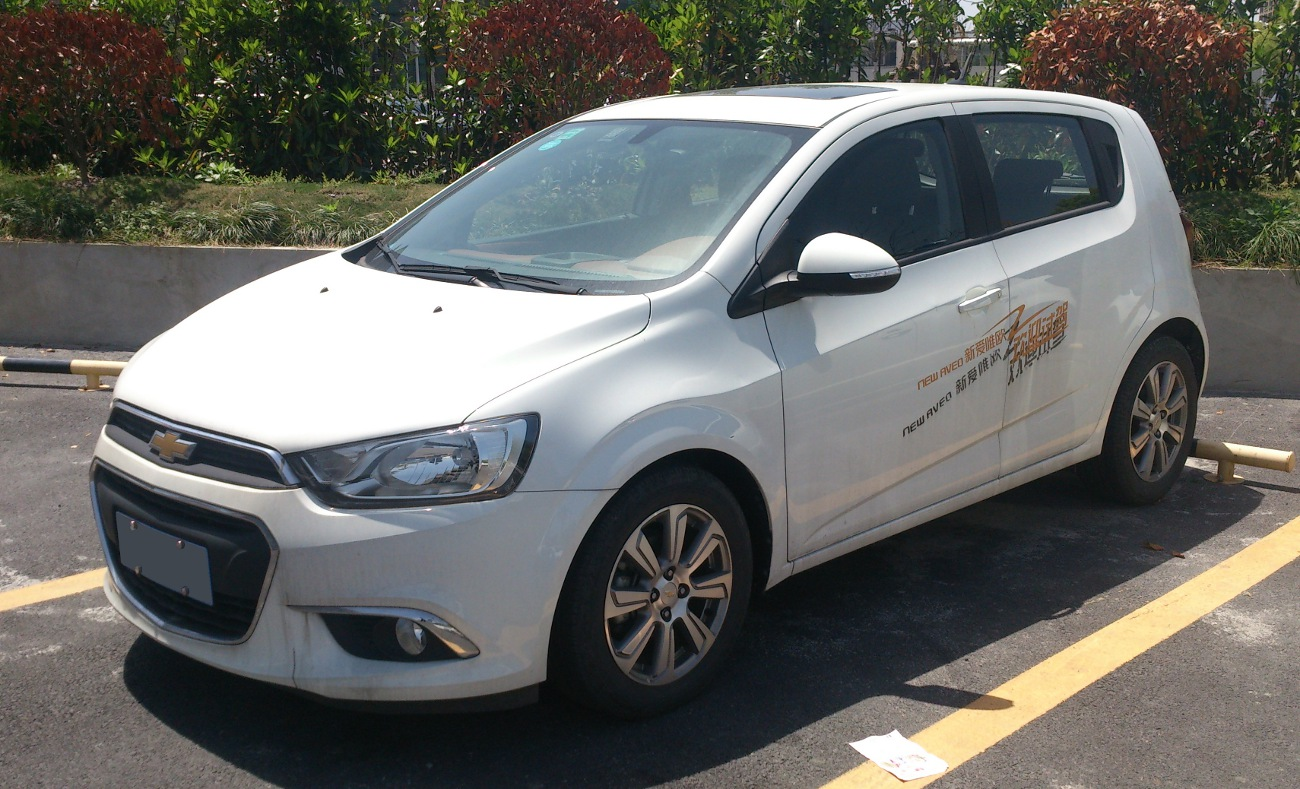
Chevrolet Aveo
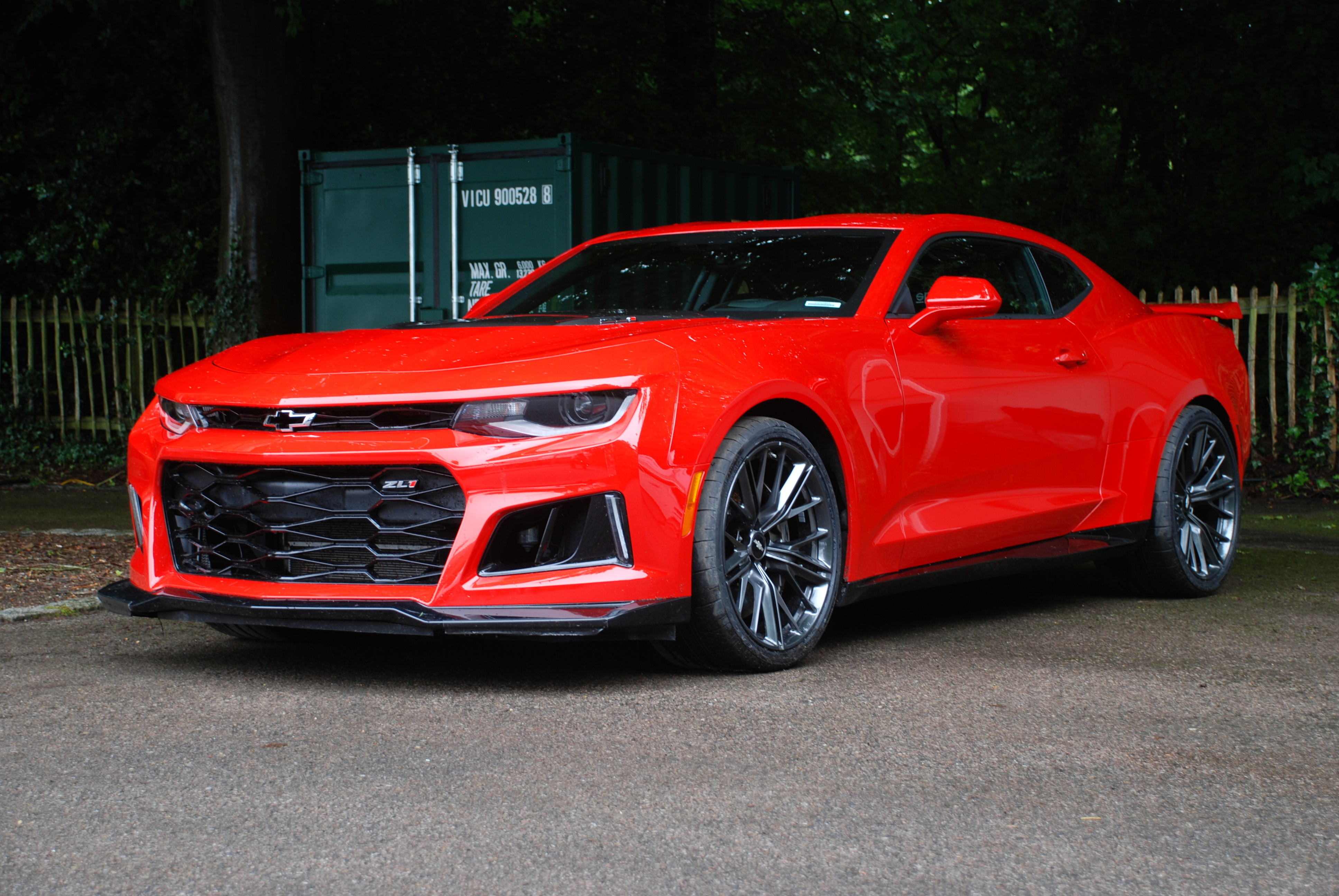
Chevrolet Camaro VI (ZL1)
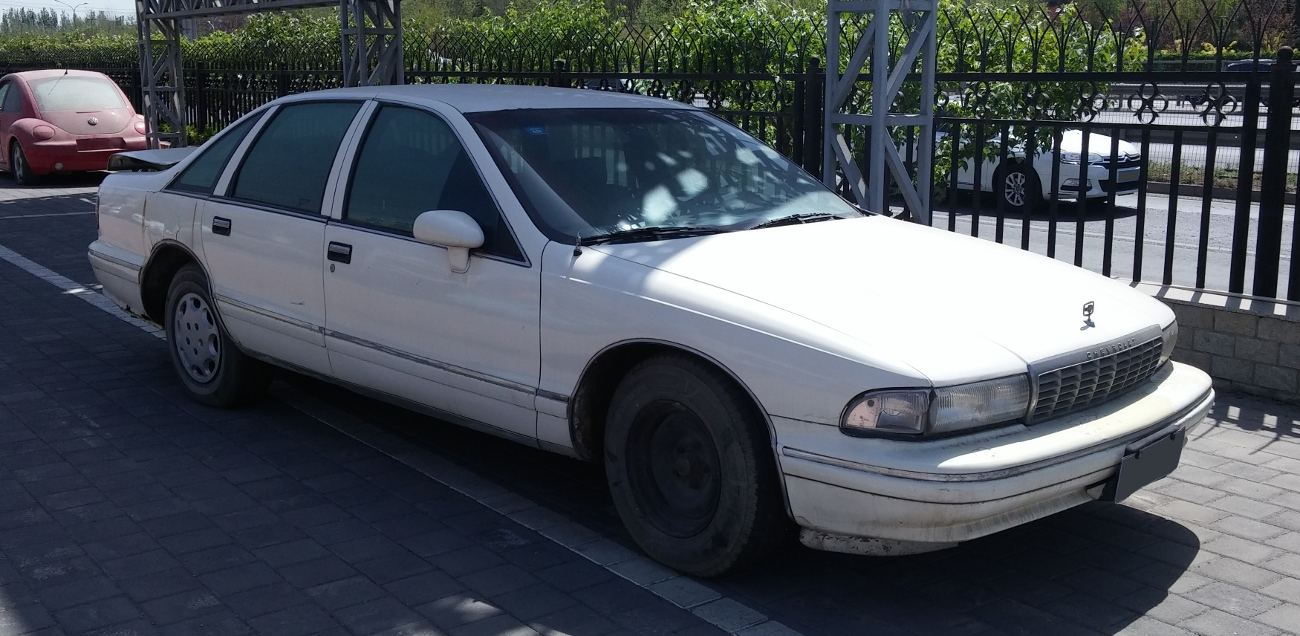
Chevrolet Caprice
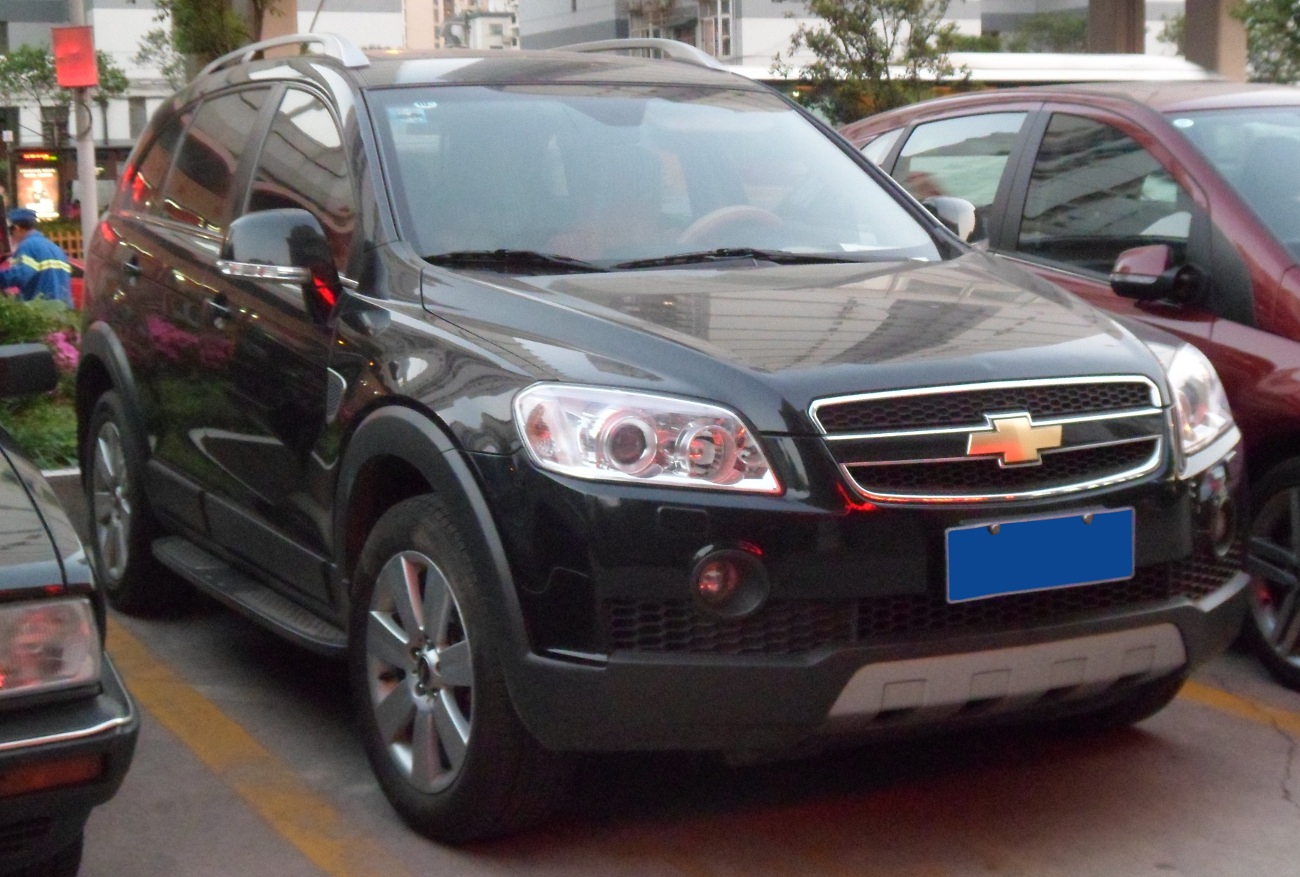
Chevrolet Captiva I
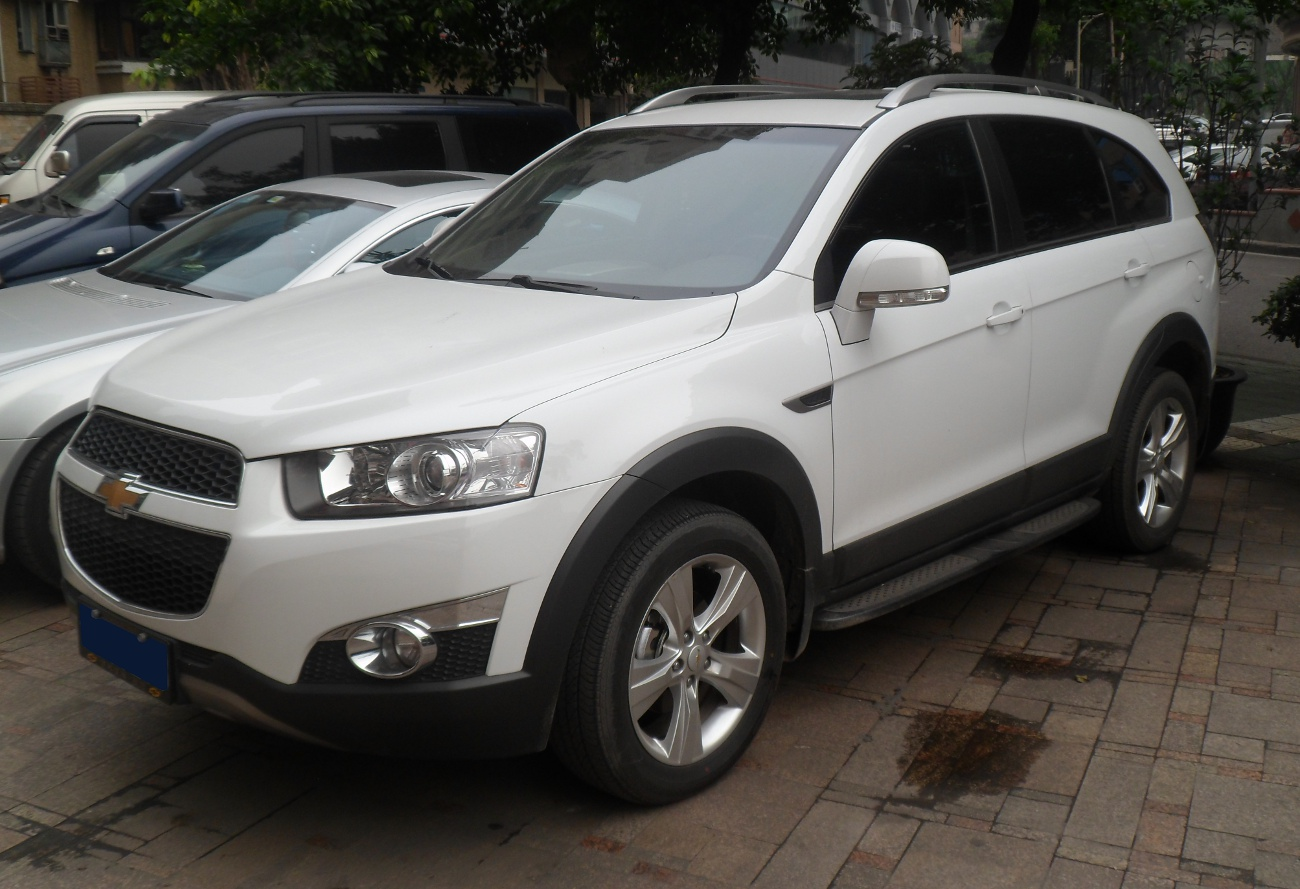
Chevrolet Captiva II
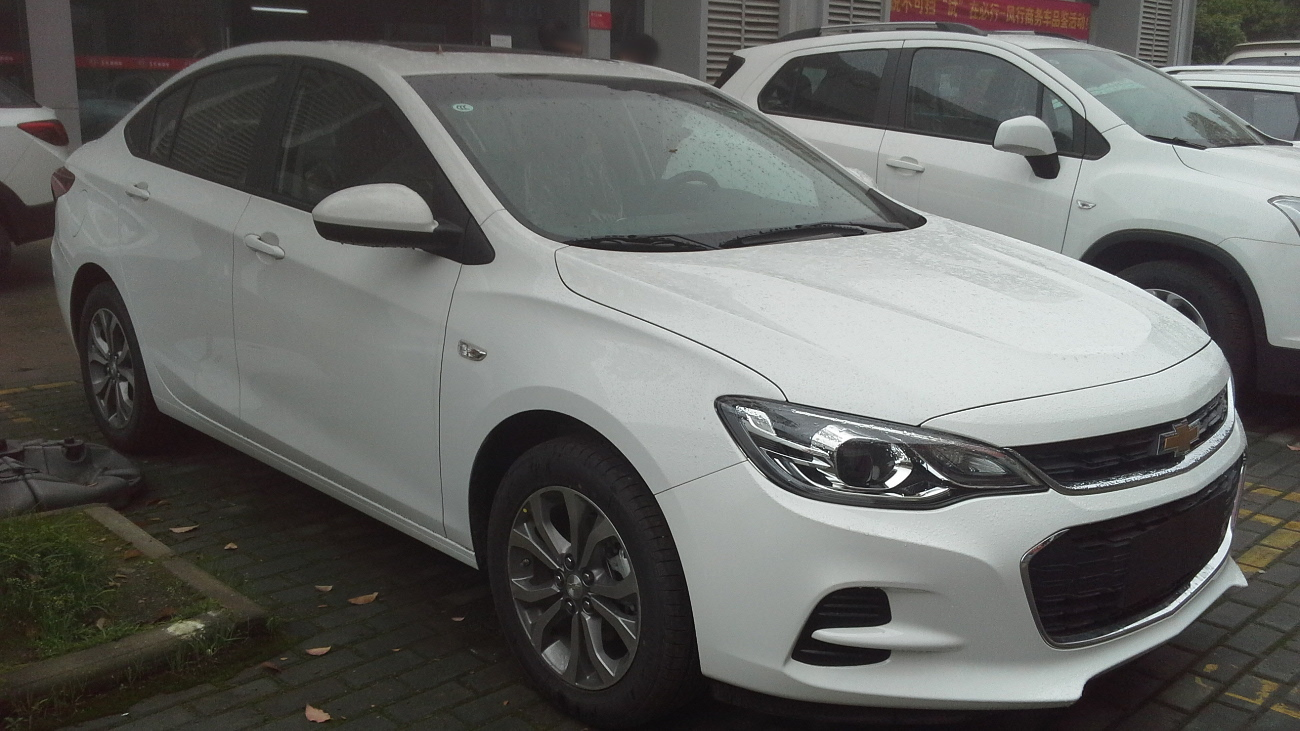
Chevrolet Cavalier
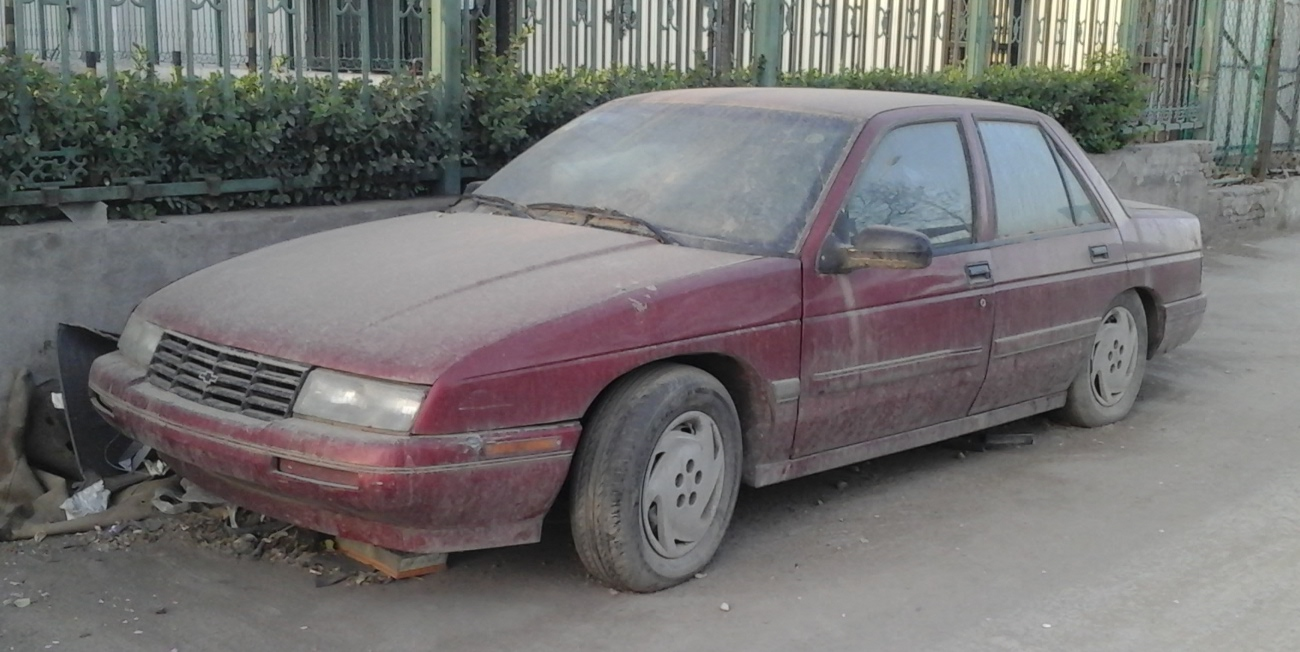
Chevrolet Corsica
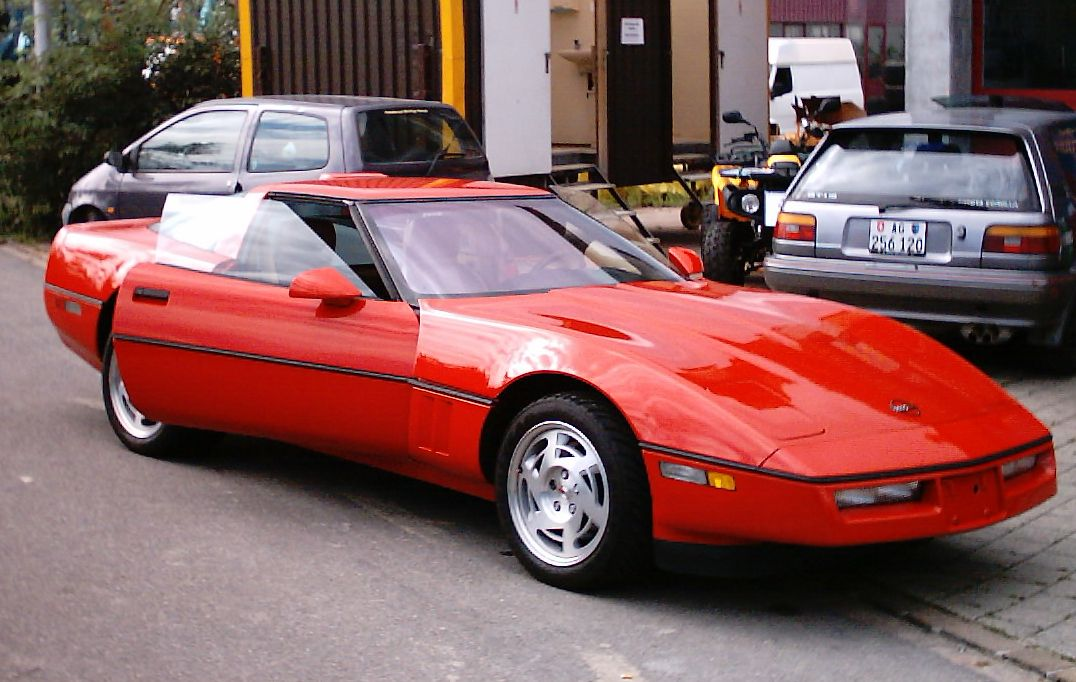
Chevrolet Corvette C4(ZR1)
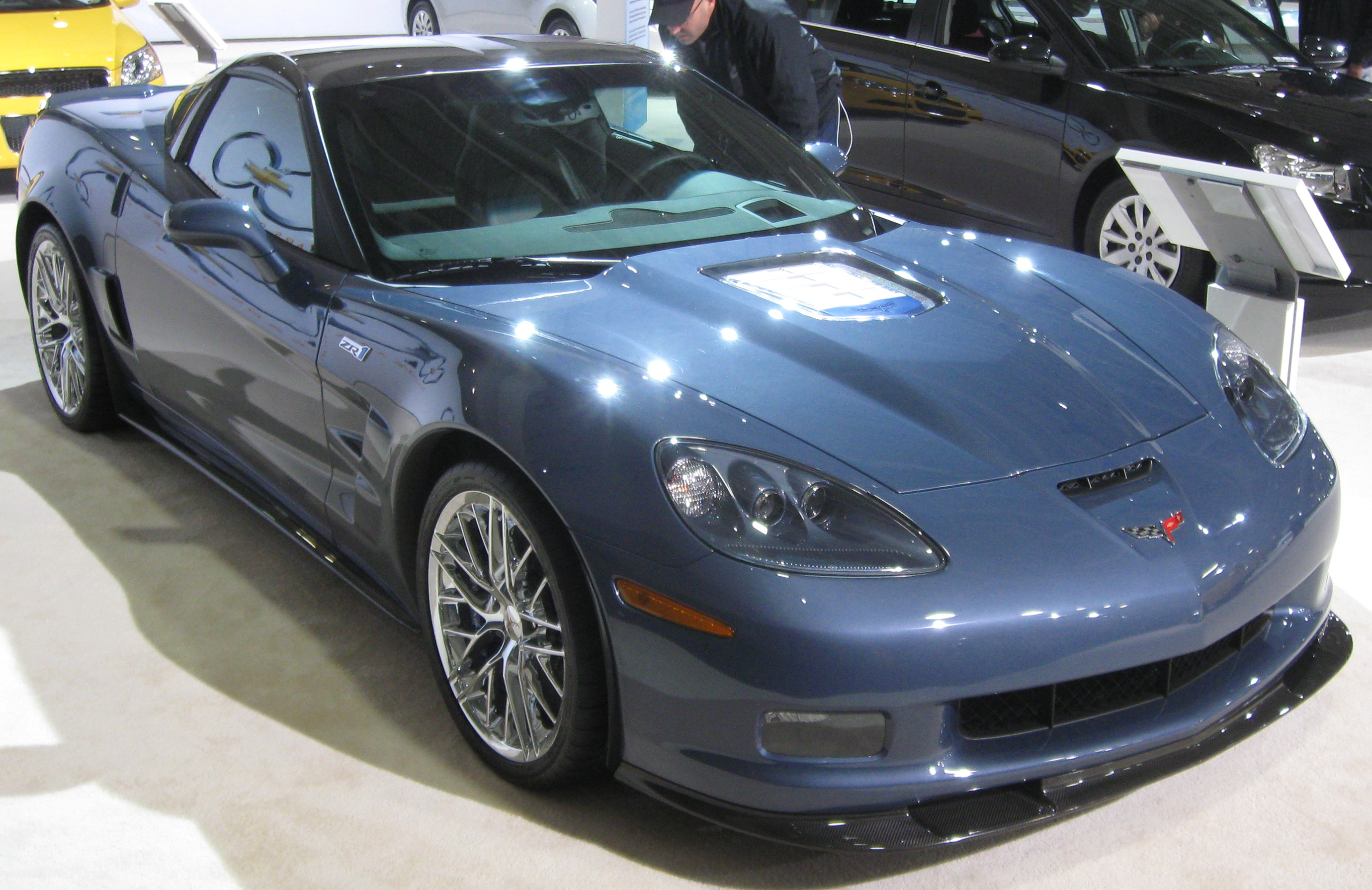
Chevrolet Corvette C6(ZR1)
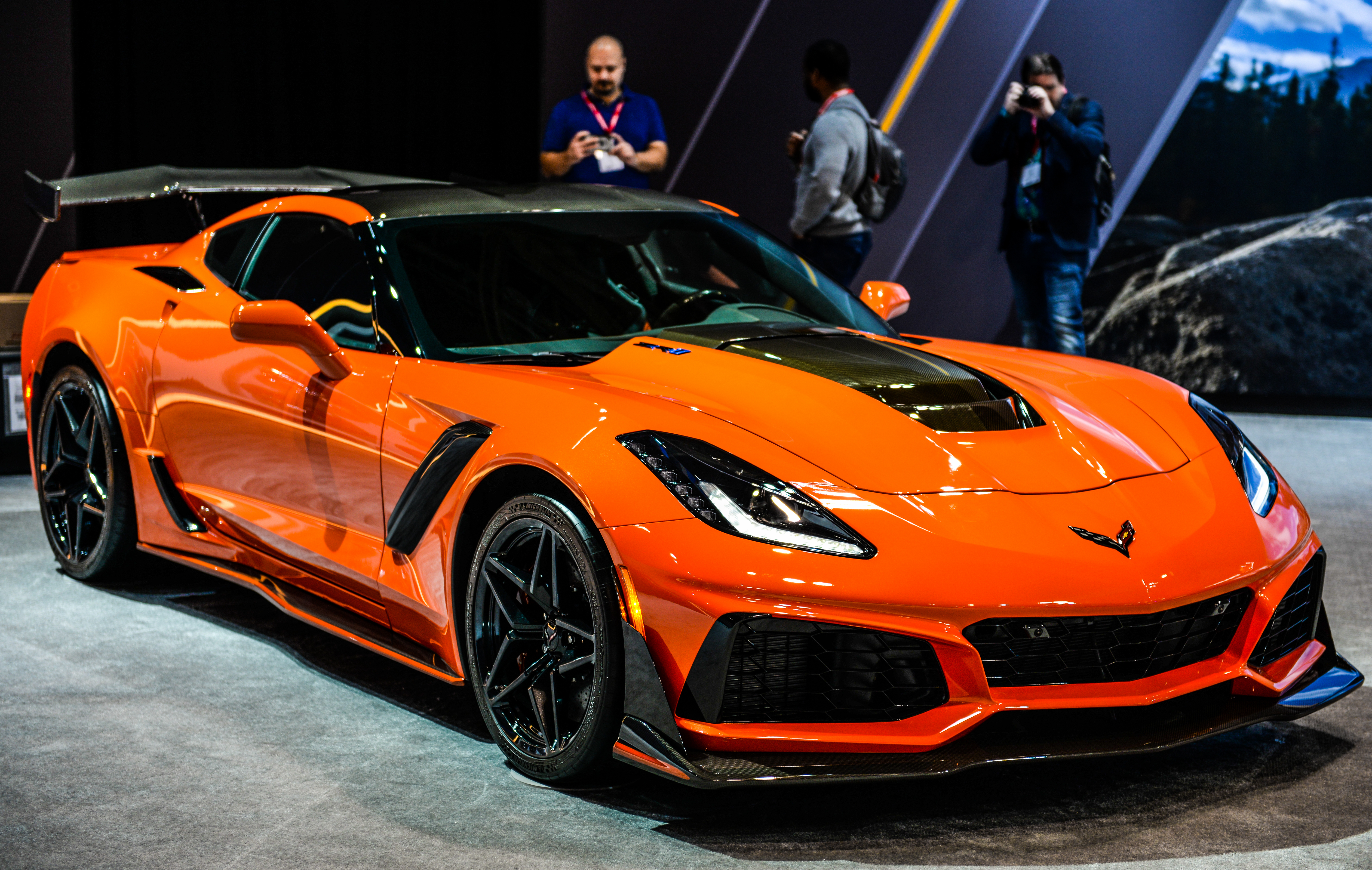
Chevrolet Corvette C7(ZR1)
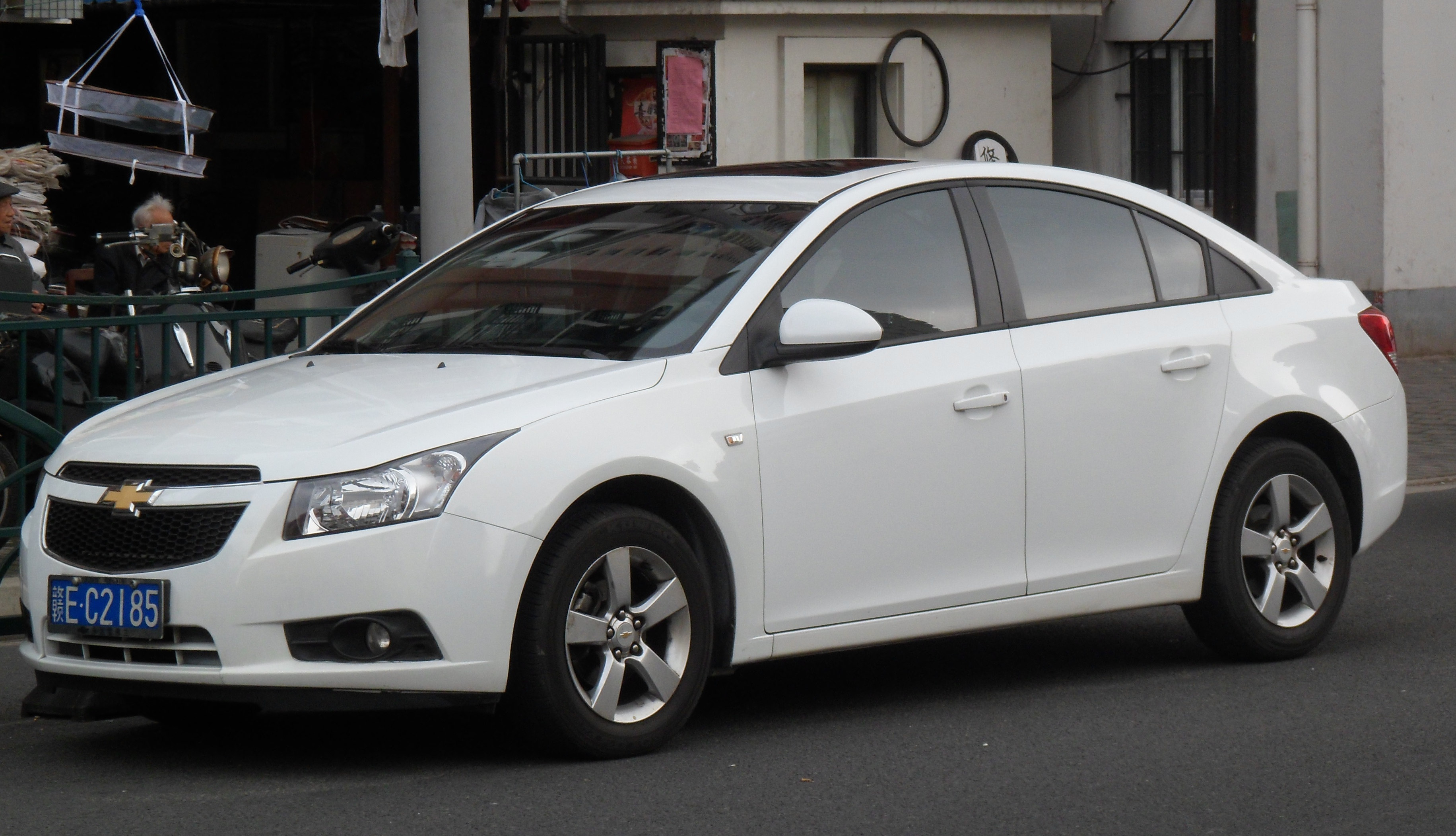
Chevrolet Cruze I
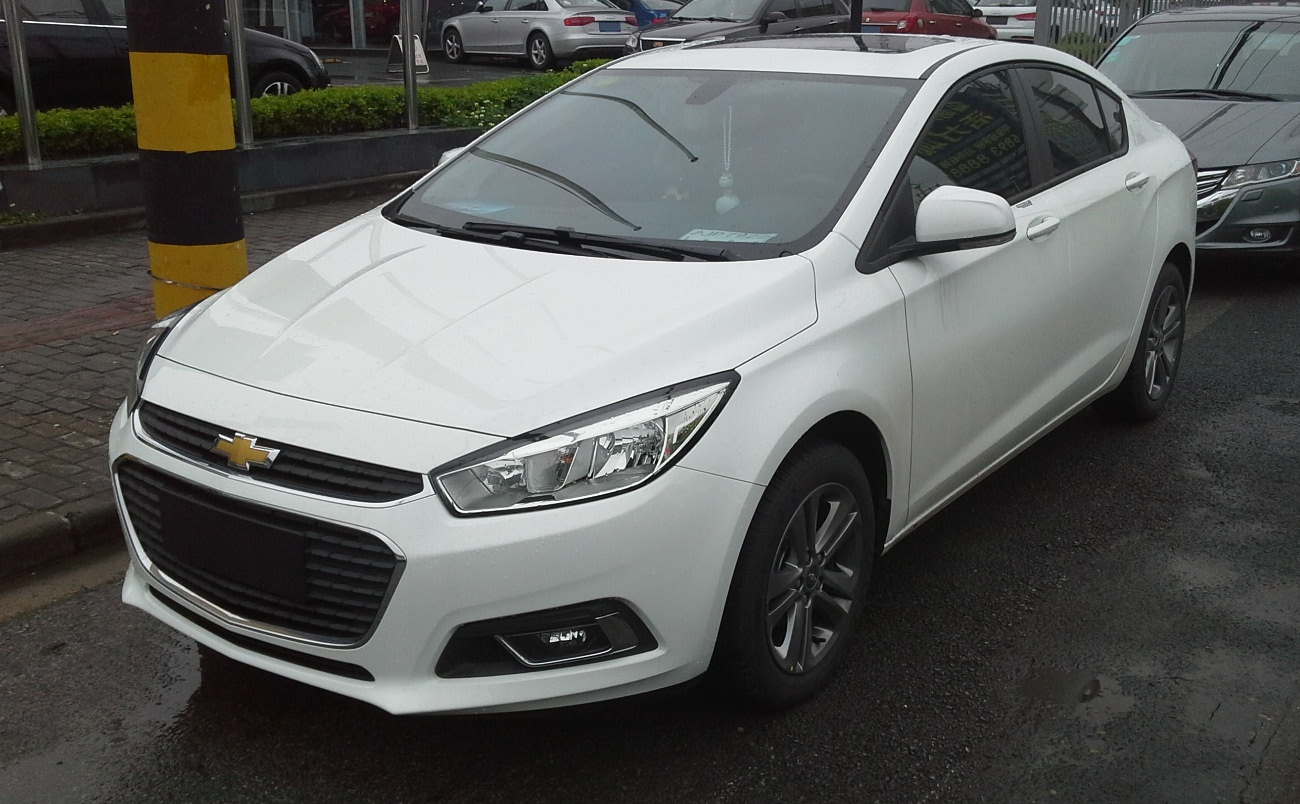
Chevrolet Cruze II
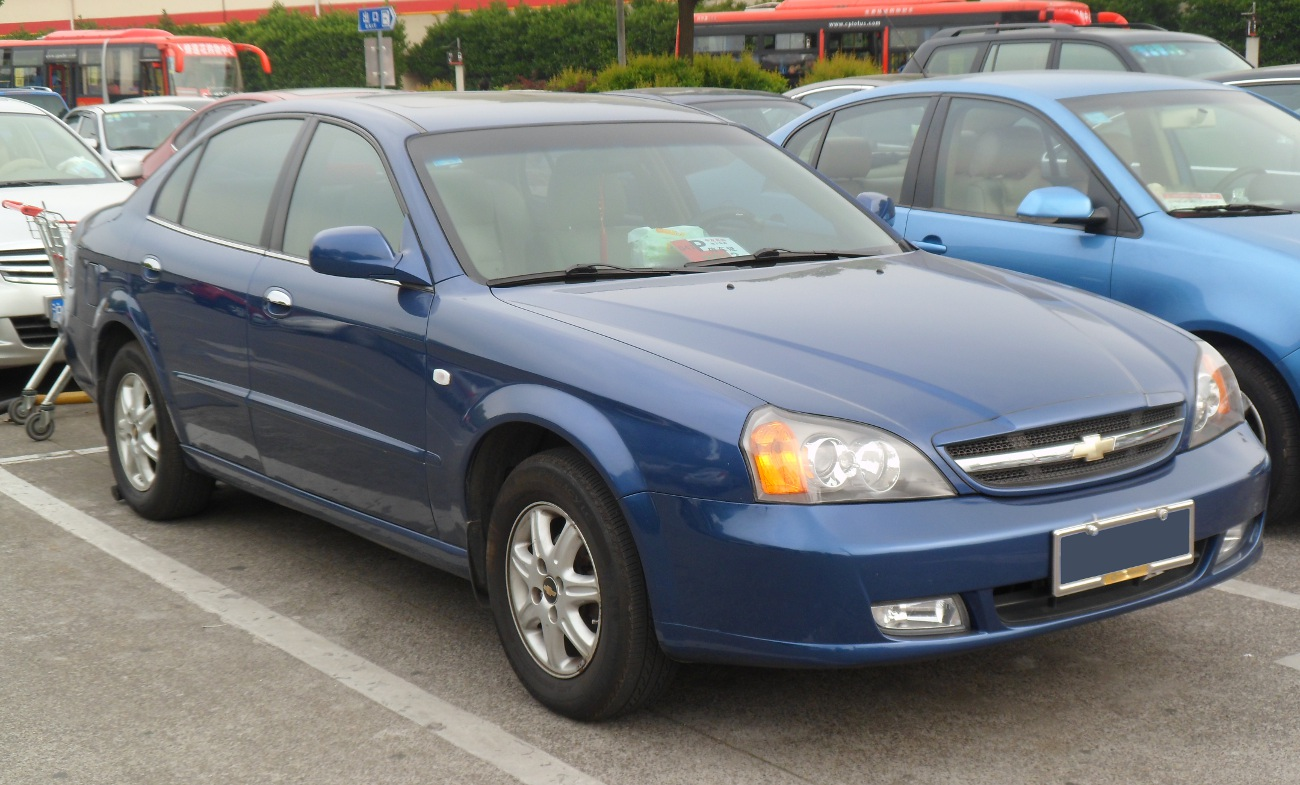
Chevrolet Epica V200
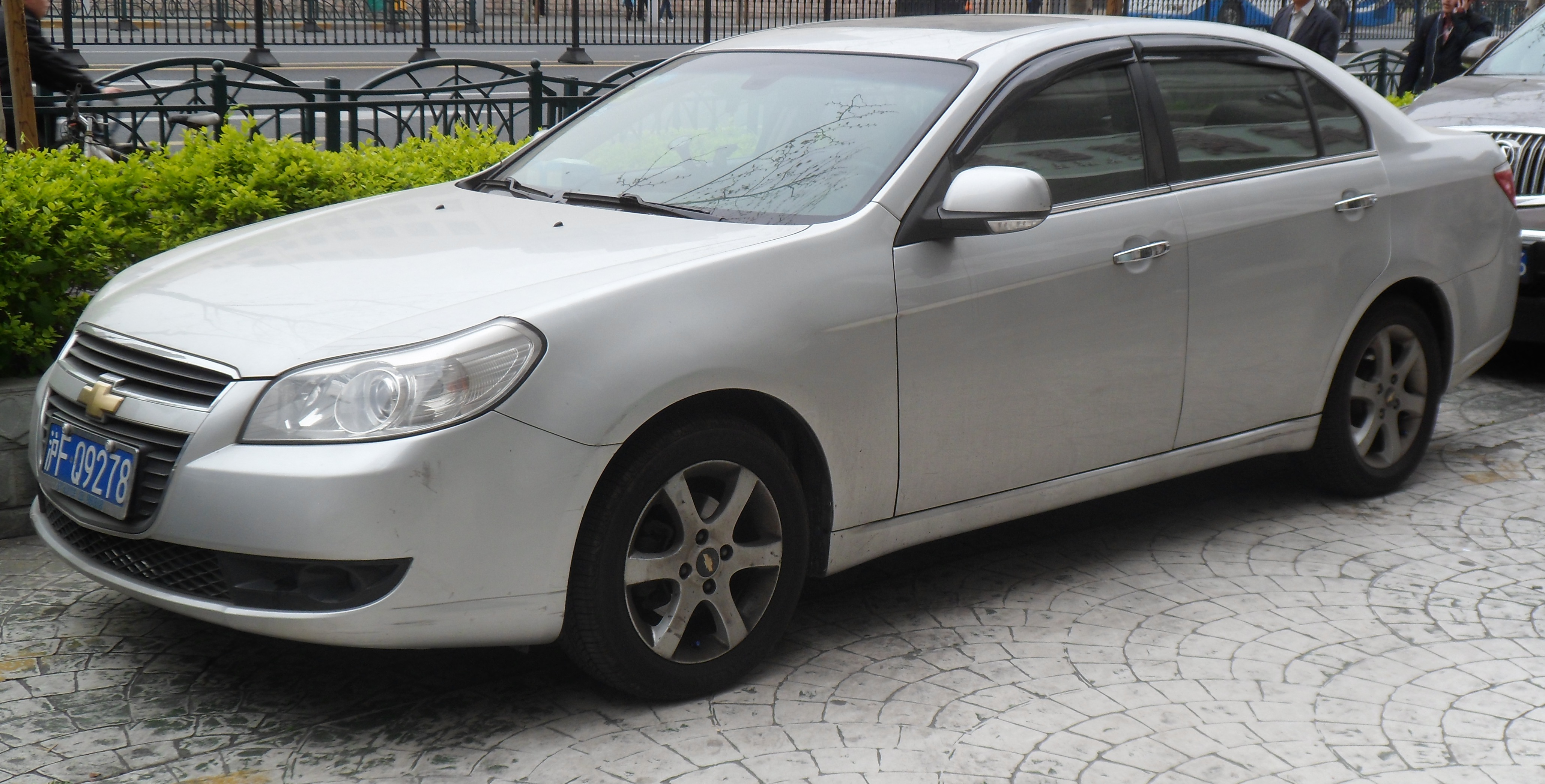
Chevrolet Epica V250
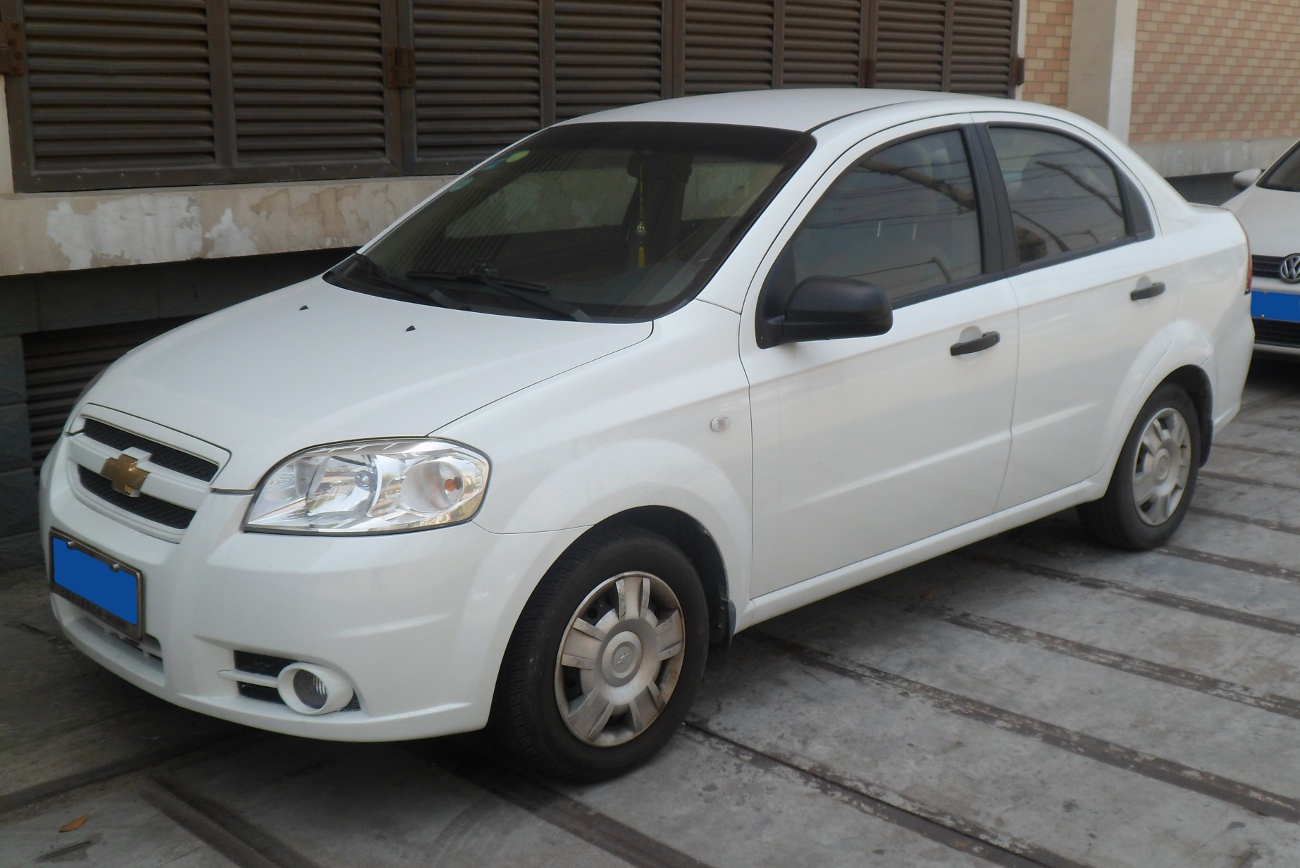
Chevrolet Lova
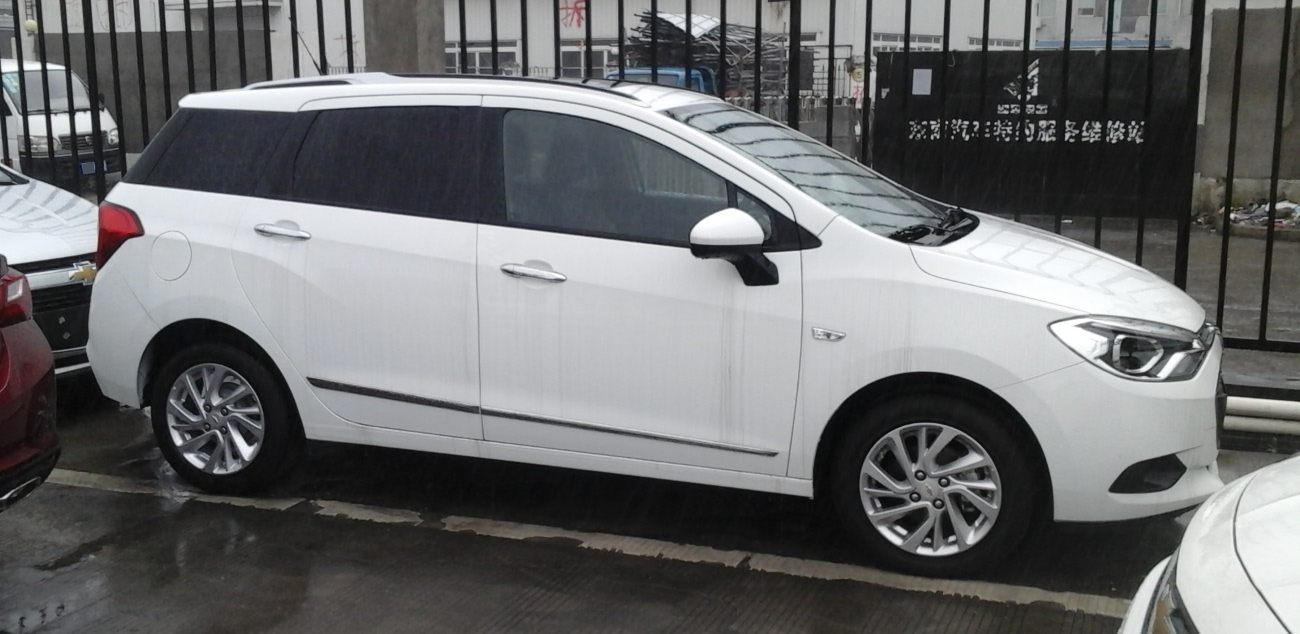
Chevrolet Lova RV
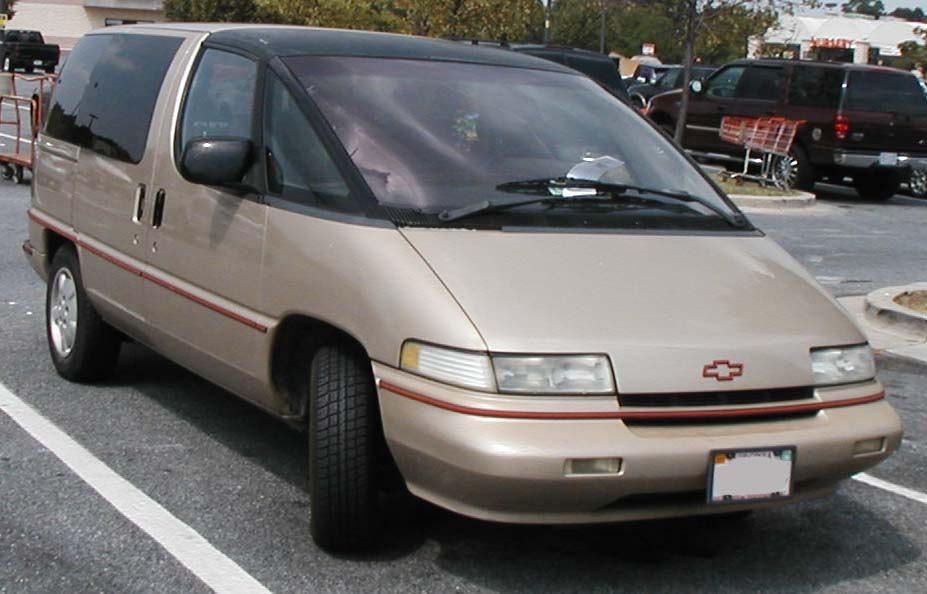
Chevrolet Lumina APV
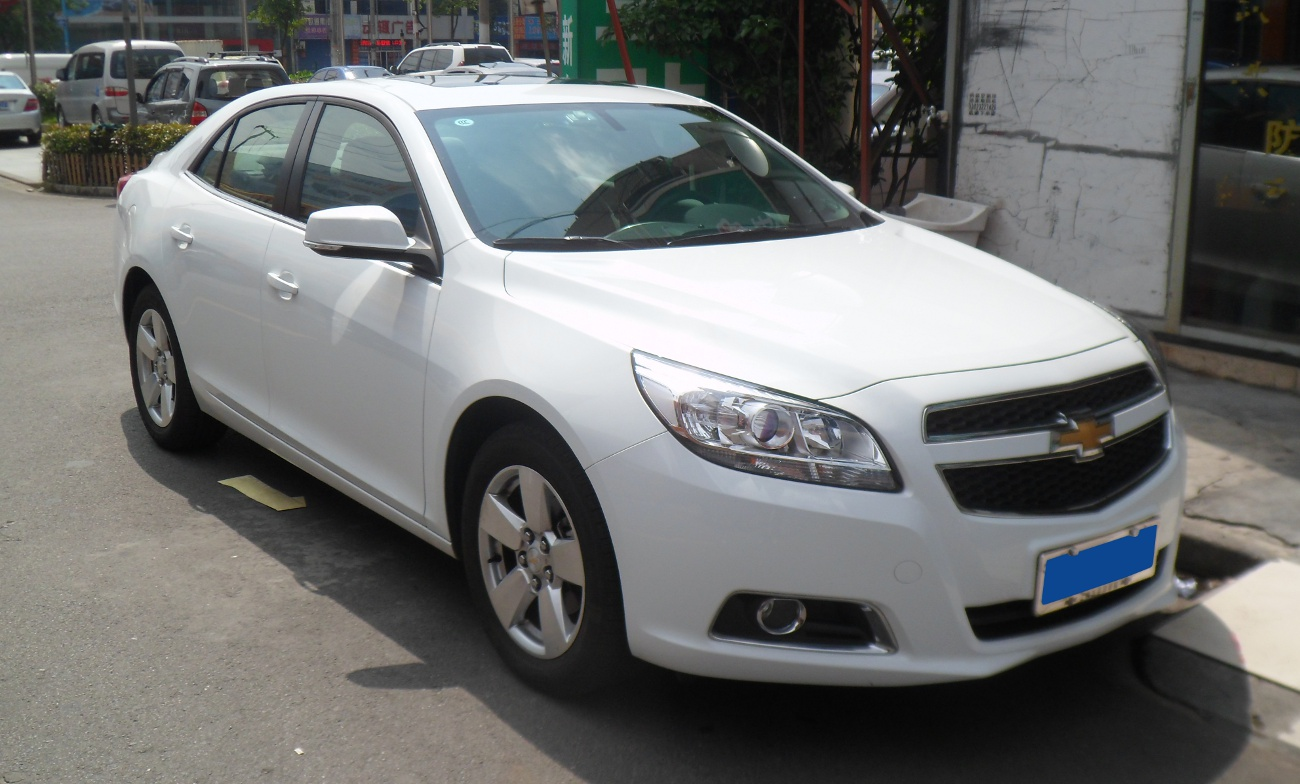
Chevrolet Malibu
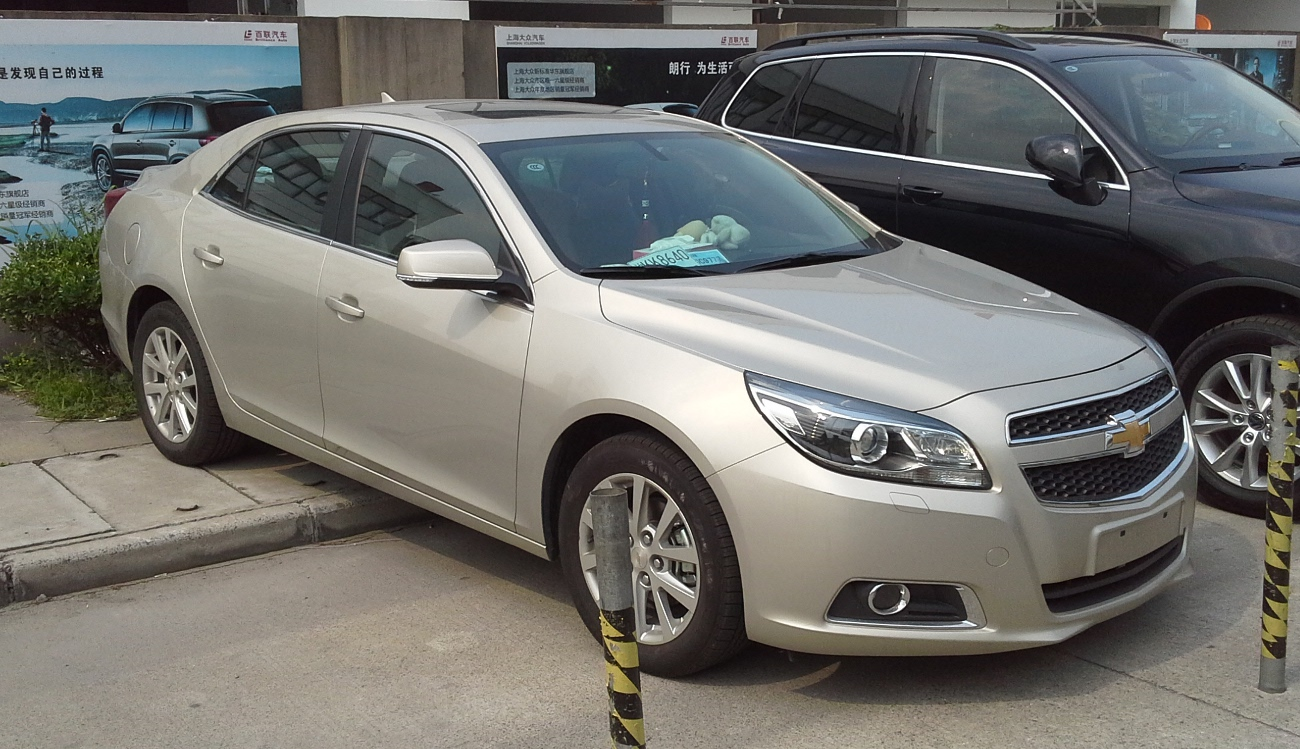
Chevrolet Malibu перший рестайлінг
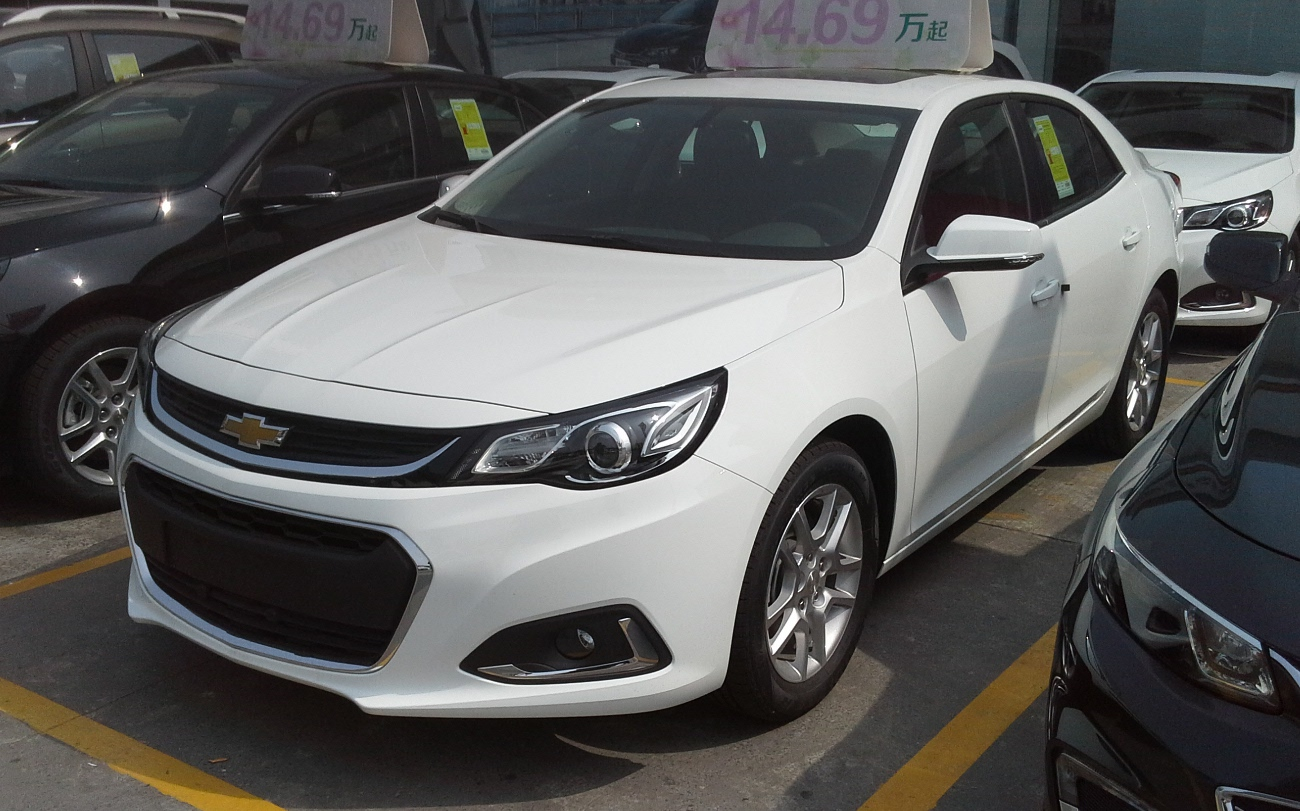
Chevrolet Malibu другий рестайлінг
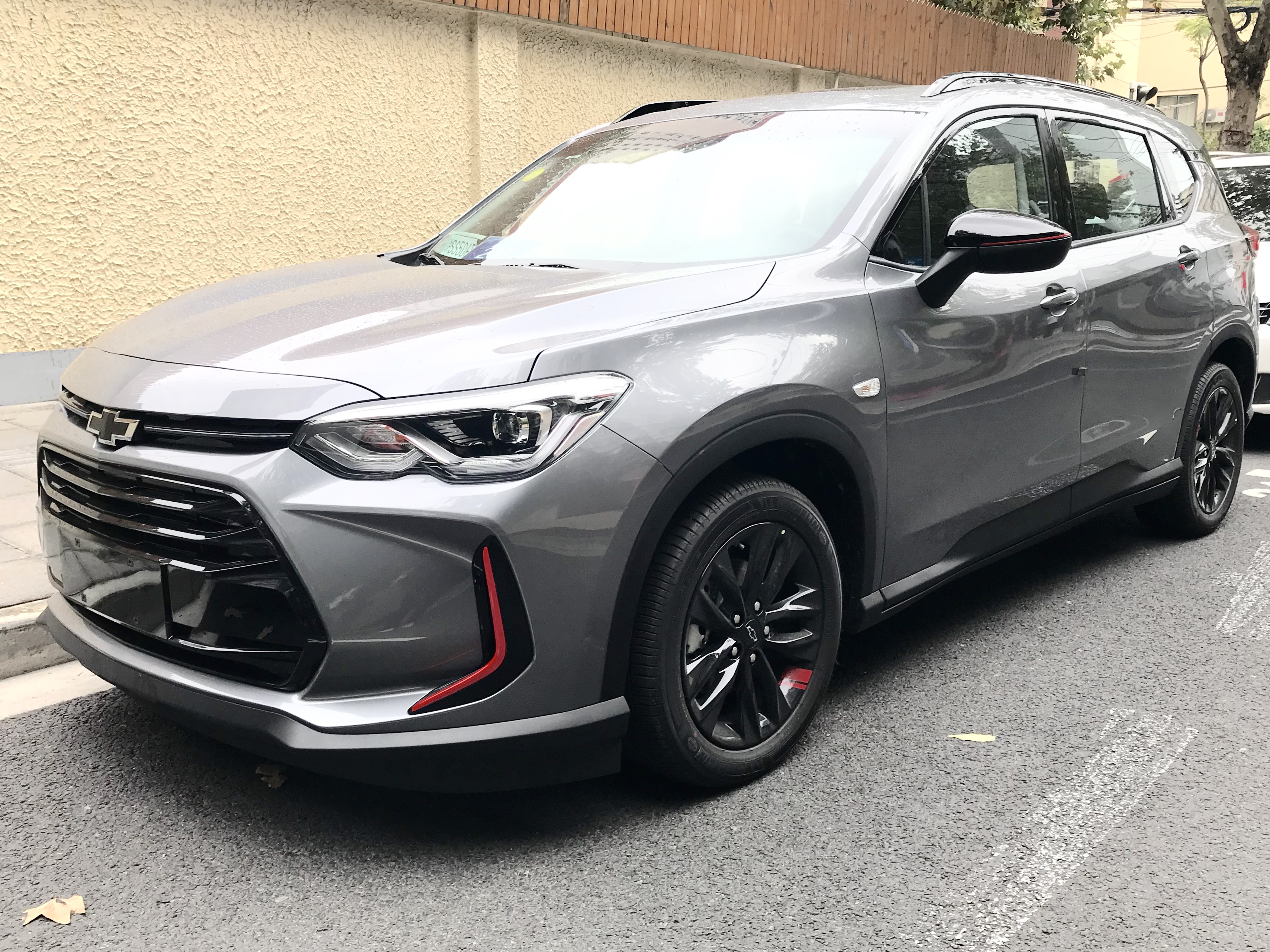
Chevrolet Orlando
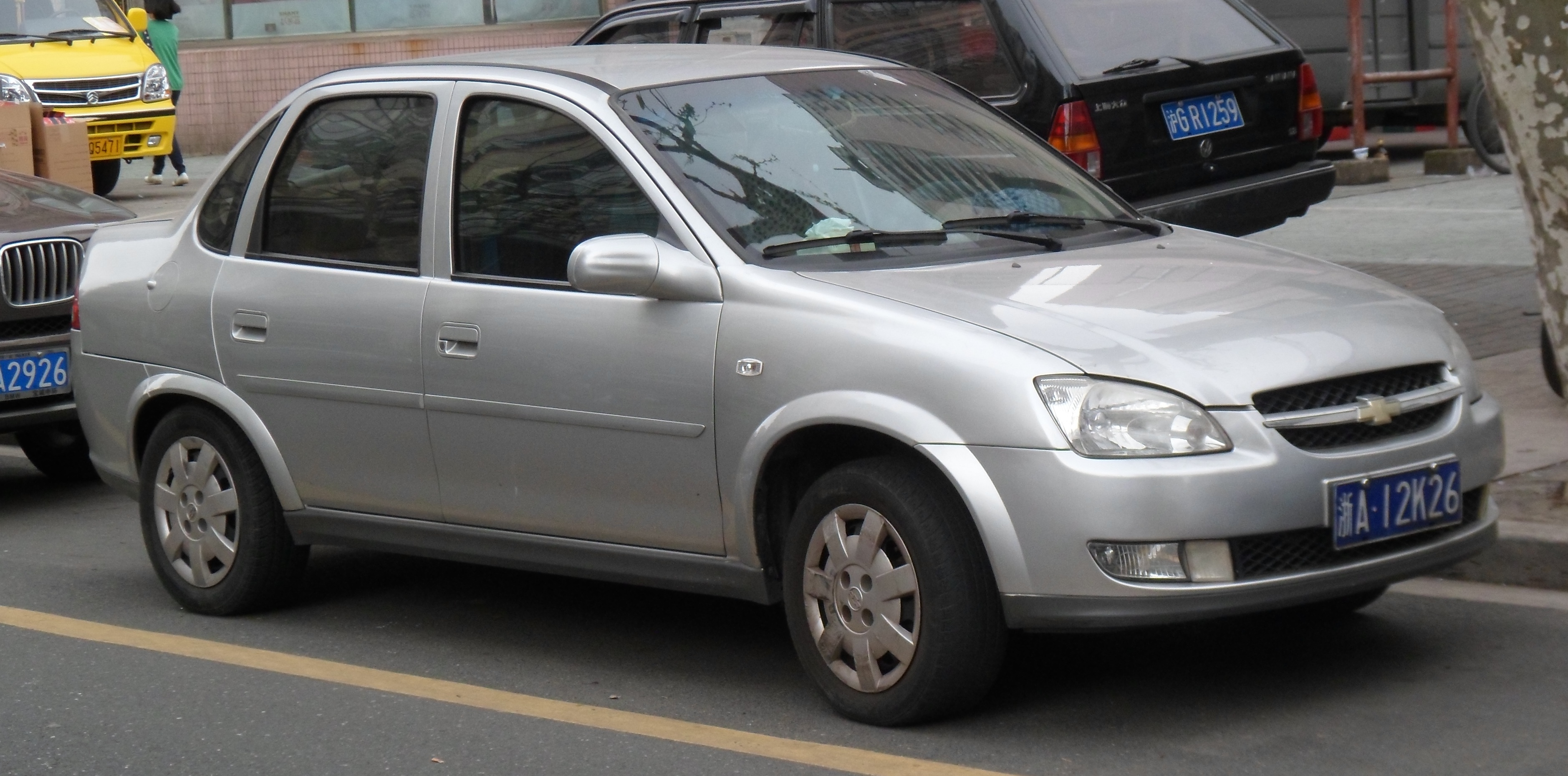
Chevrolet Sail I
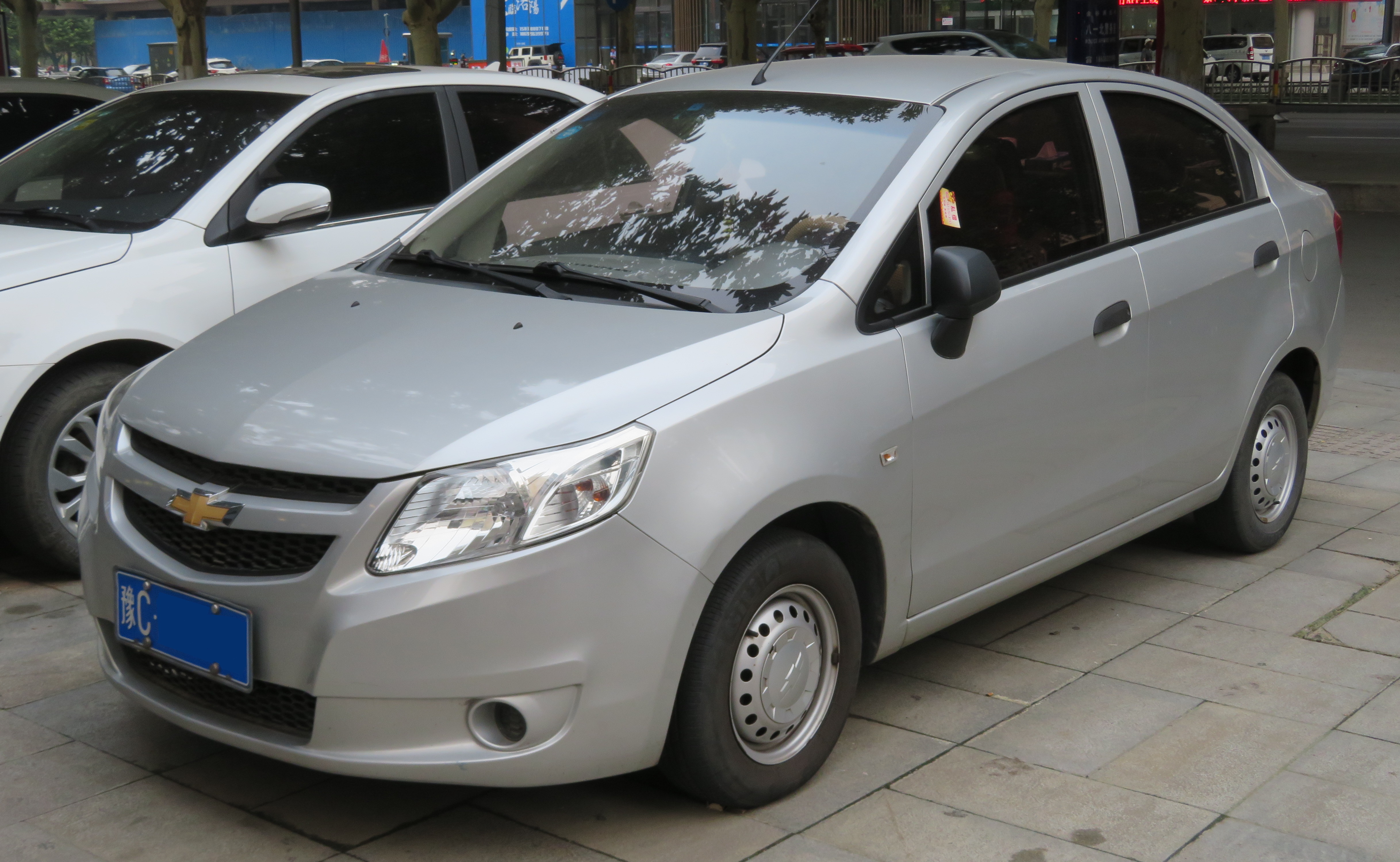
Chevrolet Sail II
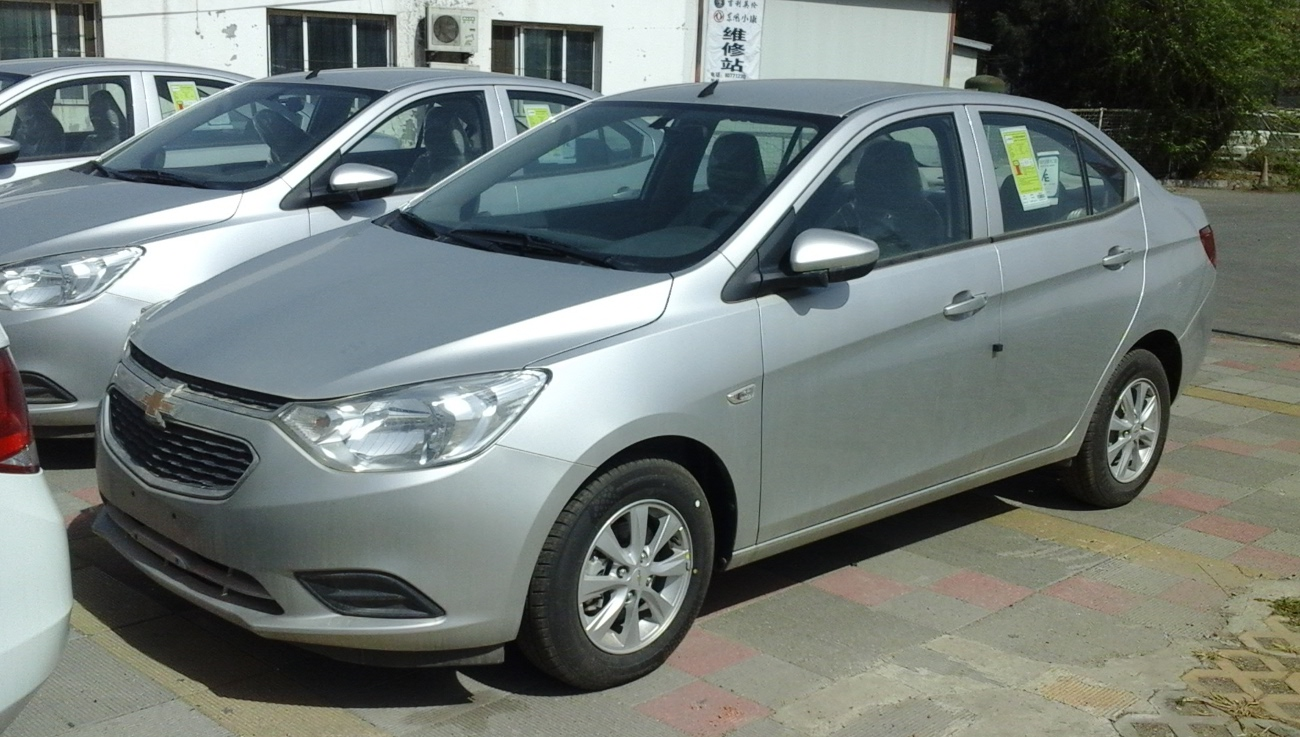
Chevrolet Sail III
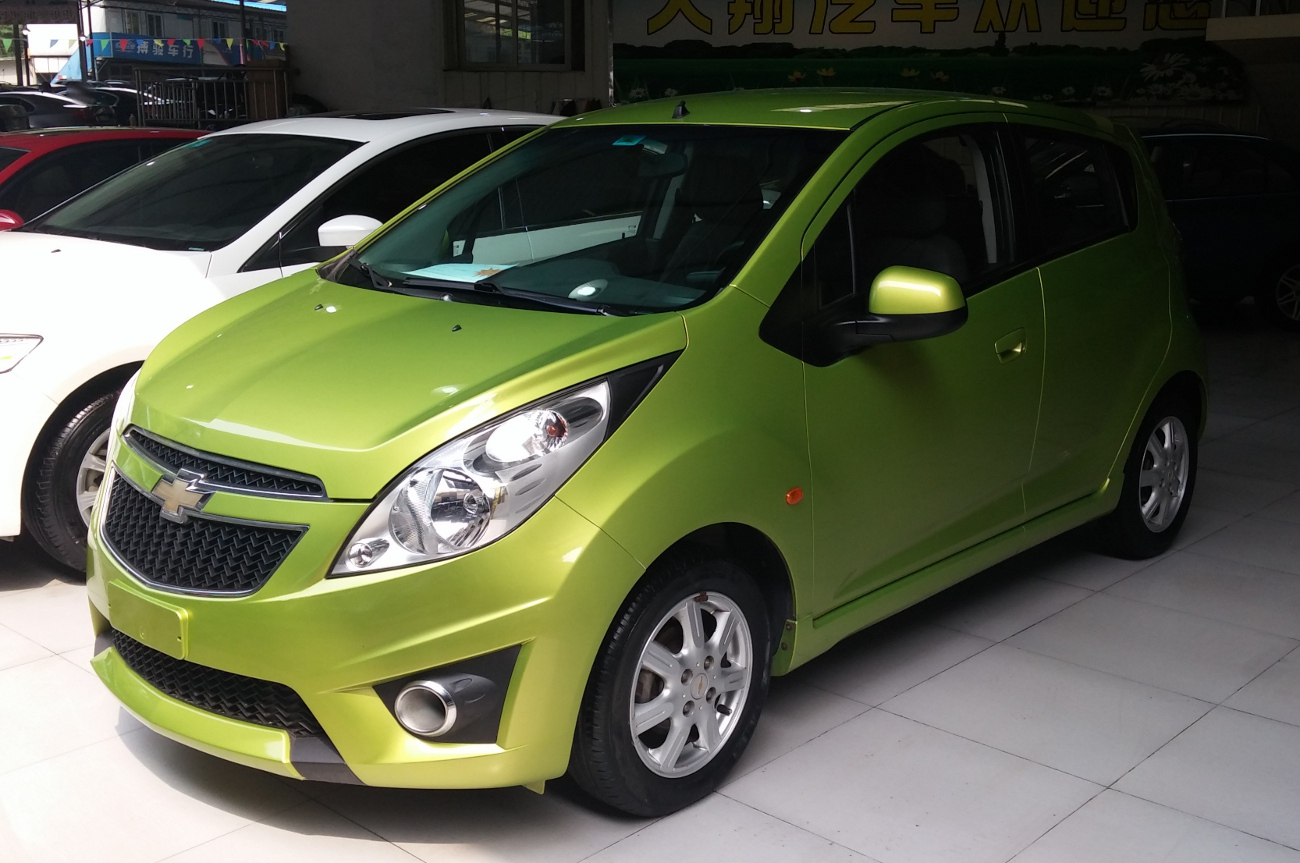
Chevrolet Spark
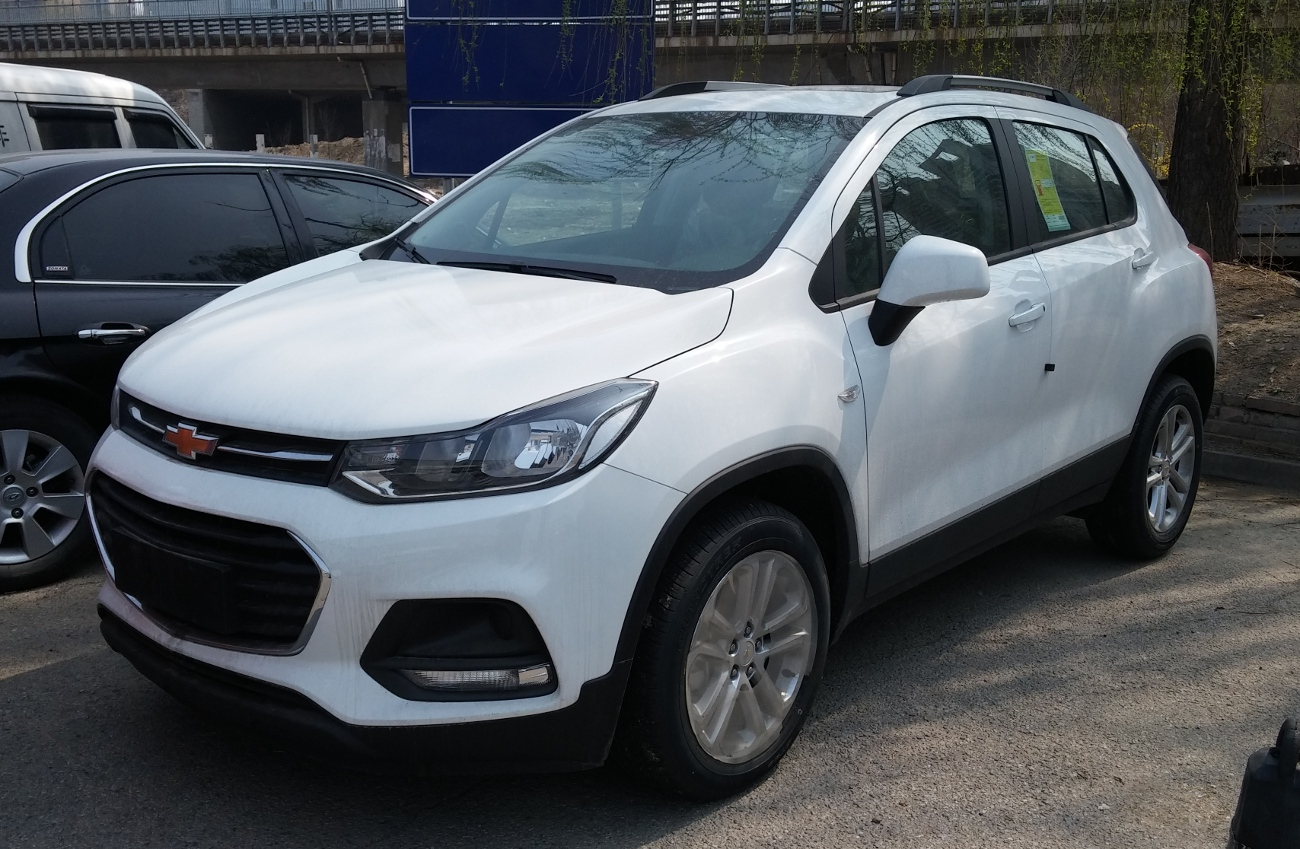
Chevrolet Trax (рестайлінг)
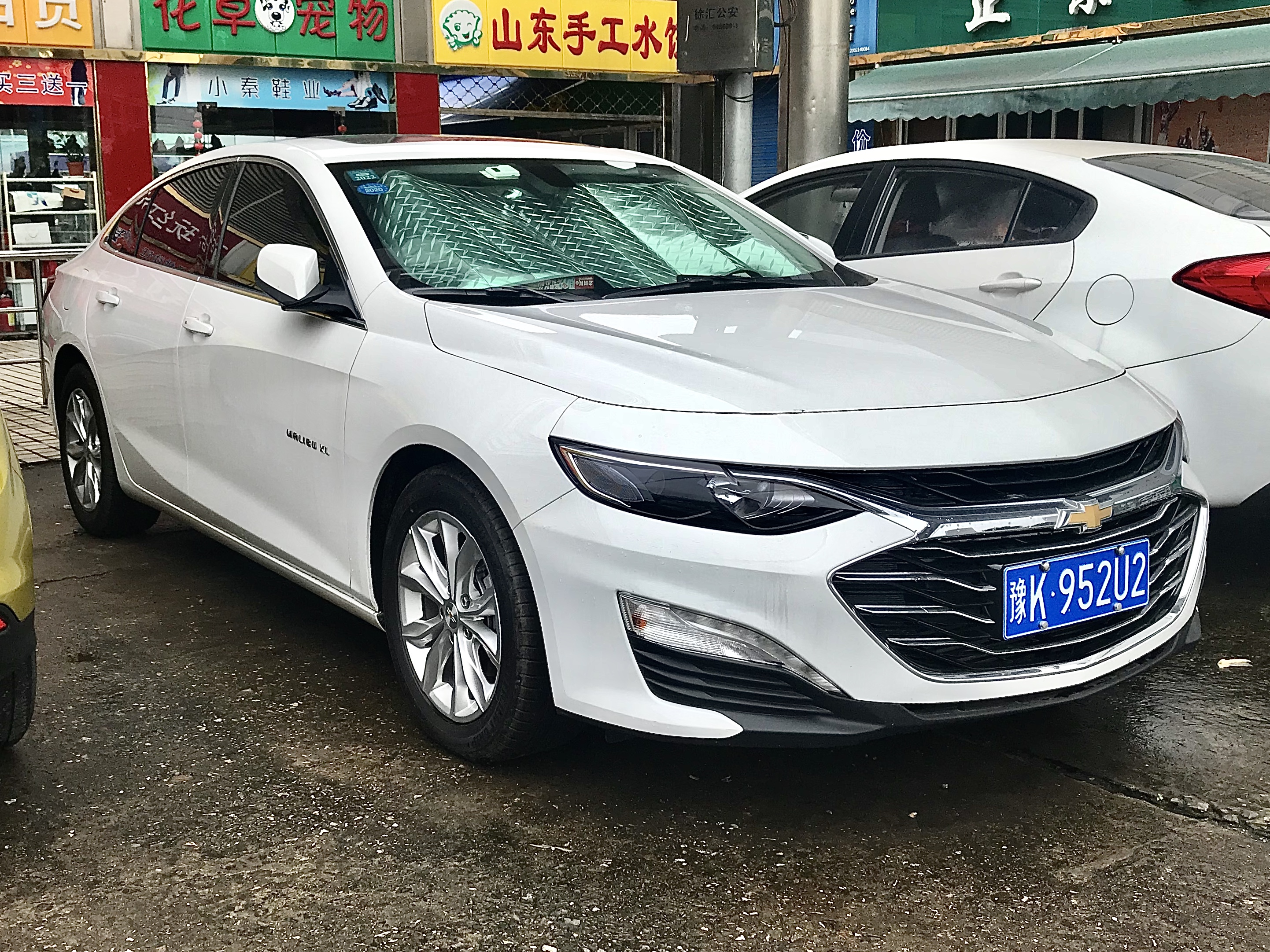
Chevrolet Malibu XL

## Продажі
| Рік  | Продажі   | Ref.   |
| ---- | --------- | ------ |
| 1999 | 19,790    | [ 17 ] |
| 2000 | 30,543    | [ 17 ] |
| 2001 | 58,328    | [ 17 ] |
| 2002 | 110,763   | [ 17 ] |
| 2003 | 201,188   | [ 17 ] |
| 2004 | 252,869   | [ 5 ]  |
| 2005 | 325,000   | [ 18 ] |
| 2006 | 413,367   | [ 19 ] |
| 2007 | 500,308   | [ 17 ] |
| 2008 | 458,642   | [ 17 ] |
| 2009 | 727,631   | [ 17 ] |
| 2010 | 1,038,988 | [ 17 ] |
| 2011 | 1,231,539 | [ 17 ] |
| 2012 | 1,392,658 | [ 17 ] |
| 2013 | 1,575,167 | [ 17 ] |
| 2014 | 1,760,158 | [ 17 ] |
| 2015 | 1,752,015 | [ 17 ] |
| 2016 | 1,887,071 | [ 20 ] |
| 2017 | 2,000,187 | [ 21 ] |
| 2018 | 1,970,117 | [ 22 ] |
| 2019 | 1,600,102 | [ 23 ] |
| 2020 | 1,467,470 | [ 24 ] |
| 2021 | 1,331,567 | [ 25 ] |
| 2022 | 1,170,107 | [ 26 ] |
| 2023 | 1,001,017 | [ 27 ] |